# Synagogue
Vous lisez un « article de qualité » labellisé en 2008.
Cette page contient des caractères spéciaux ou non latins. S’ils s’affichent mal (▯, ?, etc.), consultez la page d’aide Unicode.

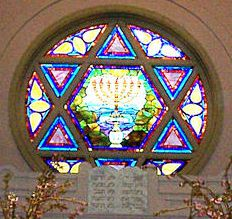
Vitrail de la synagogue Sixth and I, à Washington.

Une synagogue (du grec Συναγωγή / Sunagōgḗ, « assemblée », adapté de l'hébreu בית כנסת (bēṯ kənesseṯ), « maison de l'assemblée ») est un lieu de culte juif.
L'origine de la synagogue, c'est-à-dire d'un lieu de rassemblement des fidèles dissociés de l'ancien rituel de l'autel du Temple, remonte peut-être aux prophètes et à leurs disciples ; originellement elle ne possède pas un caractère sacré, mais l'acquiert au fil du temps. La synagogue en tant qu'institution caractéristique du judaïsme naquit avec l'œuvre d'Esdras. Elle y a depuis pris une telle importance que « la Synagogue » en vient à désigner figurativement le système du judaïsme, par opposition à « l'Église ».
Les synagogues possèdent habituellement un sanctuaire, c'est-à-dire un grand hall de prière, dans lequel sont contenus les Livres de la Torah. Elles peuvent aussi comporter une salle pour les événements communautaires. Cependant, elles contiennent surtout des petites pièces réservées à l'étude, voire un Beit midrash (« maison d'étude ») : c'est que, bien qu'initialement destinée au culte, la synagogue devient au cours de l'histoire juive le lieu du Talmud Torah, c'est-à-dire l'enseignement de la tradition et de la langue hébraïque, que ce soit pour les enfants ou les adultes. La prépondérance de ce rôle est telle que Philon d'Alexandrie, puis les Juifs de Venise et ceux des pays ashkénazes parlant le yiddish désignaient les synagogues du nom de « didaskaleia », « scuola » ou « שול » (shoul, cf. all. Schule), c'est-à-dire « école ». Ce nom est toujours utilisé pour désigner les synagogues de manière informelle, surtout dans les milieux ashkénazes.
Philon d'Alexandrie et le Nouveau Testament utilisent aussi le terme proseuque du grec ancien προσευχή / proseukhḗ, « prière » puis « lieu de prière ».

## La synagogue dans les textes
Ni le terme, ni le concept d'une synagogue ne se retrouvent dans le Pentateuque (bien que la tradition rabbinique ainsi que Philon d'Alexandrie et Flavius Josèphe affirment que l'institution remonte à Moïse). L'idée d'une prière collective n'y est pas davantage mentionnée, et le seul lieu du culte décrit est le Tabernacle, un sanctuaire transportable abritant en son Saint des Saints l'Arche d'alliance. Celle-ci se retrouve dans le Temple de Salomon, construit pour l'abriter de façon permanente.
La première évocation d'un rassemblement hors du Temple est trouvée dans Isaïe 8:16 : il s'agit d'un cercle de disciples réunis autour d'Isaïe, afin d'entendre de lui la parole de Dieu et la Torah. C'est également le cas dans Ézéchiel 8:1, où les anciens de Juda se réunissent dans la maison d'Ézéchiel. Le psaume 74:8 probablement daté du premier exil, mentionne « les centres consacrés à Dieu dans le pays ».
Il semblerait que les synagogues se soient multipliées après la destruction du premier et du Second Temples : selon une tradition rabbinique consignée dans la Mishnah (laquelle fut compilée vers 200 EC, plus d'un siècle après la destruction du Second Temple), une grande ville compte obligatoirement dix batlanim, sinon c'est un village ; un batlan étant défini comme un individu renonçant à son travail pour aller prier, la Mishna enseigne qu'il existe une synagogue en tout endroit où un minyan de dix hommes est capable, à n'importe quel moment, de se réunir pour prier. Les Actes des Apôtres indiquent également que les synagogues que l'on trouvait dans chaque ville existaient depuis de nombreuses années (Actes 15:21), et en citent plusieurs, dont celle des Affranchis, celle des Cyrénéens et celle des Alexandrins.
Le Talmud mentionne de nombreuses synagogues en Mésopotamie, dont celle de Néhardéa, et plus de 400 synagogues à Jérusalem avant la destruction du Second Temple (Keritot 105a), tandis que les Évangiles évoquent celles de Nazareth et de Capharnaüm. Paul prêche dans les synagogues de Damas, de Salamine en Chypre, d'Antioche, etc.
La chute du second Temple amplifie l'importance de la synagogue, car c'est là que seront perpétués les rites du Temple à l'exception capitale du sacrifice et c'est dans les synagogues que pourra se réunir le minyan composé de 10 hommes. Les synagogues vont donc se multiplier dans la diaspora. Celle d'Alexandrie décrite dans le Talmud était énorme puisque le chantre y indiquait aux fidèles à l'aide de drapeaux quand dire Amen.

## Un Temple miniature

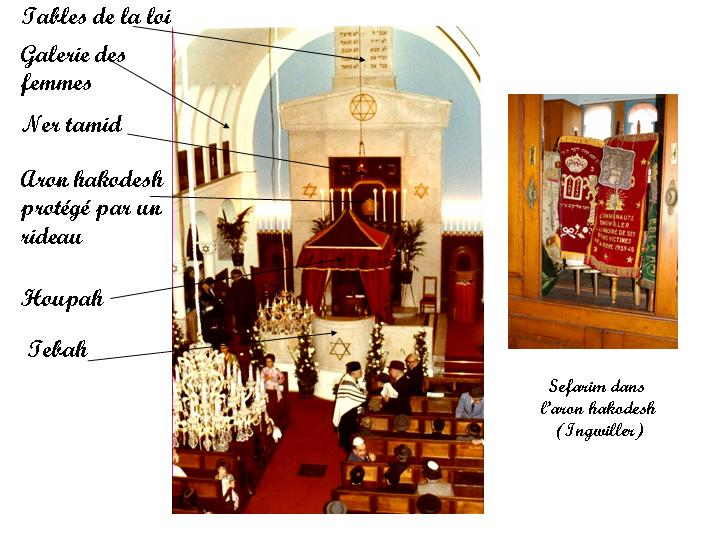
La synagogue consistoriale de Neuilly avant un mariage.

Les synagogues, orthodoxes comme réformées, se réfèrent, au moins symboliquement, au sanctuaire. Leur plan suit, à l'instar des Temples de Jérusalem et des shtiblekh (Le Shtibl est un mot yiddish pour un petit local servant à la prière et l'étude, mais moins formel qu'une synagogue), celui du Tabernacle, tel qu'il est décrit dans la parashat Terouma.
Une synagogue contient donc un parvis où se réunit l'assemblée, un candélabre, un endroit surélevé où se tient le culte, et un endroit très saint où est gardé, dans une armoire protégée de l'extérieur par un rideau, le Témoignage donné à Moïse par Dieu :
- l'endroit surélevé, équivalent de l'autel à l'époque du Tabernacle et des Temples, s'appelle la Tevah chez les séfarades et Bimah chez les ashkénazes ; c'est là que se tient l'officiant et qu'on lit la Torah. Traditionnellement située au milieu de la prière, elle a été déplacée dans les temples réformés à l'avant de la salle, faisant face aux fidèles, par analogie à la chaire dans les temples protestants.
- Dans l'équivalent du Saint des Saints, se trouve une armoire, équivalent de l'Arche d'alliance. Les ashkénazes l'appellent arche sainte (Aron Haqodesh), tandis que les sépharades l'appellent Heikhal (Temple). Elle contient les rouleaux de la Torah. Ceux-ci sont indispensables pour qu'un lieu de rassemblement soit considéré comme une synagogue, sinon c'est une havourah.
 C'est depuis l'arche que les cohanim (fidèles descendant d'Aaron, et remplissant symboliquement quelques tâches dévolues à leurs ancêtres de l'époque des Temples) bénissent l'assemblée. 
L'arche est située sur le mur orienté vers Jérusalem[20], donc à l'orient (Mizra'h) dans les pays situés à l'ouest de Jérusalem et à l'occident dans les pays situés à l'est. Beaucoup de synagogues sont orientées vers Jérusalem, bien que certaines dérogent à la règle pour des raisons structurelles.
- Un candélabre, analogue de la menorah[21], est spécialement allumé durant les offices. Comme l'une des branches de la menorah brûlait continuellement à l'époque du Temple, une lampe ou une lanterne, souvent électrique, tient actuellement le rôle de ner tamid (héb. נר תמיד « lampe perpétuelle »).

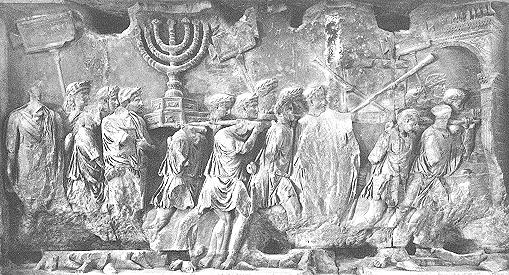
La menorah du Temple de Jérusalem telle que représentée sur l'Arc de triomphe de Titus à Rome.
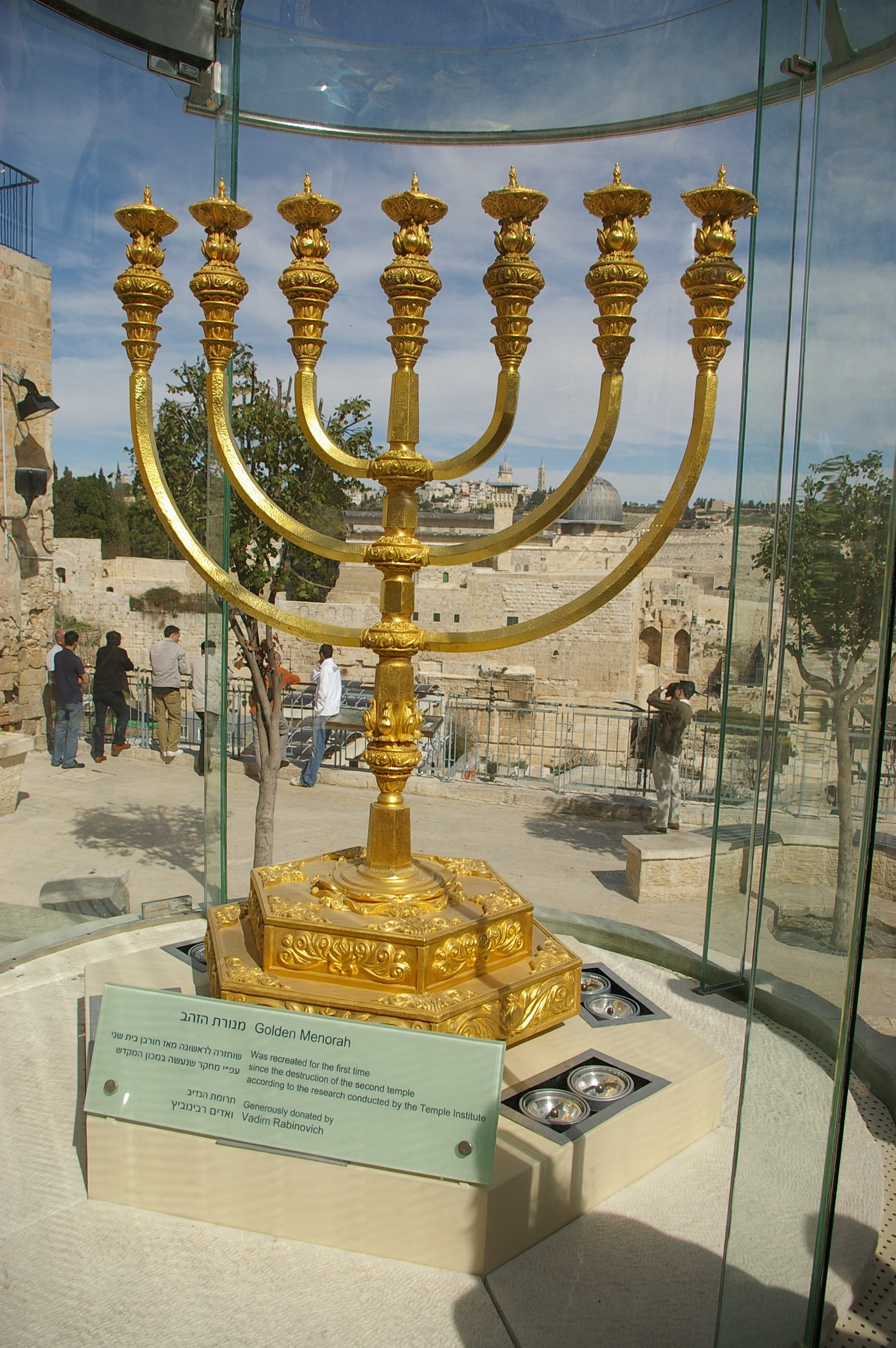
La menorah construite par l'Institut du Temple, prévue pour le Troisième Temple de Jérusalem, exposée non loin du Mur occidental à Jérusalem.

- Réminiscence du Temple de Jérusalem, où un balcon avait été installé pour séparer hommes et femmes lors de la Sim'hat Bet HaShoëva[22], hommes et femmes sont séparés par une mekhitsa lors de la prière dans les synagogues orthodoxes. Souvent les femmes disposent d'une galerie, quelque peu dissimulée aux hommes d'où elles peuvent assister à l'office. Dans l'Altneu Schule de Prague, les femmes disposent d'une salle séparée de la pièce principale par un mur épais percé d'étroites ouvertures. À Pfaffenhoffen, en Alsace, les femmes sont derrière les hommes, séparées d'eux par une sorte de treillis en bois. Cette séparation a disparu dans les synagogues libérales ou réformées, et dans la plupart des synagogues « conservatrices » aux États-Unis où hommes et femmes prient côte à côte.

On ne trouve pas non plus de mekhitsa dans les kenessot karaïtes, l'origine de cet usage ne figurant pas explicitement dans la Bible. Toutefois, hommes et femmes sont séparés par pudeur pour la prière, car elle contient de nombreuses prosternations.
- La synagogue contient souvent un local, appelé gueniza (héb. גניזה « dépôt ») où sont enterrés des textes périmés ou effacés portant l'un des sept Noms de Dieu qu'il est interdit d'effacer[23]. La tradition juive interdit en effet de les détruire et demande qu'ils soient enterrés, quand bien même il s'agirait de textes non-canoniques, voire hérétiques[24]. Les guenizot peuvent receler des trésors d'archéologie ; celle du Caire, qui contenait 250 000 fragments, dont la correspondance de Moïse Maïmonide[25] a été qualifiée de « fenêtre sur la vie juive médiévale »[26] ; celle de la synagogue Vieille-Nouvelle abrite, selon la légende, le Golem du Maharal de Prague[27]. 
Les écrits de Philon et de Flavius Josèphe donnent à penser qu'à son époque, on déposait également dans les synagogues des donations pour le Temple de Jérusalem[28].
- Il est de coutume d'installer la houppa (héb. חוּפָּה dais sous lequel sont célébrés les mariages), mais cette coutume n'a pas force de loi, et la houpah est souvent installée en extérieur, particulièrement en Israël.

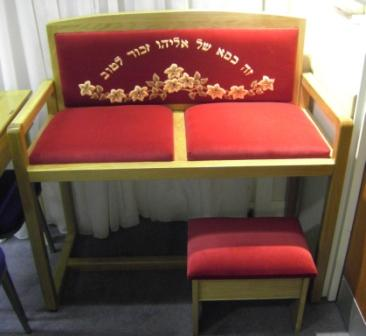
Fauteuil du prophète Élie.

- On trouve souvent dans les synagogues un "fauteuil du prophète Élie" qui est utilisé lors des circoncisions.

## Les synagogues antiques
Les synagogues les plus anciennes dont on connaisse l'existence sont les synagogues de l'Égypte hellénique appelées proseuques (ou [maison de] prière) dont la trace nous est parvenue par leurs dédicaces inscrites sur des papyrus.
Les plus anciennes synagogues connues aujourd'hui sont situées en terre d'Israël et contemporaines de la destruction du Second Temple. Les synagogues antérieures, s'il s'agit de centres de Dieu décrits dans les Psaumes, ont été détruites. Il en existait à Jérusalem même à l'époque du Temple, comme en témoigne une inscription découverte en 1913. On a aussi retrouvé de nombreux mikvé à Jérusalem. Les synagogues des siècles suivants ont souvent été détruites par les chrétiens ou transformées en églises comme à Stobi.
La synagogue la plus ancienne dont on ait des traces serait l'une de celles de Jéricho, située près des ruines d'un palais hasmonéen, découverte accompagnée d'un mikveh à proximité du wâdi Kelt par le professeur Ehud Netzer et datant du Ier siècle avant l'ère commune,.
La synagogue la mieux connue actuellement est celle de Massada, la forteresse qui domine la mer Morte, cependant d'autres sont plus anciennes, comme la synagogue d'Herodion, une autre forteresse du roi Hérode située à 12 kilomètres de Jérusalem où ce roi s'est fait enterrer, et la synagogue de Gamla, antique capitale du Golan. À Jérusalem, on connaît une synagogue du Ier siècle, celle de Théodotos, dans la cité de David. Selon sa dédicace découverte en 1913, elle servait à la lecture de la loi, à son enseignement et à l'hébergement des voyageurs.
Après la destruction du Temple, les Romains interdisent la construction de synagogues en Palestine. Les destructions se poursuivent avec la révolte de Bar-Kokhba de 132 à 135, mais de nombreuses communautés juives se maintiennent jusqu'à la conquête arabe, ainsi qu'en atteste la présence plus d'une centaine de ruines de synagogues, les plus vieilles datant du IIIe siècle. Elles sont pour la plupart situées en Galilée, mais aussi sur le Golan et dans le sud du pays. On en trouve aussi à Beth Shean ou à Gaza.
L'une des synagogues les plus célèbres de cette époque est celle de Capharnaüm, située sur le lac de Tibériade, probablement sur les lieux évoqués dans les Évangiles. Ces synagogues adoptent souvent le plan basilical des bâtiments grecs, et si elles sont décorées de symboles juifs comme la menora, la synagogue de Beït-Alfa exhibe également des mosaïques représentant le zodiaque, et celle de Hammath des personnages de la mythologie grecque. À Hammat Gader, sur le Yarmouk, les pavements de mosaïque étaient agrémentés de motifs géométriques. Celui devant la bimah, le plus élaboré, représente deux cyprès et deux lions tournés vers le centre et une guirlande entourant une dédicace qui s'achève sur ces mots en araméen : « … dont les actes de charité sont en toute place constants et qui ont fait don ici de cinq pièces d'or. Puisse le Roi de l'univers bénir leur œuvre. Amen. Amen. Selah. »

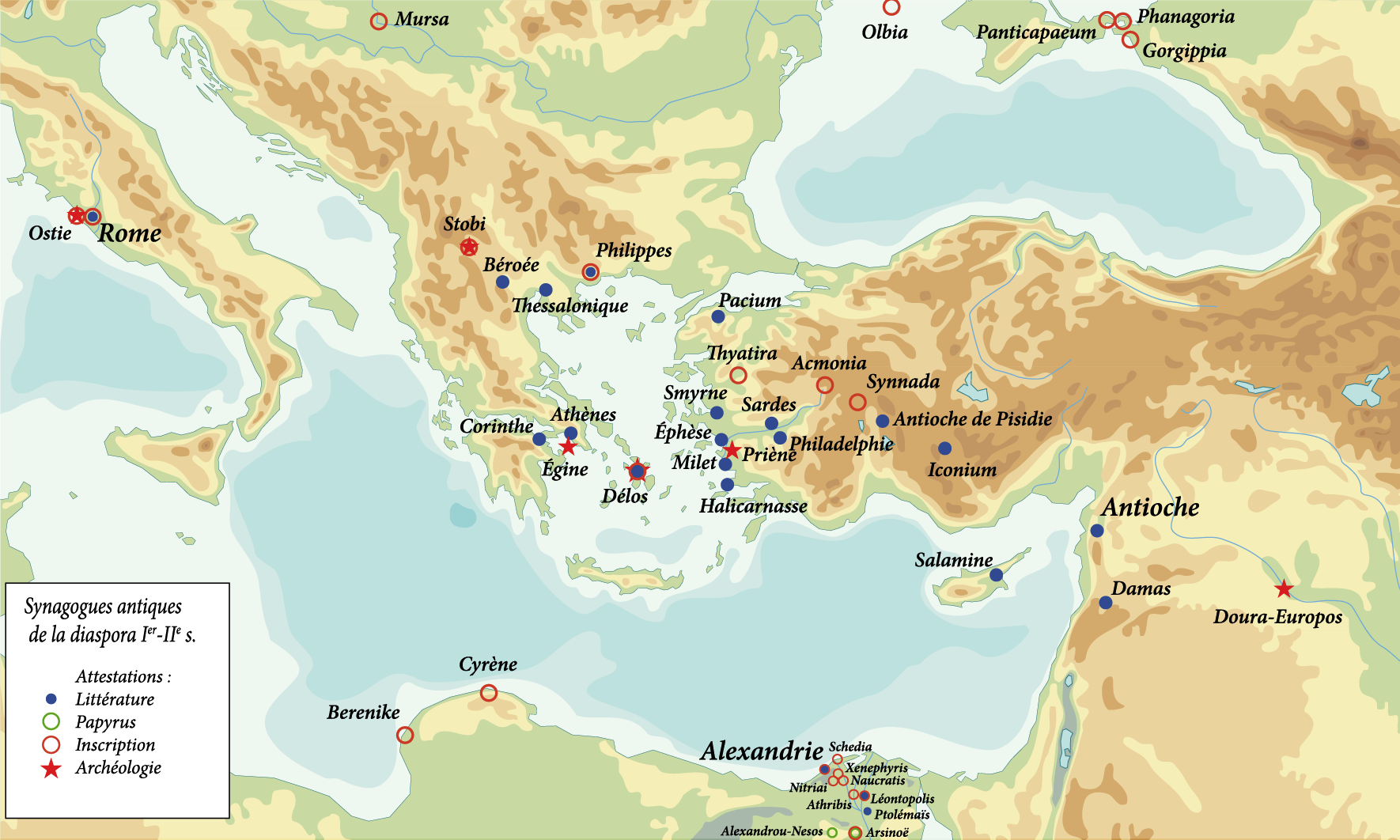
Synagogues de la diaspora aux deux premiers siècles.

En diaspora, les synagogues se répandent dans le monde hellénistique ou romain. Les plus anciennes, connues par des dédicaces, sont celles de Schedia à une vingtaine de kilomètres d'Alexandrie, de Xénéphyris, de Nitriai et de Naucratis et datent du IIIe siècle av. J.-C., mais celles dont il reste des ruines sont beaucoup plus récentes.
La synagogue de Sardes en Lydie, située dans d'anciens thermes romains, est l'une des plus grandes synagogues connues, avec ses 122 mètres de longueur. Celle de Naro, aujourd'hui Hammam-Lif en Tunisie, présente de remarquables mosaïques.
La synagogue de Doura-Europos en Syrie sur l'Euphrate est, elle, décorée de fresques. Découverte en 1920, elle avait été enfouie sous des remblais accumulés pour soutenir un siège en 256 alors qu'elle n'était vieille que de 12 ans. Les fresques qui l'ornent, aujourd'hui conservées au musée de Damas sont dans un excellent état de conservation. Elles représentent des scènes bibliques avec une multitude de personnages, y compris Moïse et Ezéchiel, ce qui est rare dans une synagogue du fait de l'interdit des images promulgué de longue date par les rabbins, même s'il paraît exister d'autres exemples de synagogues peintes, comme à Huseifa ou à Ma'oz Hayyim. La synagogue de Doura-Europos est la première synagogue connue où il semble y avoir une niche pour abriter l'arche sainte dans le mur ouest de la synagogue, permettant ainsi aux fidèles de se tourner vers l'ouest et vers Jérusalem lors de la prière.
On distingue parfois deux types de synagogues antiques : les grands édifices orientés vers Jérusalem sans arche sainte, car les rouleaux de la Torah étaient conservés dans une pièce attenante pour être portés dans la salle de prière lors de la lecture de la Torah, comme à Capharnaüm et les « basiliques » sur le plan des bâtiments publics romains, semblables aux églises d'Orient avec une nef centrale séparée de deux bas-côtés par des colonnes et dont l'abside orientée vers Jérusalem abrite les rouleaux de la Torah.

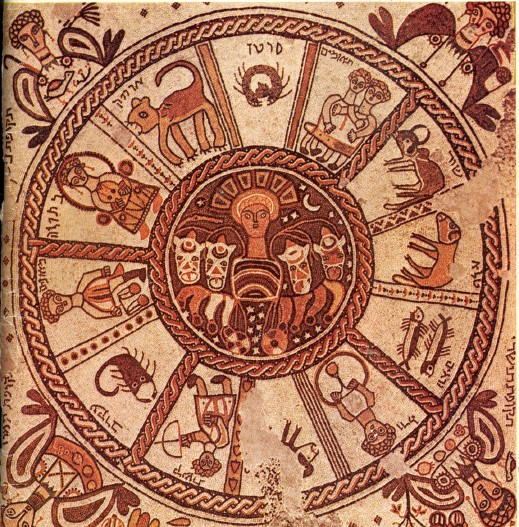
La mosaïque du zodiaque à Beït-Alfa (VIe siècle).
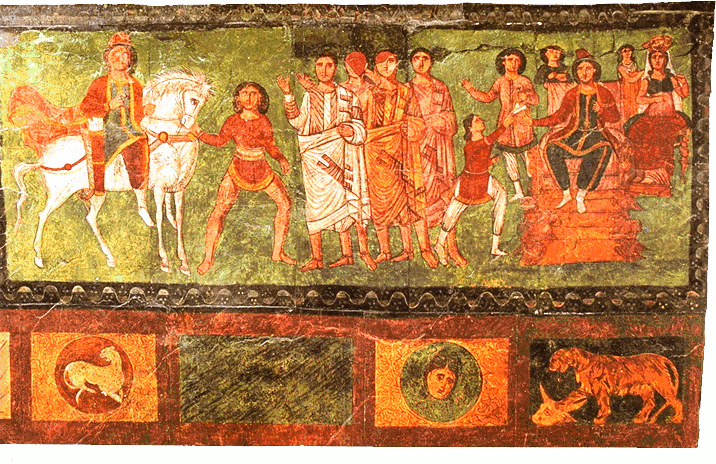
Fresque de Doura-Europos - Livre d'Esther, Haman conduisant Mardochée.
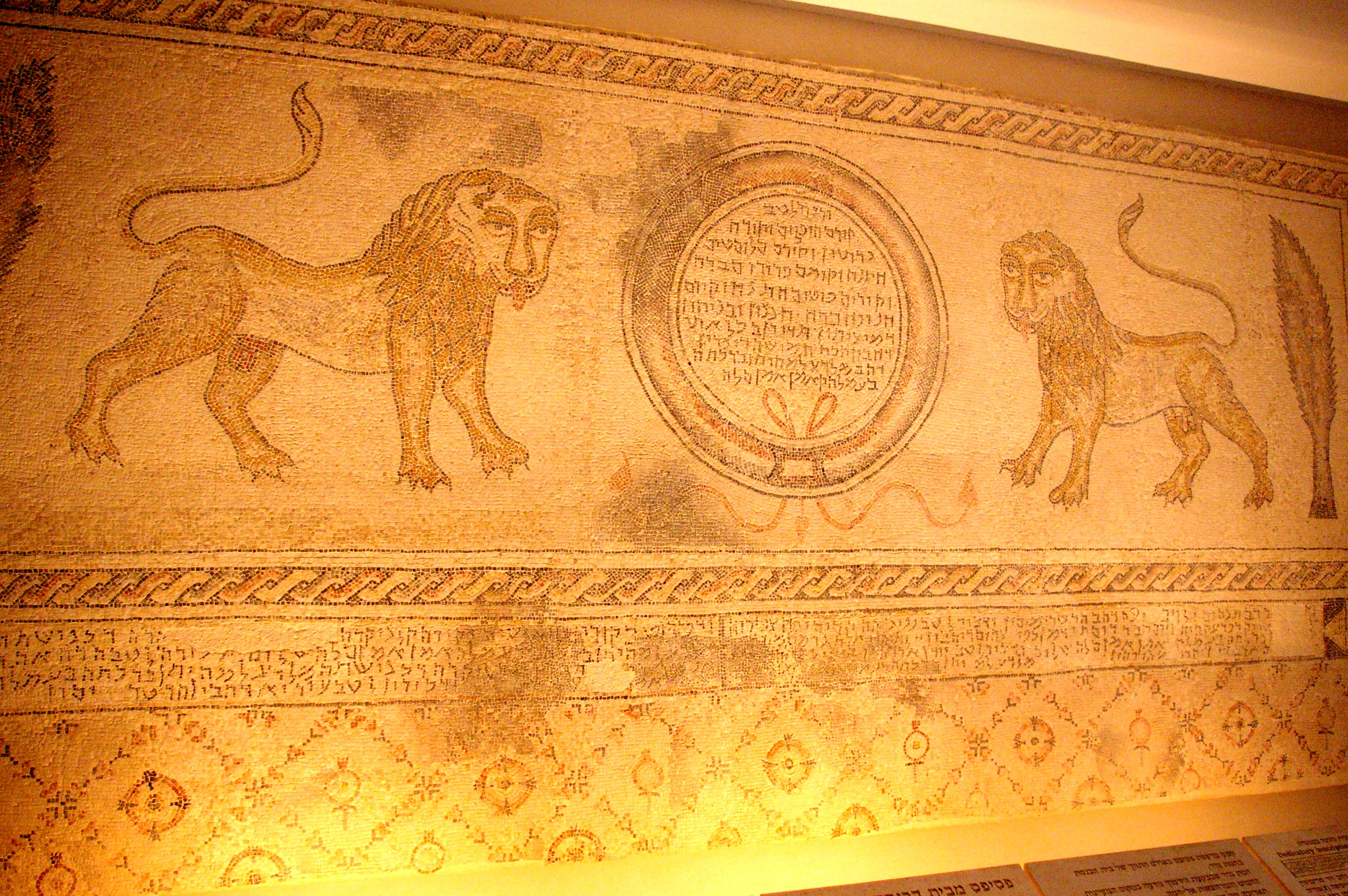
Mosaïque de Hammat Gader (Ve-VIe siècle) (exposée à Jérusalem, à la Cour suprême).

L'ornementation des synagogues antiques du Moyen-Orient est donc fortement influencée par la culture environnante. Par exemple, les fresques de Doura-Europos et celles des églises chrétiennes byzantines postérieures ont une parenté qui peut laisser supposer des modèles communs.
En Occident, la plus vieille synagogue connue est celle d'Ostie, le port antique de Rome. Elle date originellement de la seconde partie du Ier siècle, mais a été agrandie et embellie par la suite. Construite le long du rivage, elle témoigne par ses vastes proportions et son décor de la richesse de la communauté locale. Les inscriptions funéraires témoignent de l'existence d'une douzaine de synagogues à Rome.
Une des plus vieilles synagogues connues, datant du Ier siècle et ayant fonctionné au moins jusqu'au Ve siècle est celle de Phanagoria, une colonie grecque au nord de la mer Noire en Russie.

## Synagogues du Moyen Âge
Au Moyen Âge, la plus importante partie de la communauté juive est installée en Babylonie, puis en Afrique du Nord et en Égypte. La communauté juive demeurée en terre d'Israël est fortement réduite, et soumise à de multiples vicissitudes, la Palestine étant occupée tour à tour par Byzance, les Arabes puis les Croisés, puis de nouveau les Arabes. Les communautés rabbanites et karaïtes essuient des pertes irremplaçables (et fatales pour la prédominance karaïte dans le pays) et perdent un grand nombre de fidèles à la suite des massacres de la Première croisade, pendant laquelle les Juifs sont regroupés dans la grande synagogue de Jérusalem et brûlés vifs. La kenessa enterrée à Jérusalem date du XIe siècle et demeure un lieu de pèlerinage annuel des karaïtes à Souccot. Les synagogues ont en effet souvent été enterrées à Jérusalem : il faut y descendre pour y entrer. Cela permet de construire avec une grande hauteur de plafond sans offenser les musulmans par la construction de bâtiments qui domineraient le voisinage. En 1267, Ramban restaure une maison en ruines, et en fait un lieu de culte, qui porte depuis son nom, la synagogue Ramban où on peut encore voir des inscriptions paléo-hébraïques et des voûtes romanes. Autour d'elle se reconstitua le peuplement juif de Jérusalem, qui avait été anéanti lors de la prise de Jérusalem par les Croisés.
En Égypte, la synagogue Ben Ezra du Caire, qui abrite la Gueniza du Caire, aurait été érigée en 1115 par Abraham Ben Ezra de Jérusalem, un homonyme du poète andalou.

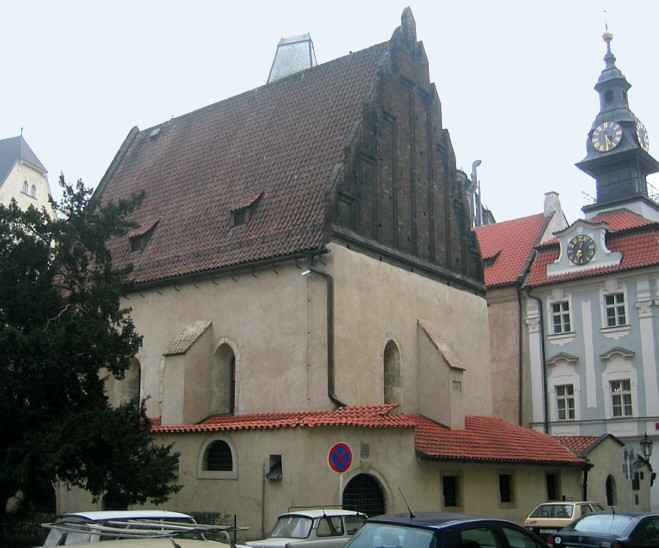
Synagogue Vieille-Nouvelle de Prague.

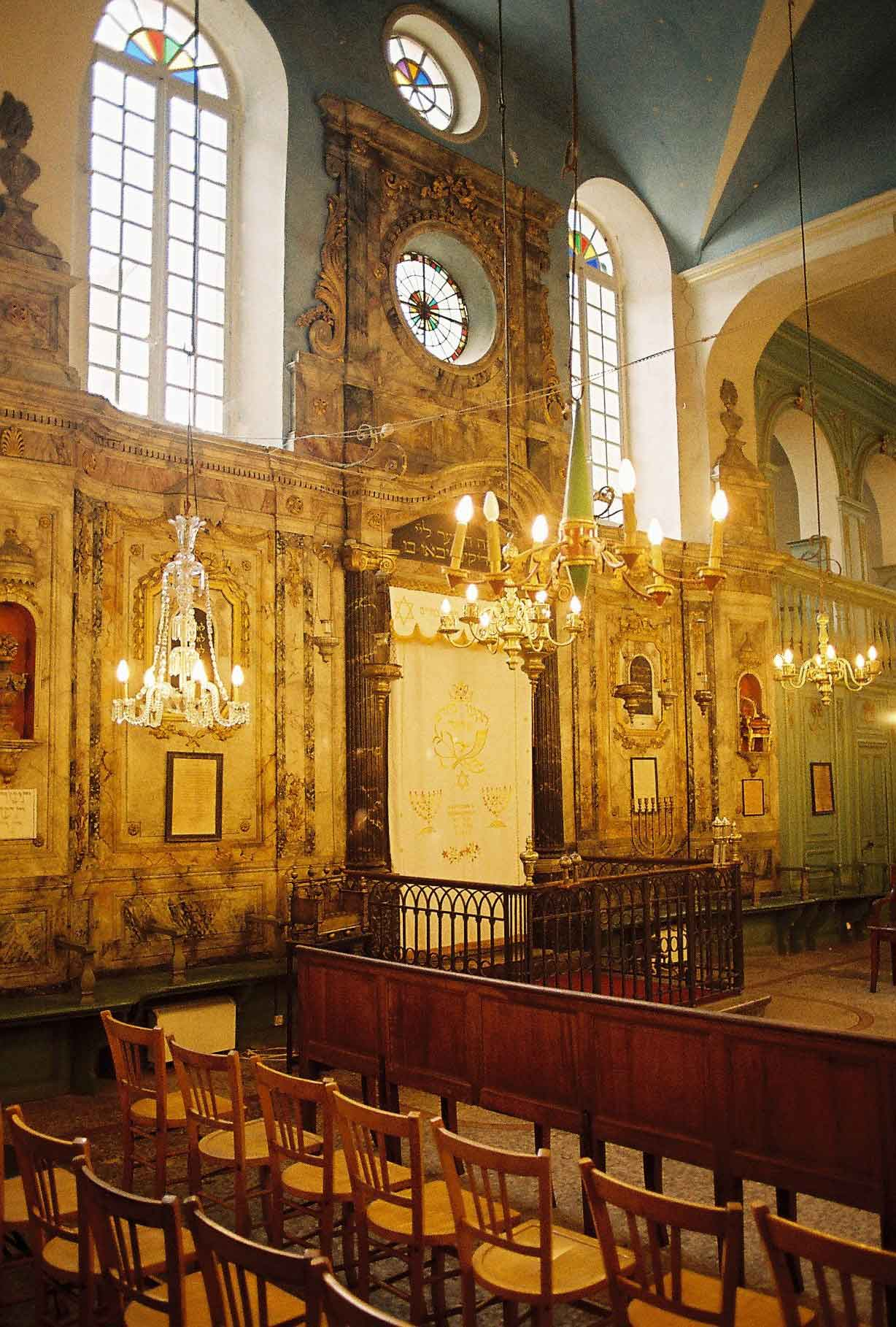
Synagogue de Carpentras, la plus vieille de France en activité (1367).

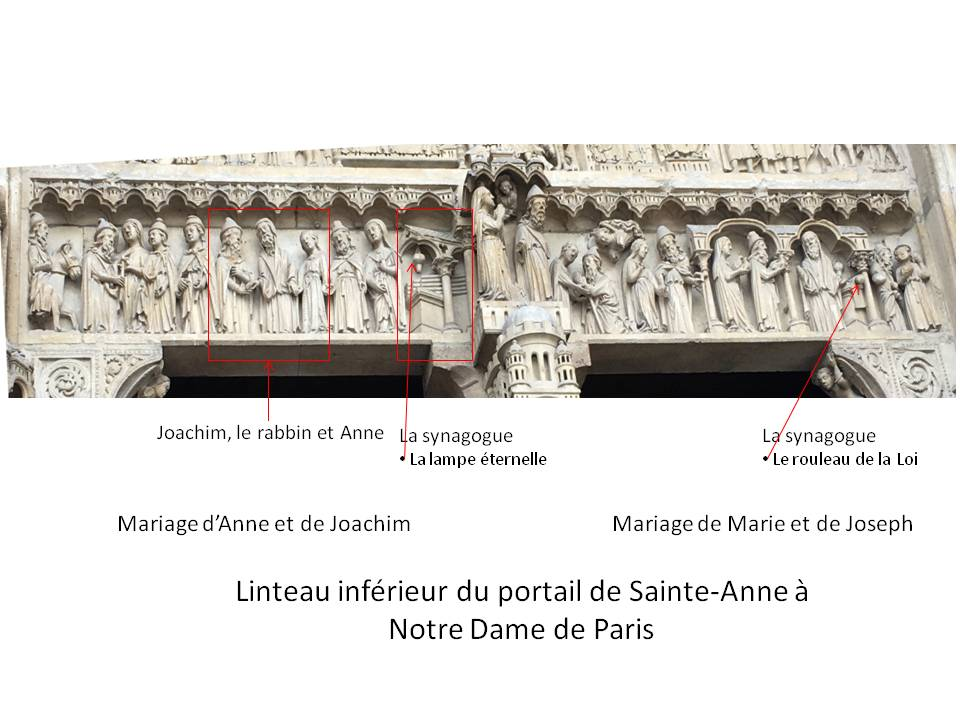
Linteau inférieur du portail Sainte-Anne de Notre-Dame de Paris.

En Europe, les synagogues deviennent de plus en plus le centre de la vie juive : outre les salles de prière et d'étude, on y trouve souvent un mikvé, un four pour les pains azymes et des salles pour les voyageurs.
En France, la première mention historique d'une synagogue est faite par Grégoire de Tours lors de sa destruction à Clermont-Ferrand en 576. À Rouen, certains reconnaissent une synagogue dans un bâtiment retrouvé sous le palais de justice,, et il subsiste une maison qui servit de synagogue au XIIIe siècle à Rouffach, en Alsace, qui ne faisait pas encore partie du royaume de France. Quelques grandes synagogues reflètent l'essor de certaines communautés. Il ne reste rien des synagogues des brillantes communautés médiévales de Troyes ou de Paris. Worms en Allemagne a longtemps abrité la plus vieille synagogue d'Europe. Sa construction en style roman date du XIe siècle. Rachi y a étudié, et elle survécut aux massacres et destructions de la Première Croisade, pour être complètement détruite par les nazis en 1938. Aussi la plus vieille synagogue encore en service en Europe est-elle la synagogue Vieille-Nouvelle de Prague, de style gothique, qui date de 1270.
L'actuelle synagogue de Cavaillon est construite sur les lieux où se situait la synagogue au XVe siècle. C'est en effet de cette époque-là que date l'essor des communautés juives du Comtat Venaissin qui servit de refuge aux Juifs expulsés définitivement du royaume de France en 1394.
Aussi le portail Sainte-Anne de la cathédrale Notre-Dame de Paris présente-t-il un intérêt exceptionnel en montrant une synagogue de la fin du XIIe siècle. Le linteau inférieur de ce portail qui représente les mariages de Sainte Anne et de sa fille Marie montre les Juifs et la synagogue tels que les voyait le sculpteur : les Juifs portent un chapeau pointu, le rabbin un châle de prière et la synagogue est représentée avec sa lampe éternelle, le rouleau de la Loi et d'autres livres.
Les synagogues espagnoles datant généralement de la Reconquête sont construites par des communautés riches. Elles ont été transformées en églises quand le pouvoir chrétien s'est affermi ou au plus tard après l'expulsion des Juifs d'Espagne. L'une d'elles, à Tolède, devint la maison du Greco. Les autres synagogues de Tolède (Synagogue Santa María la Blanca et Synagogue El Tránsito) sont de nos jours des musées. L'église Santa Maria la Blanca de Séville (es) est également une ancienne synagogue. Barcelone passe pour abriter dans le quartier de Call la plus vieille synagogue d'Europe, mais ceci n'est pas du tout formellement établi.
La plus ancienne synagogue sépharade encore en activité, construite au XIVe siècle, est située en Croatie, à Dubrovnik.

## De l'expulsion des Juifs d'Espagne aux révolutions américaine et française

### Les synagogues du monde séfarade

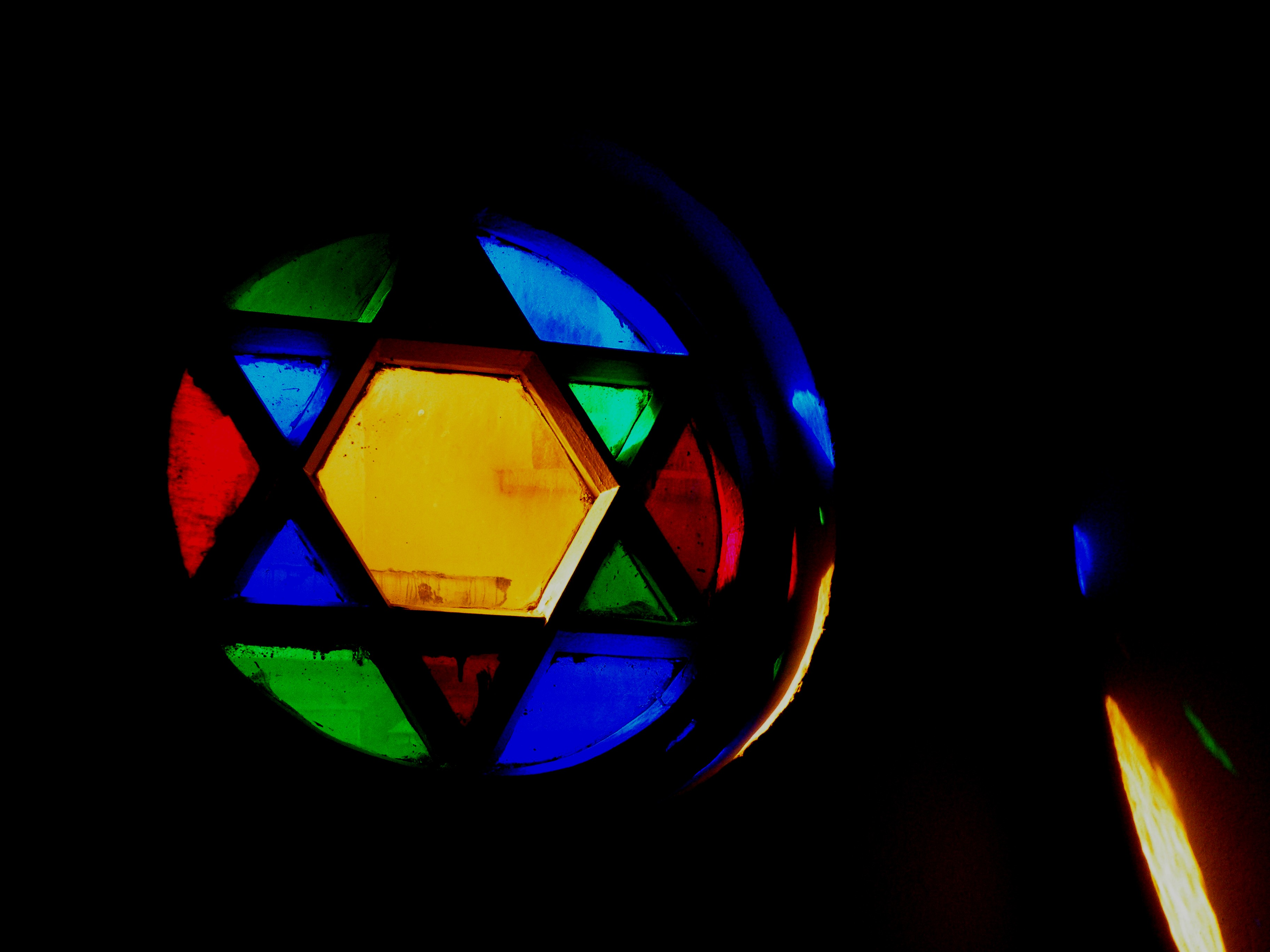
Étoile de David sur le mur ouest de la « synagogue Schneider », Istanbul (Turquie).

L´expulsion des Juifs d'Espagne en 1492 jette sur les routes et les voies maritimes européennes des dizaines de milliers de Juifs dits séfarades, qui essaiment dans le bassin méditerranéen et en Asie Mineure. Ceux qui sont restés en Espagne au prix de la conversion au christianisme, sont expulsés ou émigrent dans les deux siècles qui suivent, en Angleterre, dans le Sud de la France, particulièrement à Bordeaux ou Bayonne, dans les Flandres ainsi qu'aux Pays-Bas, et de là vers le Brésil quelque temps hollandais puis La Nouvelle-Amsterdam, qui deviendra New York.

#### Les synagogues de l'Empire ottoman
C'est l'Empire ottoman, sous le règne du sultan Bayezid II qui se montre le mieux disposé à accueillir les Juifs chassés d'Espagne.
Les Juifs choisissent d'abord des grandes villes telles Salonique, Istanbul ou Smyrne. Lorsqu'en 1516, la Palestine devient ottomane, il se produit un flux migratoire vers Safed, en Galilée. S'y établissent des rabbins réputés, comme Isaac Louria, Isaac Aboab ou Joseph Caro, l'auteur du Choulhan Aroukh, qui inaugurent ou en l'honneur desquels on construit des synagogues, comme la synagogue Caro, la synagogue Aboab, connue pour abriter le plus vieux sefer Torah en usage aujourd'hui, ou la synagogue Ashkenazi Ha’Ari. Ces synagogues ont été souvent reconstruites à la suite d'incendies ou de tremblements de terre.
À Jérusalem, différentes communautés séfarades établissent quatre synagogues mitoyennes les unes des autres à partir du XVIe siècle : la synagogue Eliyahou Hanavi qui servait plutôt de lieu d'étude, la synagogue Yohanan ben Zakkaï au XVIIe siècle, la synagogue Istanbul au XVIIIe siècle et la synagogue Emtsa'ï au milieu de ces trois synagogues. Elles furent toutes restaurées en 1835 par autorisation du vice-roi d'Égypte Méhémet Ali, alors régent de la Palestine, sous l'autorité formelle du sultan ottoman. De nouveau saccagées pendant l'occupation jordanienne de Jérusalem, elles furent une nouvelle fois restaurées lors du retour des Juifs dans la vieille ville de Jérusalem après 1967.

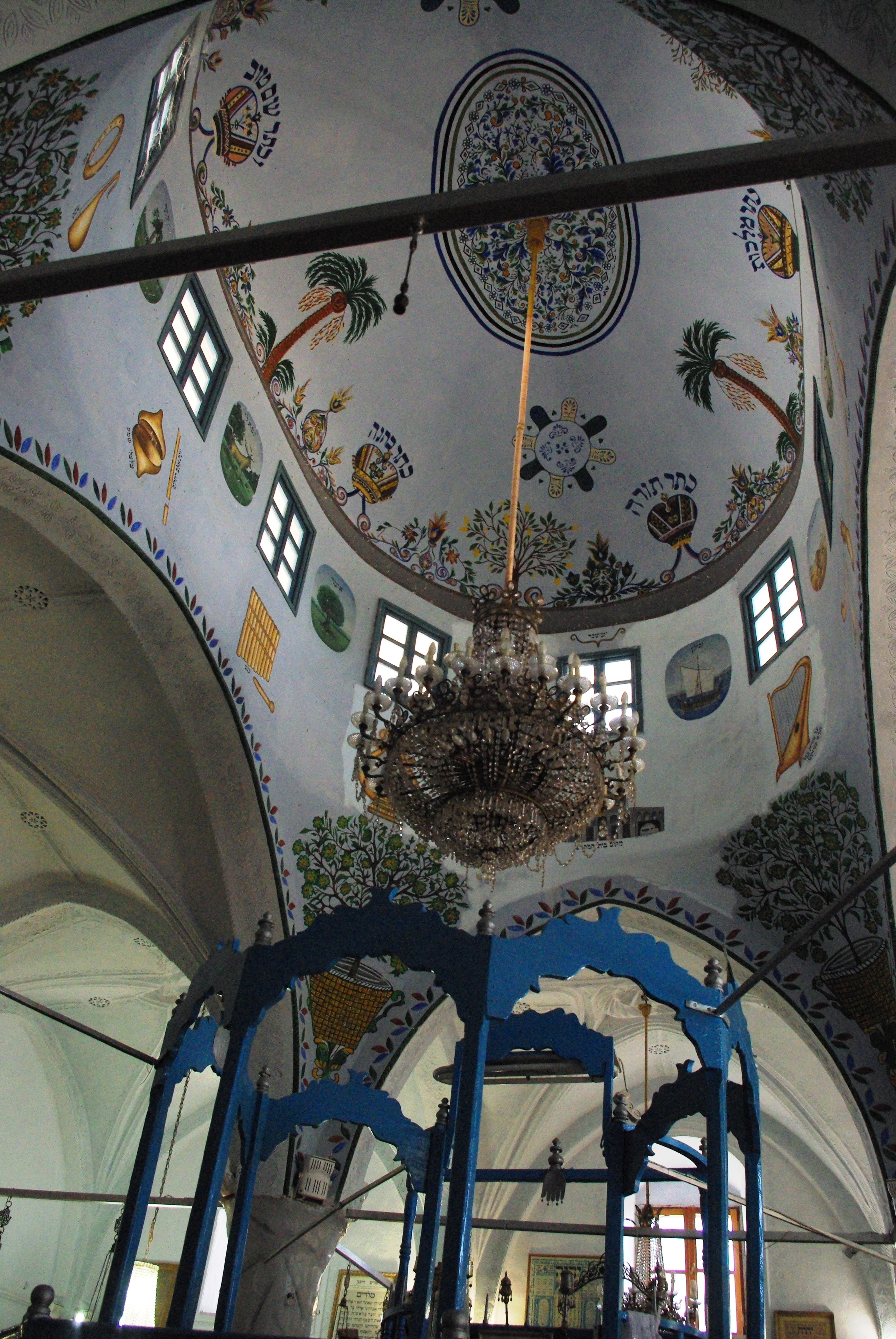
Bimah et coupole de la synagogue Abouhav de Safed (XVIe siècle).
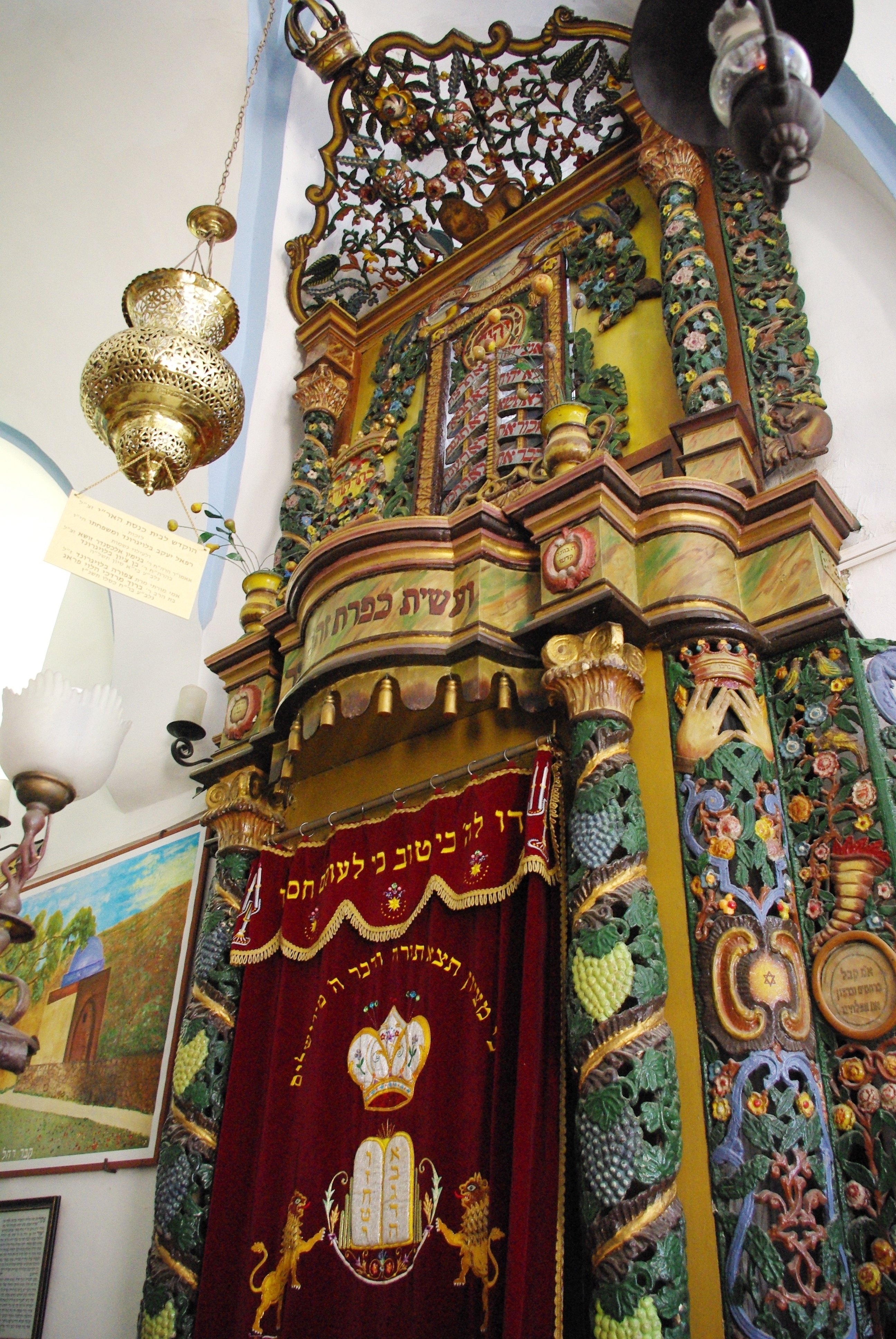
Aron de la Synagogue Ari Ashkenazi (XVIe siècle) de Safed.
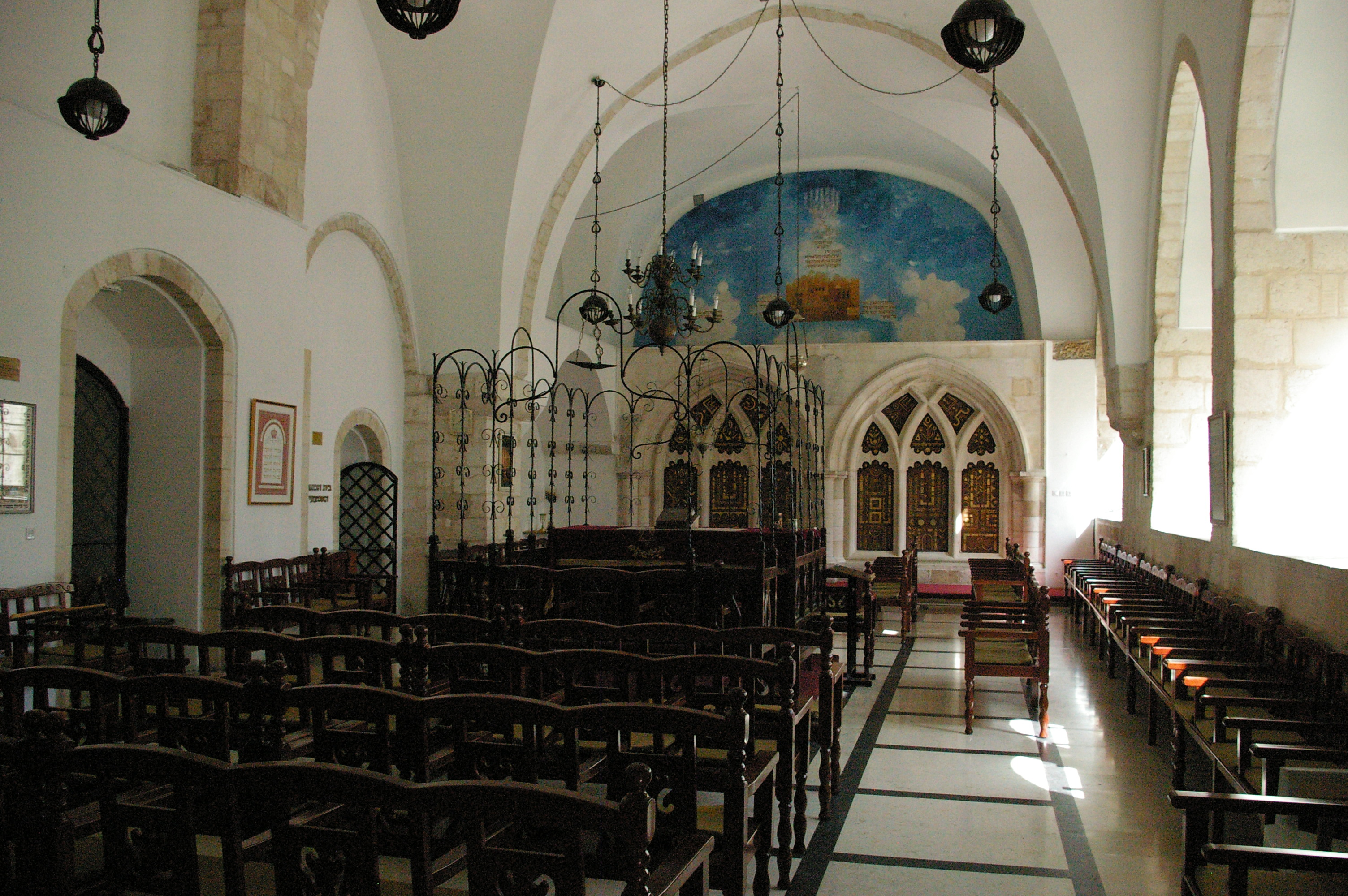
La synagogue Yohanan ben Zakkaï, une des quatre synagogues séfarades de Jérusalem.

#### Les synagogues italiennes

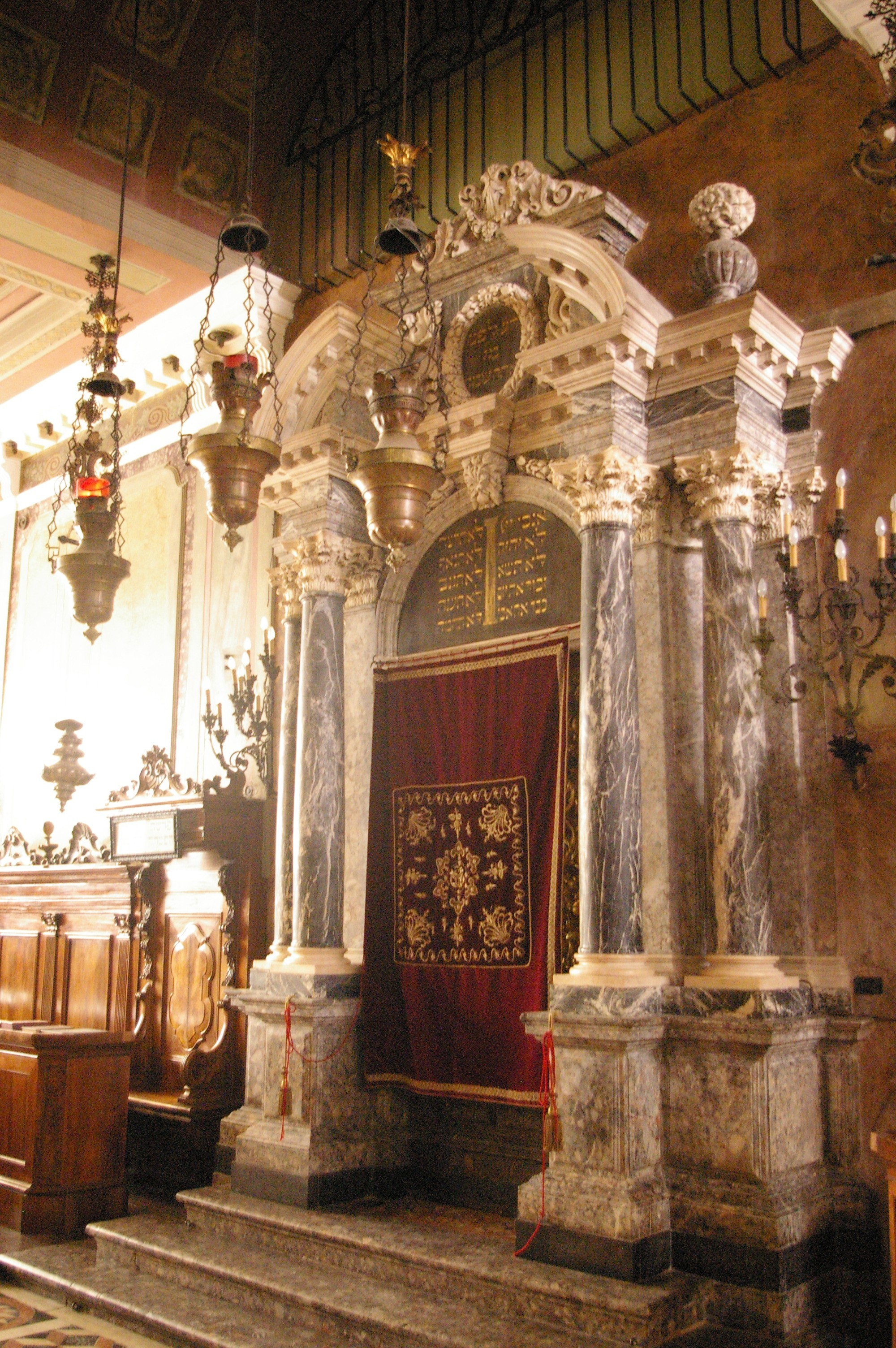
Aron hakodesh de la synagogue italienne de Padoue (1617).

Naples fut la première terre d'accueil de Don Isaac Abravanel, qui avait été le conseiller et financier des rois d'Espagne. L'Italie du XVIe siècle n'était pas unifiée : les Espagnols dominaient la Sicile, Naples et la Sardaigne, dont ils expulsèrent les Juifs en 1492. Dans le reste de l'Italie, l'influence espagnole se fait sentir par la restriction du droit de résidence des Juifs et la création des ghettos, dont le premier fut le ghetto de Venise, établi en 1516. La famille Abravanel y établit la Scuola Levantina en 1538 et la Scuola Spagnola.
Dans le ghetto de Rome, le manque de place combiné avec la diversité des écoles d'interprétation donna lieu à la Piazza delle Cinque Scuole, un immeuble qui abrita cinq synagogues ou plutôt cinq oratoires de différentes traditions : en effet, l'Italie abrite des Juifs de différentes origines, des Séfarades, des Ashkénazes mais aussi des Juifs de rite « italien » qui seraient les descendants des Juifs de Judée émigrés à Rome lors de l'établissement du protectorat romain sur la Judée au Ier siècle avant l'ère commune. C'est ainsi qu'à Padoue existaient jusqu'à la seconde guerre mondiale une synagogue ashkénaze détruite en 1943, reconstruite mais qui n'est plus utilisée en tant que telle, une synagogue sepharade disparue et une synagogue italienne toujours active.

#### Les synagogues marocaines
Le Maroc, était une destination aisée pour les Juifs d'Espagne, d'autant que beaucoup y avaient déjà des parents, installés lors d'une persécution ou d'une expulsion précédente. Les Juifs d'Espagne s'établirent donc en plusieurs villes du Maroc, à Tétouan comme à Fès. Y fut érigée au XVIIe siècle la synagogue Aben Danan, restaurée en 1999.

#### Les synagogues hollandaises
Les Provinces-Unies ayant durement gagné leur indépendance de l'Espagne au début du XVIIe siècle, elles étaient hostiles tant à l'Espagne qu'au catholicisme. Elles apparurent donc comme autant de terres d'asiles pour de nombreux « Portugais » qui participèrent à l'essor d'Amsterdam et furent assez vite reconnus quasiment citoyens de plein droit. La communauté prospéra notamment par le commerce et se sentit assez assurée pour faire construire par Elias Bouman une synagogue qui peut contenir 2 000 fidèles, bien en vue le long d'un canal. La Synagogue portugaise ou Esnoga en ladino fut inaugurée en présence des autorités locales en 1675. Elle servit de modèle à beaucoup d'autres, notamment par sa décoration de lustres hollandais.[réf. souhaitée]

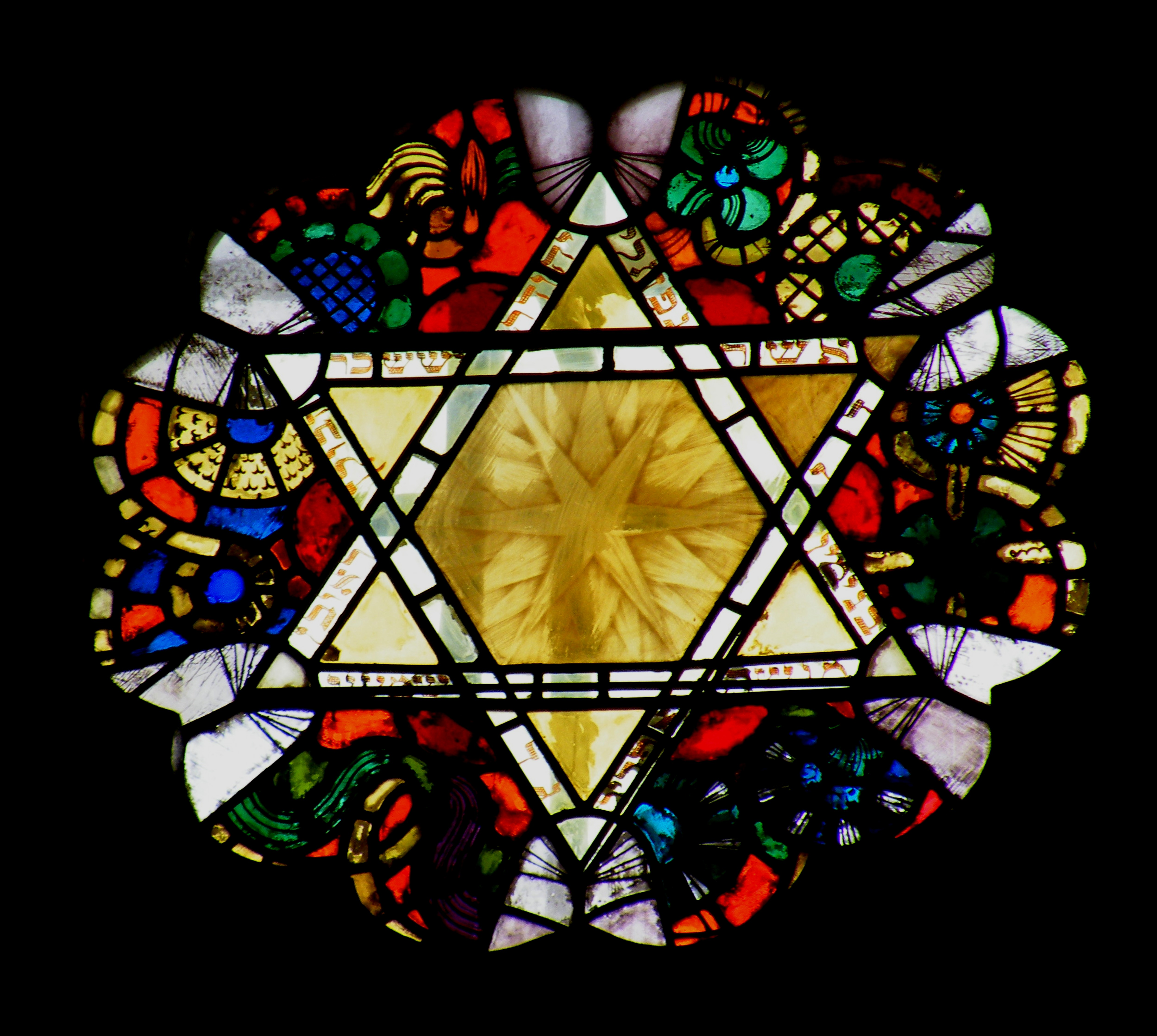
Vitrail, New West End Synagogue, Londres.

Les Juifs de Hollande, et surtout Manasse ben Israël, ayant milité pour le retour des Juifs en Angleterre, le style hollandais s'y retrouve dans les synagogues.[réf. souhaitée]

#### Les synagogues anglaises
La synagogue de Bevis Marks à Londres, connue aussi sous le nom de « Synagogue espagnole et portugaise » fut inaugurée en 1701 et est aujourd'hui la plus vieille synagogue anglaise en service. Construite par le quaker Joseph Avis, elle s'inspire aussi des églises puritaines de l'époque. Elle est située non loin du métro Aldgate dans la rue qui porte son nom.

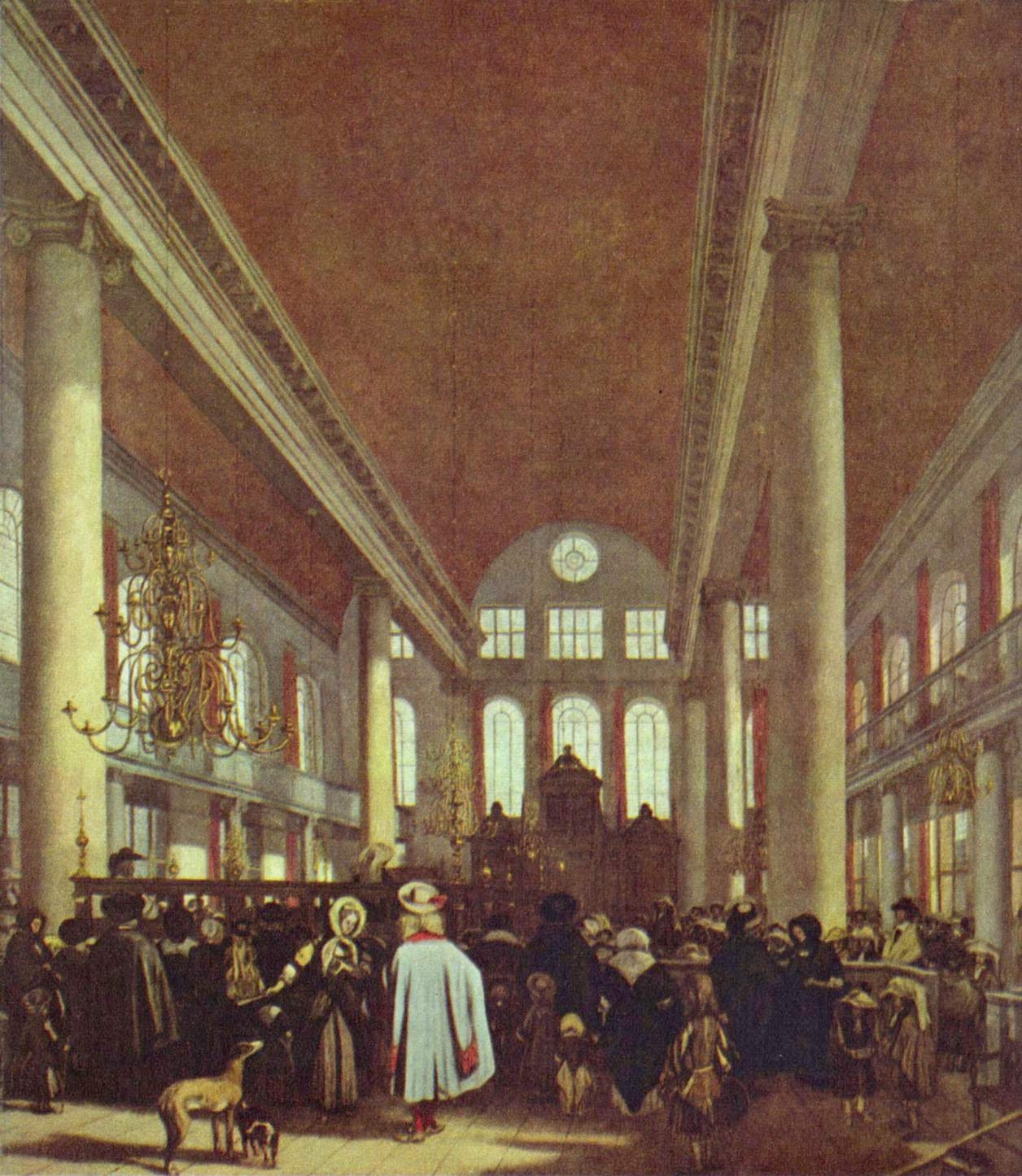
La synagogue portugaise d'Amsterdam par Emanuel de Witte.
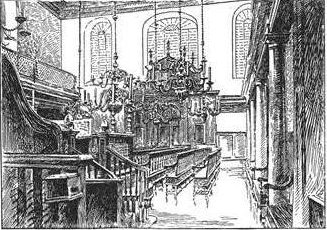
La synagogue Bevis Marks de Londres.

#### Les premières synagogues américaines
L'Amérique étant presque entièrement occupée par l'Espagne, le Portugal, la France et l'Angleterre, toutes puissances qui interdisaient l'accès de leur territoire aux Juifs en cette fin de XVIIe siècle, les Juifs s'établirent dans les petites possessions néerlandaises.
La synagogue Kahal Zur Israel (le rocher d'Israël), à Recife, Brésil, a été la première synagogue érigée dans les Amériques, en 1630 quand Recife était possession hollandaise. On a récemment découvert ses fondations. Elle avait été bâtie par des Juifs portugais passés par la Hollande. En 1654, les Portugais prennent le contrôle de Recife et en expulsent les Juifs qui repartent vers l'Amérique du Nord et La Nouvelle-Amsterdam, plus tard appelée New York. Une nouvelle synagogue a été construite au même endroit dans les années 1990.
La plus vieille synagogue américaine continuellement en service se trouve donc dans la petite île néerlandaise de Curaçao aux Antilles. Il semble bien qu'une première synagogue, Mikve Israel-Emanuel, y existait dès avant 1654. Le bâtiment actuel à Willemstad, la capitale de Curaçao, date de 1732 et a été inspiré de l'Esnoga.
Dans les possessions britanniques, la situation des Juifs varie selon les colonies. C'est à Newport dans l'île de Rhode Island, que les Juifs s'établissent dès 1658, et la synagogue actuelle dite synagogue Touro, du nom de son fondateur et premier hazzan, un Juif portugais, est construite dans le style néo-palladien, en vogue dans les colonies américaines à cette époque. Inaugurée en 1763, c'est la seule synagogue encore en service aux États-Unis datant de la période coloniale.

#### Les synagogues du sud de la France

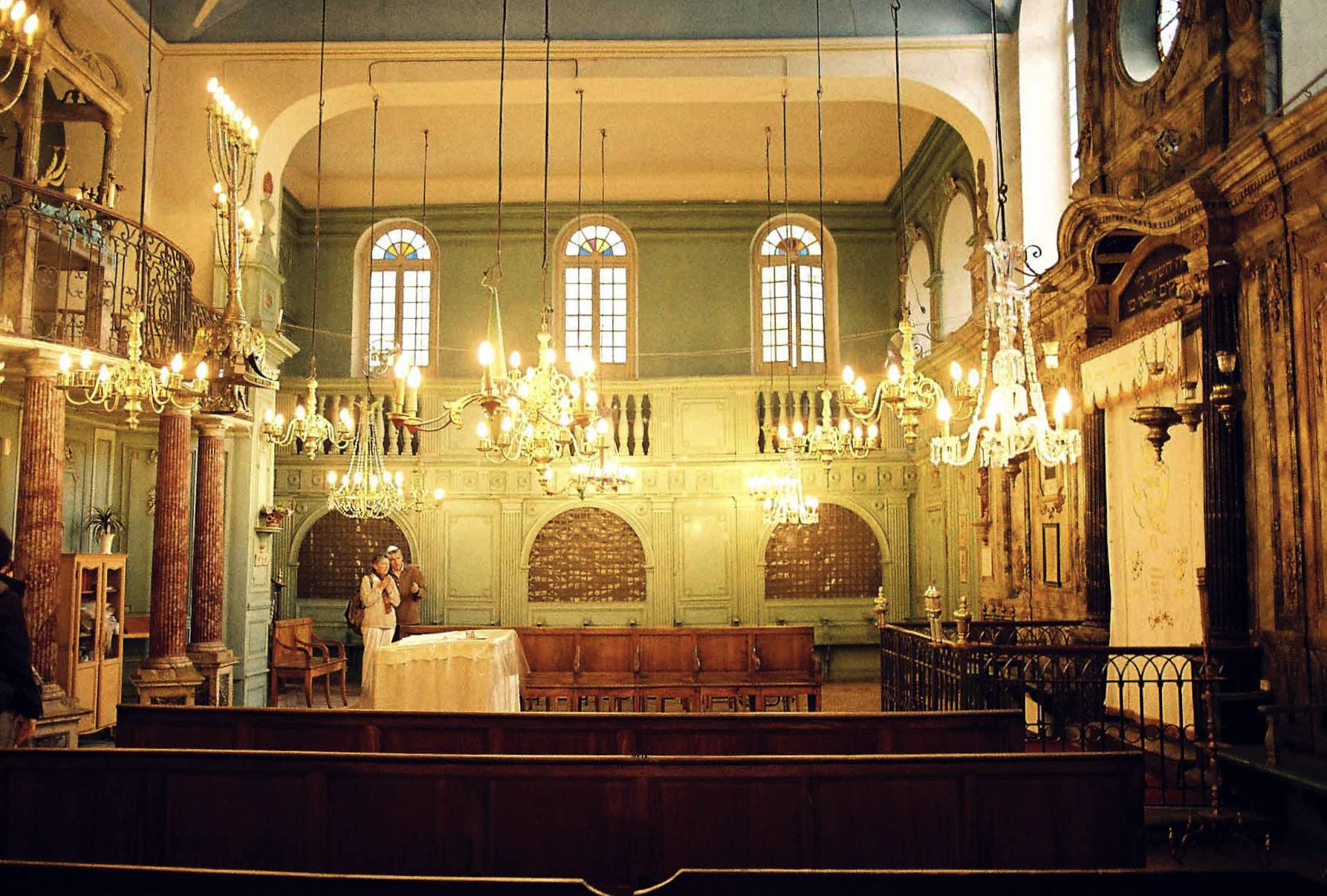
La synagogue de Carpentras, la plus vieille synagogue de France en service aujourd'hui.

Les Juifs ont été expulsés de France en 1394, et ceux qui y résident aux XVIIe et XVIIIe siècles, la plupart ayant fui l'Espagne ou le Portugal, sont devenus, au moins nominalement, chrétiens. Ils s'établissent au Pays basque à Bayonne ou dans de petits bourgs tels La Bastide-Clairence (villes où on peut voir les cimetières juifs), Peyrehorade ou Bidache, mais également à Bordeaux. De façon à ne pas heurter les autorités, les offices juifs ont lieu dans de discrets oratoires.
C'est paradoxalement dans les États du Pape, le Comtat Venaissin, que les Juifs sont officiellement acceptés dans les carrières (ghettos en Provence) d'Avignon, de Carpentras et de Cavaillon. Une relative prospérité leur permet au XVIIIe siècle d'élever des synagogues de taille modeste, mais assez travaillées, de style italianisant, ainsi qu'on le remarque aux ferronneries. Quatre édifices furent ainsi construits : à Carpentras, Cavaillon, l'Isle sur Sorgue et Avignon. Seules les deux premières subsistent de nos jours, celle de l'Isle ayant été détruite, et celle d'Avignon ayant été rebâtie sur un autre modèle après un incendie survenu dans la première moitié du XIXe siècle.
Pour la salle de prière des quatre synagogues construites au XVIIIe siècle, il faut parler d'un même modèle où la table de lecture pour l'office (tébah) se trouve située en hauteur, accessible par des escaliers depuis l'espace de prière. En face et en bas se trouve l'Haron Ha-qodesh, l'arche sainte, dans laquelle sont entreposés les rouleaux de Torah. Cette disposition particulière pour la liturgie répond à un problème d'espace. Les communautés juives, importantes en nombre de fidèles, disposaient de peu de surface pour bâtir leurs synagogues, et la salle de prière ne constituait pas à elle seule la globalité de la synagogue. Au XVIIIe siècle, pour les Juifs comtadins, le problème d'espace n'est pas nouveau, les précédentes synagogues étaient déjà bâties sur le même principe. Certaines synagogues italiennes comme celle de Livourne (XVIIe siècle) respectent ce modèle comtadin.
La synagogue de Carpentras est aujourd'hui la plus vieille synagogue de France en activité.Sa construction a débuté en 1367.
Celle de Cavaillon n'accueille plus le culte.

### Les synagogues du monde ashkénaze
Les massacres liés aux Croisades, les expulsions temporaires puis définitives d'Angleterre, de France et de certains territoires allemands entraînèrent une migration des Juifs occidentaux vers l'Europe centrale slave et plus particulièrement polonaise.
Les ducs tel Boleslas III au XIIe siècle puis les rois de Pologne tel Casimir III le Grand au XIVe siècle favorisèrent généralement l'accueil des Juifs jusqu'au XVIe siècle. Ceux-ci s'établirent aussi bien à la ville que dans les campagnes où ils devinrent majoritaires dans certains villages appelés shtetl. Cela contribua à l'apparition de deux types de synagogues, les synagogues de pierre, en ville et celles de bois, à la campagne.

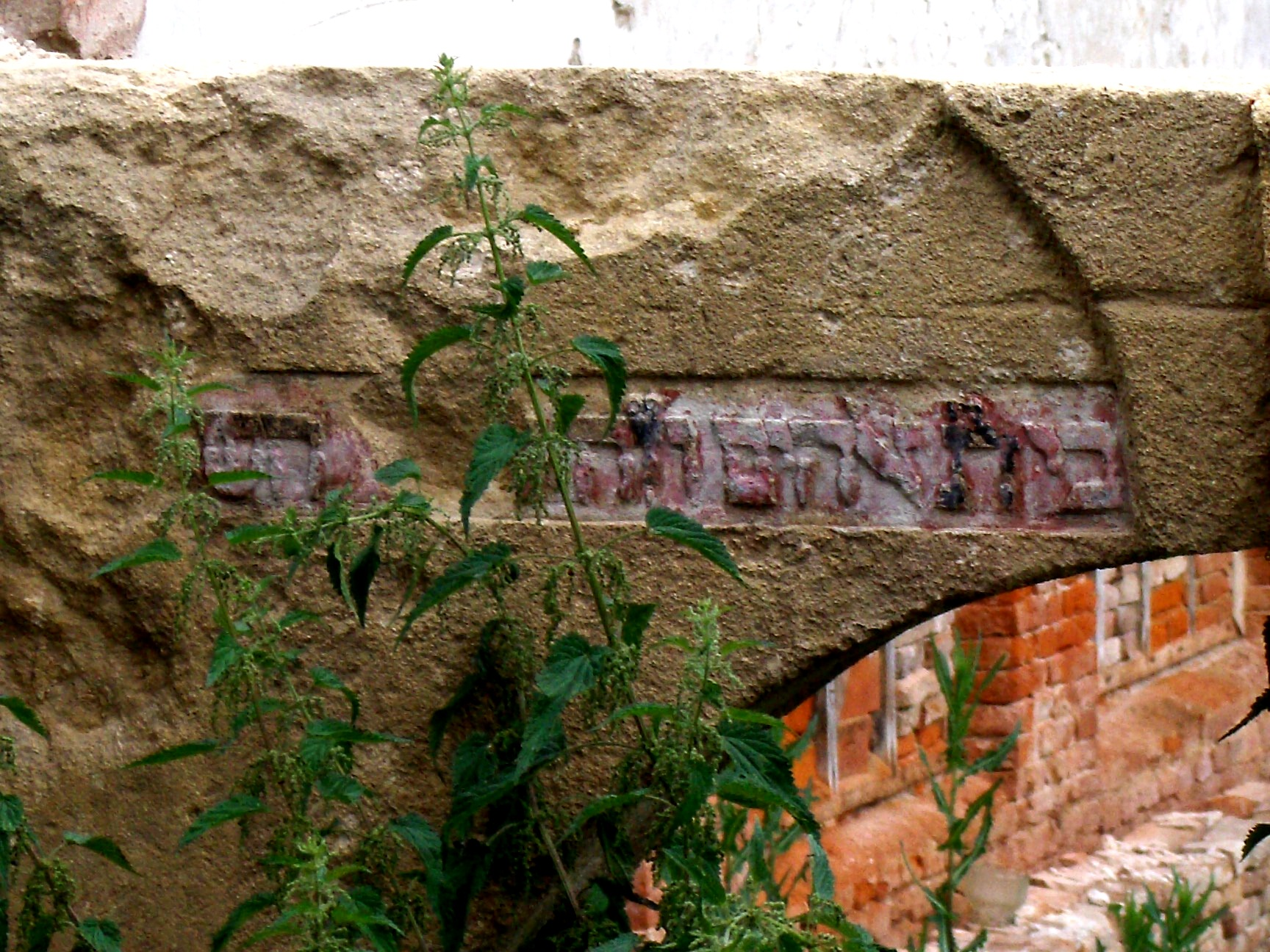
Inscription hébraïque murale : « Que ce lieu est redoutable, Ce [lieu] n'est autre que la maison de Dieu, Et c'est la porte du ciel », verset biblique de la Genèse 28:17, synagogue de Berezhany, Ukraine.

#### Les synagogues de Pologne et d'Europe orientale
Il n'est pas possible de résumer en quelques lignes l'histoire de plusieurs milliers de synagogues construites du Moyen Âge à la Shoah dont les témoignages ont presque tous disparu dans les incendies dus aux nazis, dans les destructions de la Seconde Guerre mondiale et dans leur abandon dû à la disparition des Juifs de ces régions. Le projet Wikipédia relatif aux synagogues de Pologne recense 1 400 synagogues.
- Les synagogues de bois reprennent l'architecture du shtetl où les maisons elles-mêmes sont en bois. Les plus anciennes dataient du XVIIe siècle et se caractérisaient par une décoration intérieure qui pouvait être foisonnante. La synagogue de Gabin en Pologne (1710), était remarquable par ses bas-reliefs, celle de Khodoniv en Ukraine (Chodonów en polonais) près de Lviv (datant de la même époque) était ornée d'un plafond à la décoration florale et animale luxuriante peint par Israel Lisnicki dont la reconstitution est visible au musée de la Diaspora[66] à Tel-Aviv. Le musée d'art et d'histoire du judaïsme à Paris présente quelques remarquables maquettes de ces synagogues en bois, dont celle de Wolpa[67] en Biélorussie, datant de 1643. Des synagogues en bois ont continué à être construites jusque dans les années 1930 en Lituanie et si treize d'entre elles existent encore en 2013, elles sont en voie de délabrement[68].
- Les synagogues de pierre sont un peu plus nombreuses à avoir traversé les guerres et la Shoah. Leur plan reprend souvent celui des églises des mêmes époques, à une, deux ou trois nefs. Une des plus anciennes est la synagogue Stara[69] de Kazimierz, l'ancien quartier juif de Cracovie. Construite au XVe siècle, elle fut rénovée au XVIe siècle par Mateo Gucci, architecte italien établi en Pologne. De style Renaissance elle est constituée de deux nefs et la bimah se situe au milieu de la salle entre les deux piliers centraux. Pillée et dévastée durant la Seconde Guerre mondiale, rénovée durant les années 1950, c'est aujourd'hui un musée. La synagogue Remuh qui date de 1558 est la seule encore en service à Cracovie. Elle possède une seule nef et là encore la bimah est centrale.

Parmi les synagogues de pierre, on peut également citer les originales synagogues fortifiées. La synagogue de Lesko en Galicie et celle de Pińsk datent du XVIIe siècle. La plus remarquable est celle de Loutzk dont il est dit qu'elle fut fortifiée par permission du roi de Pologne Sigismond III et dont le toit aurait été pourvu de canons. Ceci est probablement dû à l'insécurité croissante pour les Juifs en Pologne au début du XVIIe siècle qui culmine avec les massacres causés par l'invasion des Cosaques menés par l'hetman Bogdan Khmelnitski.
À Ostrów Wielkopolski en voïvodie de Grande Pologne est visible la dernière grande synagogue d'architecture orientale de style mauresque de toute la Pologne occidentale et qui a été entièrement restaurée en 2010.

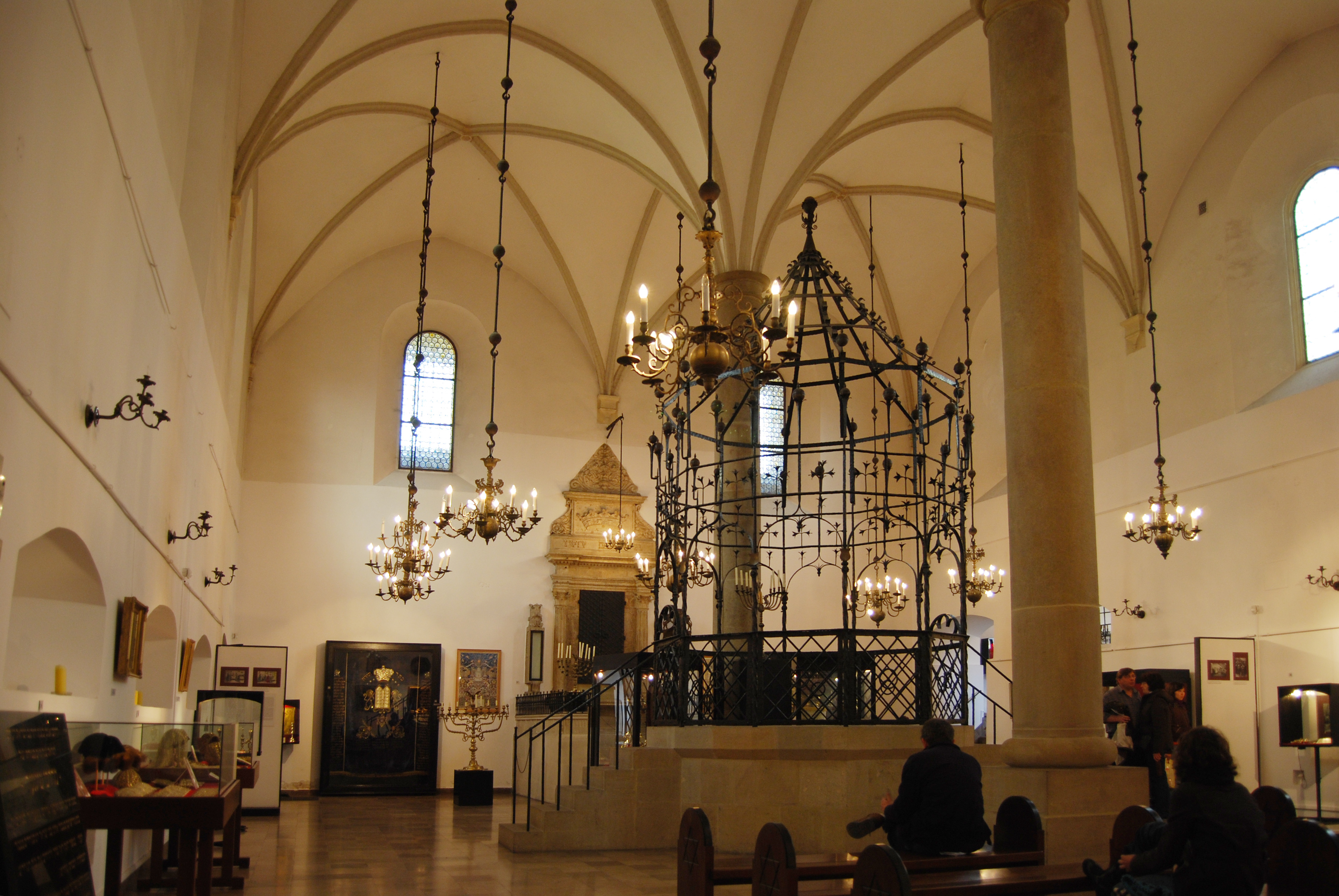
Intérieur de la synagogue Stara à Kazimierz avec la bimah entre les piliers et l'arche sainte au fond.
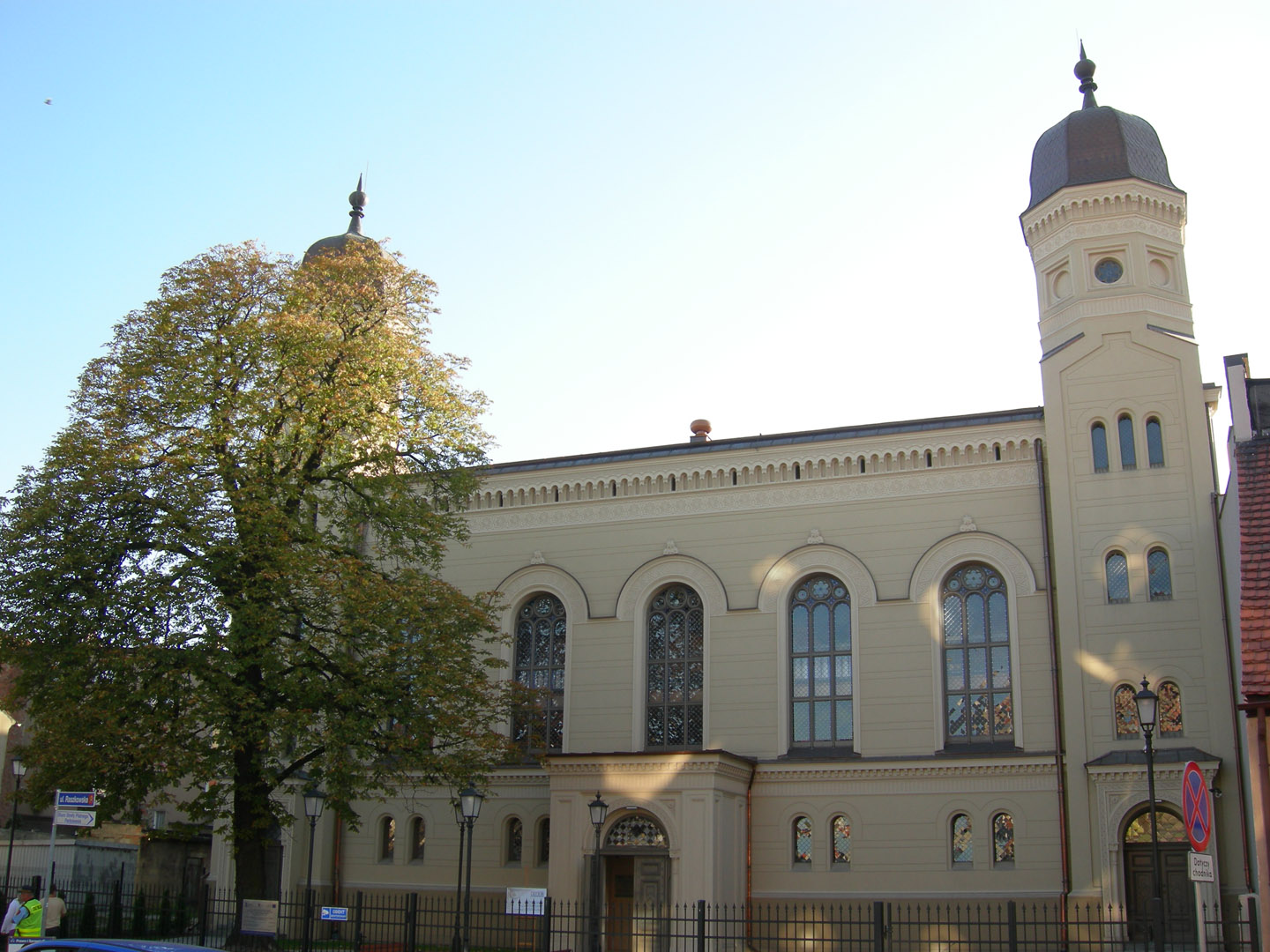
La synagogue de Ostrów Wielkopolski.
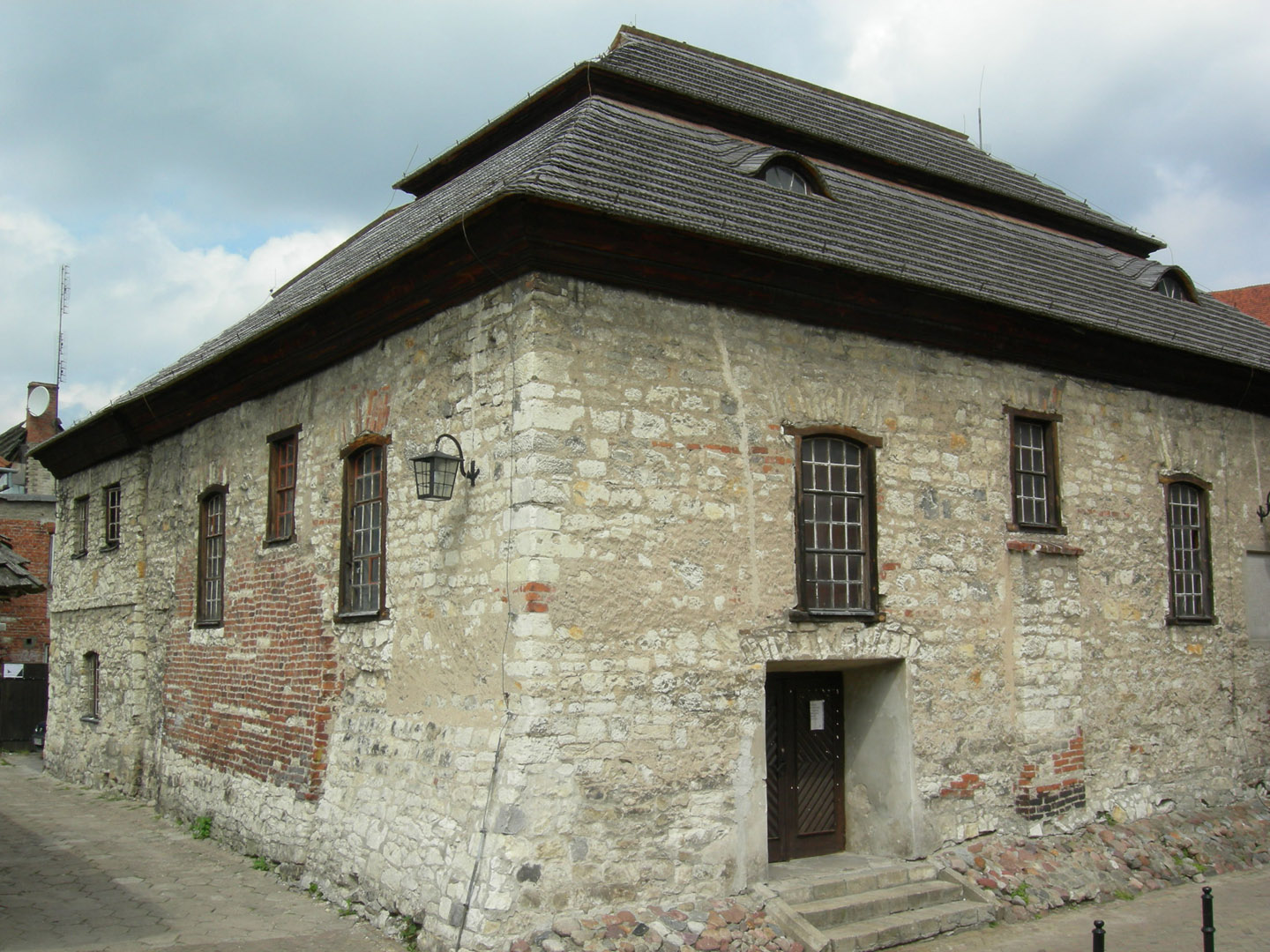
La synagogue de Kazimierz Dolny.
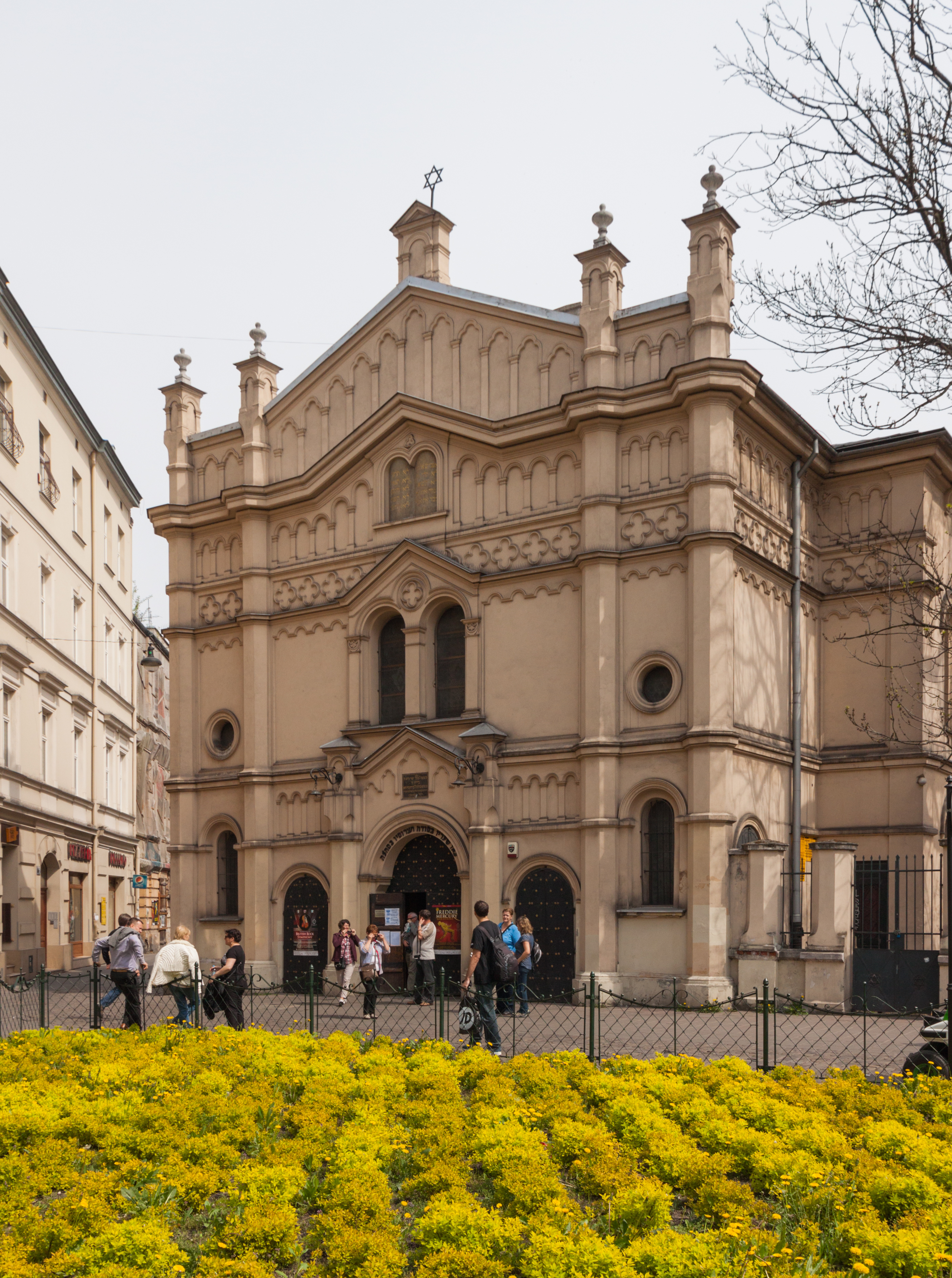
La synagogue Tempel à Cracovie.
La synagogue à la Cigogne Blanche à Vratislavie.
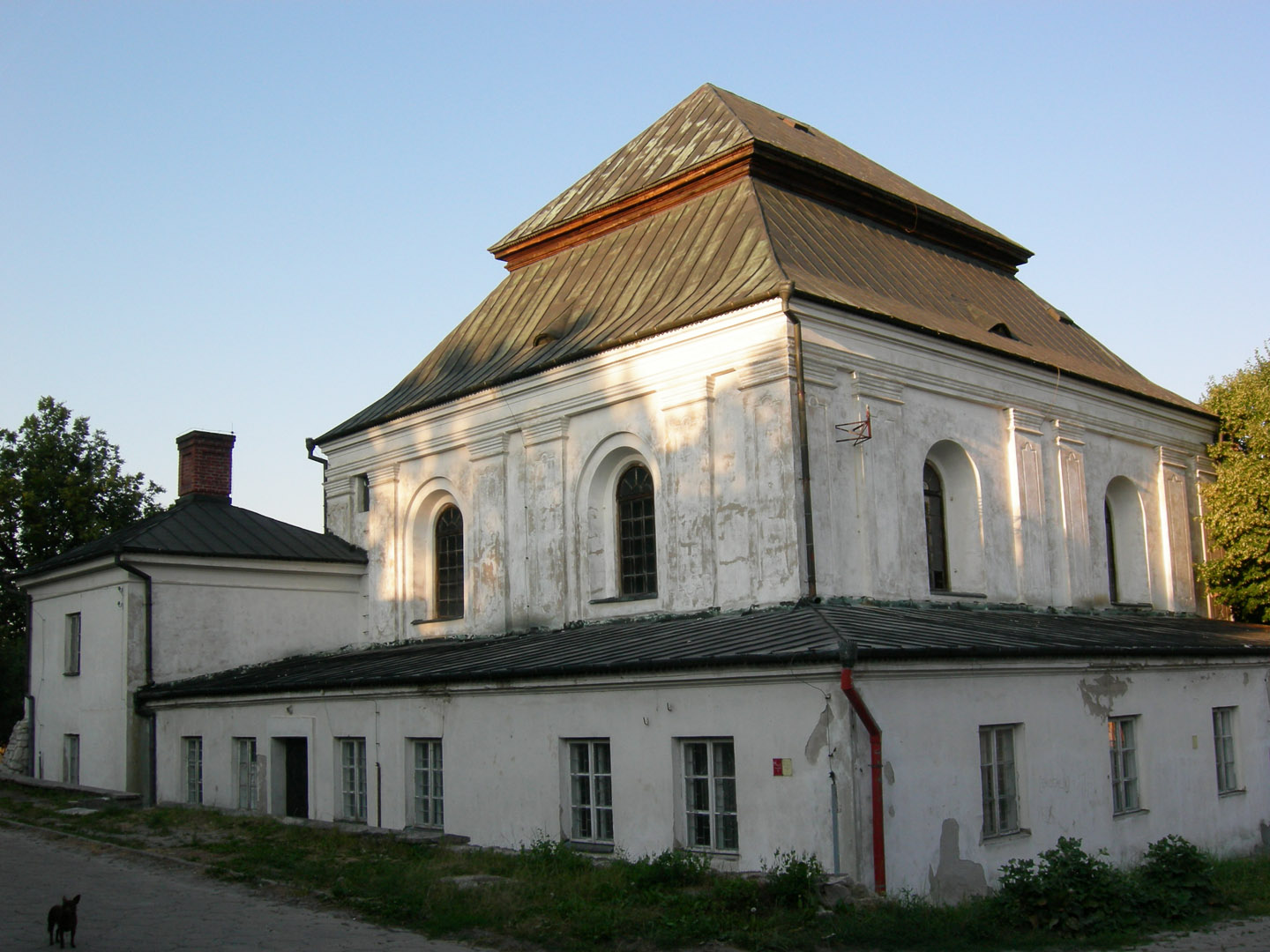
La synagogue de Szczebrzeszyn.
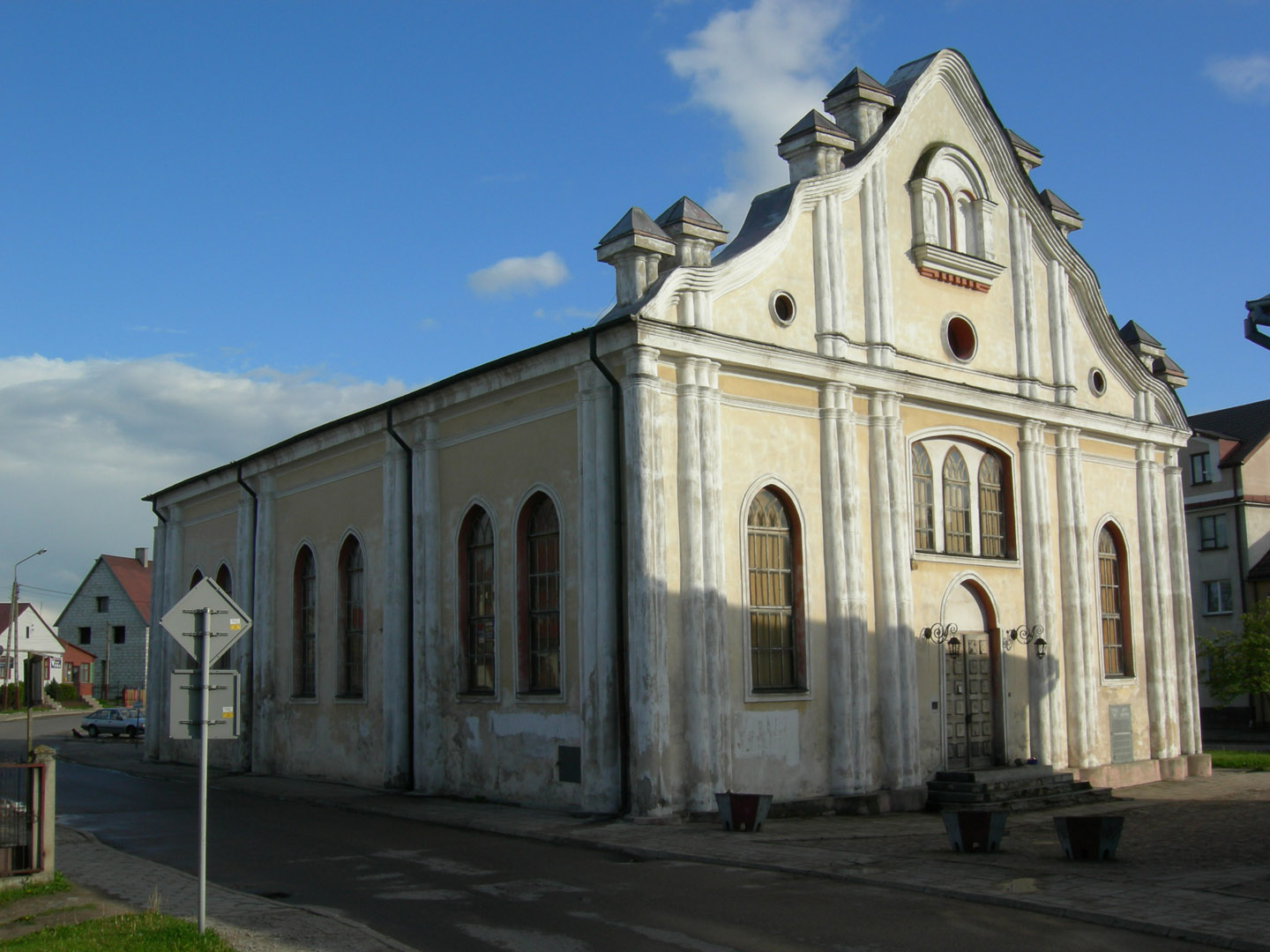
La synagogue de Sejny.
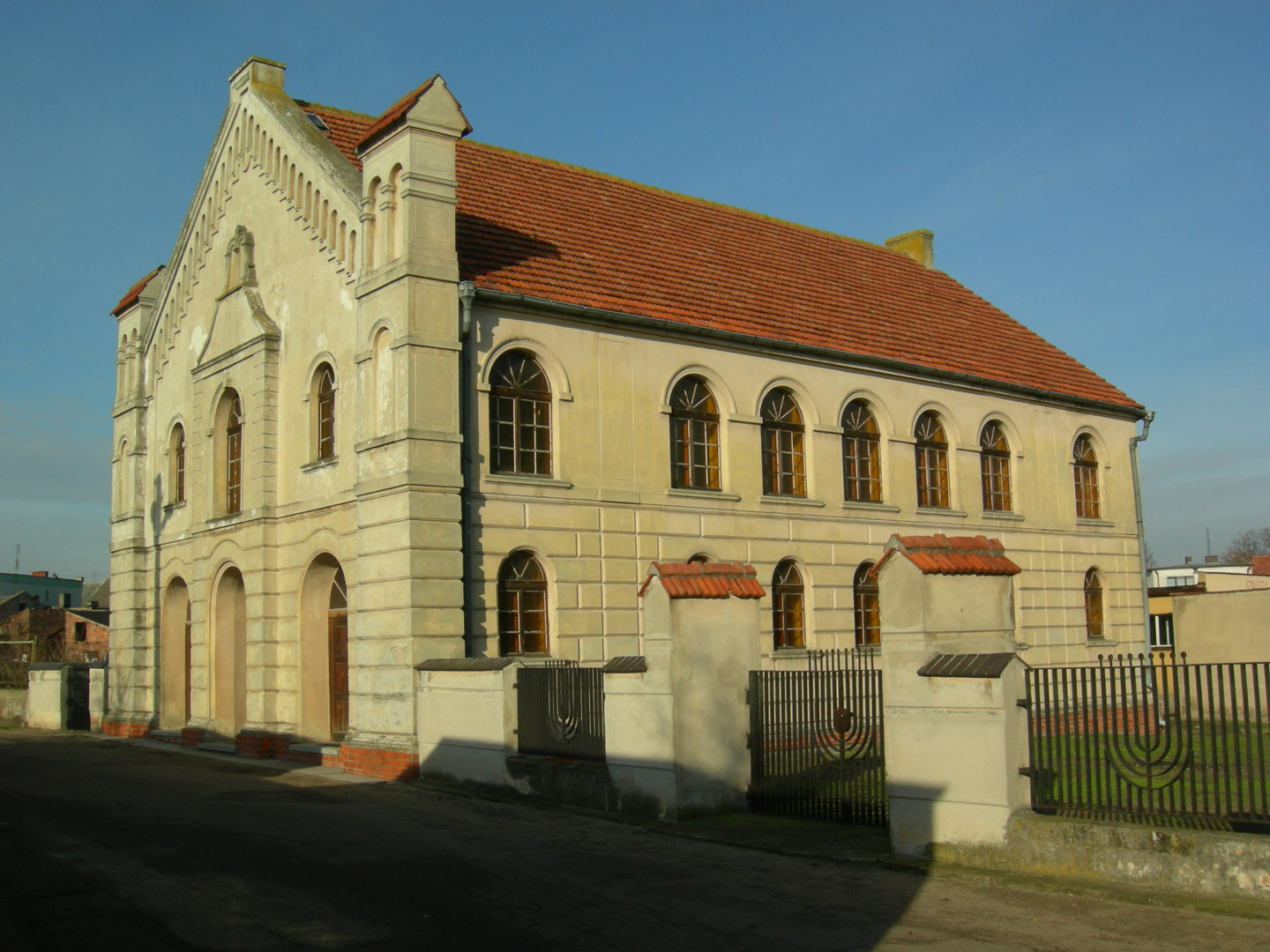
La synagogue de Buk.

#### Les synagogues ashkénazes d'Italie

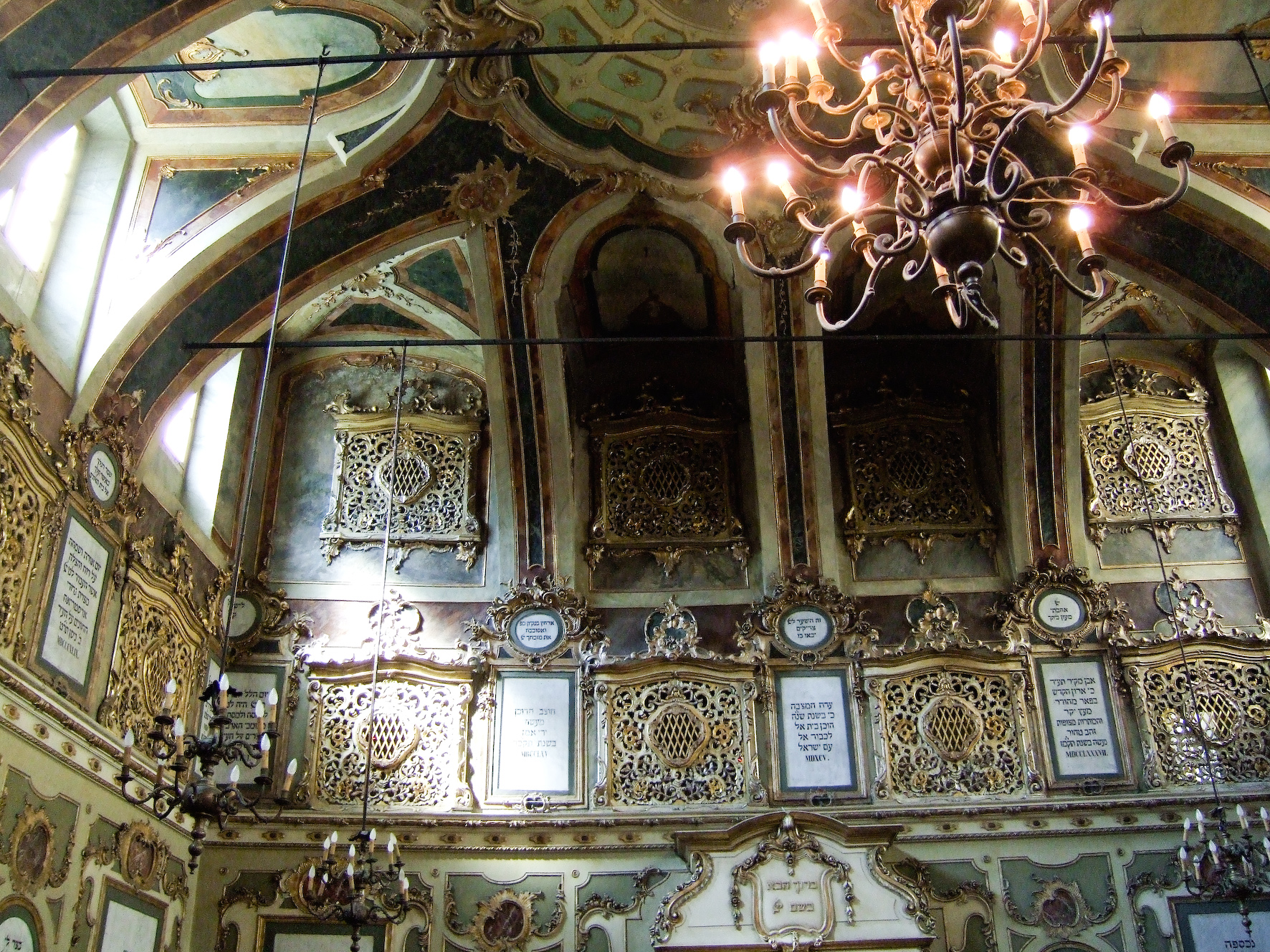
Intérieur de la synagogue de Casale Monferrato (Piémont).

C'est en Italie que la décoration intérieure des synagogues ashkénazes atteindra un niveau inégalé. Là encore, le style de la région se retrouve dans les synagogues qui y empruntent beaucoup au baroque. La synagogue de Casale Monferrato a été construite en 1595, la Scuola Granda Tedesca de Venise (tout proche de la Scuola Grande Spagnola dans le ghetto) date de 1628, la synagogue de Gorizia date de 1756. Les bimot (pluriel hébraïque de bimah) y prennent l'aspect de baldaquins.

#### Les synagogues ashkénazes de Hollande
Encore une fois, ce sont les Provinces unies (Hollande) qui sera le meilleur refuge des Juifs expulsés ou fuyant les massacres. Ceux quittant la Pologne et les exactions de Bogdan Khmelnitski y seront rapidement plus nombreux que les séfarades. Amsterdam devient pour un temps la capitale juive de l'Occident. Avant même la synagogue portugaise, la synagogue ashkénaze ou Grande Synagogue (Grote Synagoge) est construite en 1670-1671 par l'architecte Daniel Stalpaert, un des concepteurs du palais royal. Elle est mitoyenne de la Synagogue portugaise et aux XVIIe et XVIIIe siècles trois autres synagogues ashkénazes sont construites dans le même quartier. Toutes ces synagogues forment aujourd'hui le musée juif d'Amsterdam, la communauté juive néerlandaise ayant été exterminée pendant la Shoah.

#### Les synagogues dans les États allemands
La situation des Juifs en Allemagne varie d'un État à l'autre, mais en règle générale, les communautés juives se développent comme à Berlin ou à Francfort. La première synagogue de Berlin située Heidereutergasse (détruite en 1945) est inaugurée le 1er janvier 1714 en présence de la reine Sophie-Dorothée. Le roi Frédéric-Guillaume Ier la visite en 1718. Il ne reste guère de traces des synagogues allemandes des XVIIe et XVIIIe siècles, le nazisme ayant entrepris leur destruction systématique, amplifiée par la guerre. Il subsiste toutefois la synagogue de Celle (Basse-Saxe) qui date de 1740 et celle de Michelstadt (Hesse) datant de 1791, ainsi que la salle (datant de 1735) de la synagogue rurale de Horb sur le Main, décorée à la façon de Khodoriv au Musée d'Israël à Jérusalem.
Le quartier juif de Josefov à Prague, sous la domination des Habsbourg depuis le XVIe siècle abrite des synagogues de toutes les époques comme la synagogue Vieille-Nouvelle déjà mentionnée, mais aussi les synagogues Pinkas (XVIe siècle) et Klaus (XVIIe siècle). Ce sont encore de petits bâtiments, aujourd'hui parties du Musée juif de Prague.
L'architecte allemand Albrecht Rosengarten (1809-1893) a construit plusieurs synagogues et a exercé une grande influence dans ce domaine. On lui doit la grande Synagogue de Cassel (1839-1938), la Synagogue de Gudensberg (de), aujourd'hui une maison de la culture (1840-1843), et la Synagogue Kohlhöfen (de) à Hambourg.

#### Les synagogues ashkénazes de Palestine ottomane

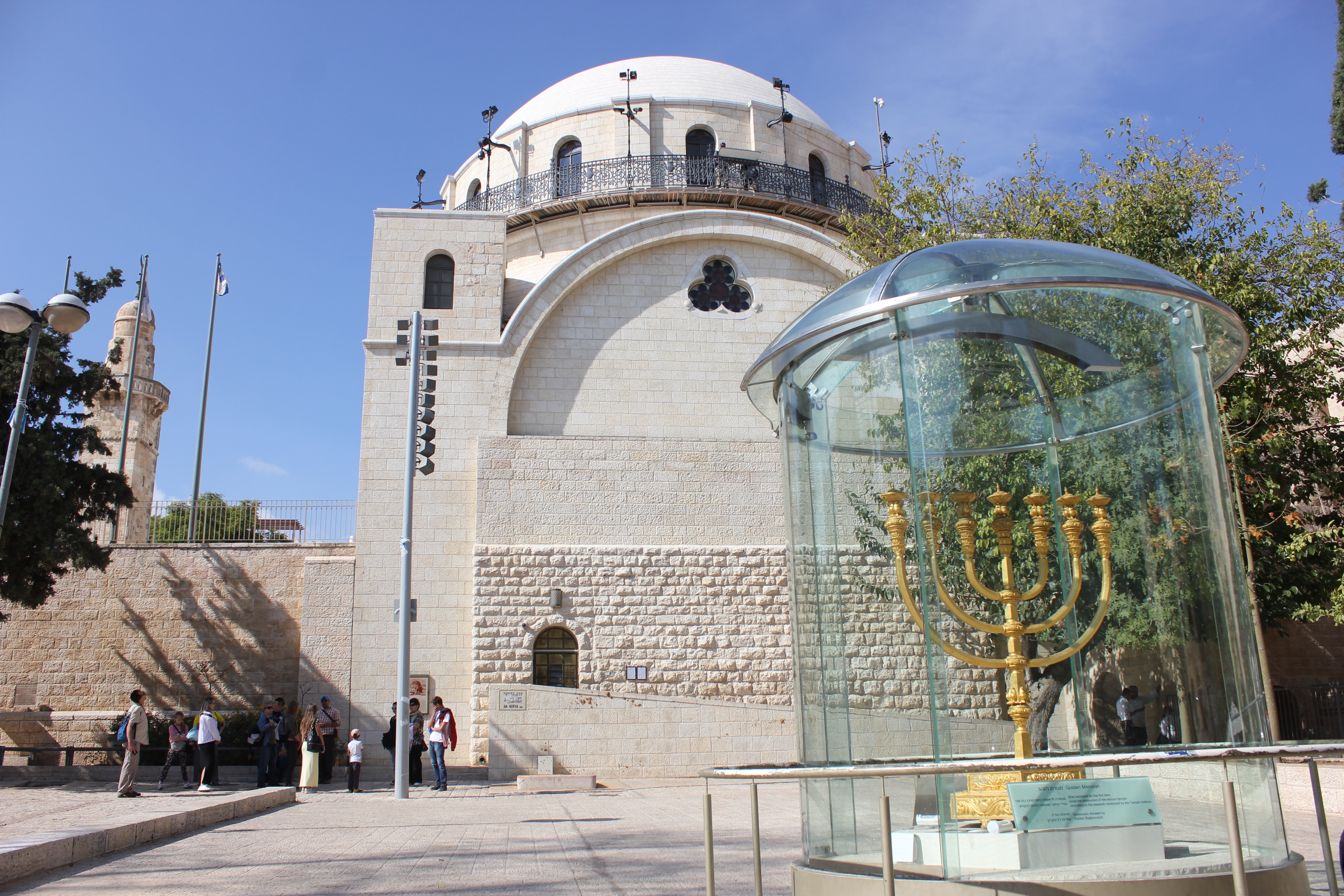
La synagogue Hourva.

La plus ancienne synagogue ashkenaze de Jérusalem alors dans l'Empire ottoman est la synagogue Hourba. Le début de sa construction remonte à 1700, mais elle fut incendiée encore inachevée en 1721 par les créanciers arabes furieux du retard de paiement de ses commanditaires. Reconstruite au XIXe siècle, elle sert de position défensive à la Haganah pendant le siège de Jérusalem en 1948. Après sa prise par la Légion arabe qui marque la victoire des Arabes dans la vieille ville de Jérusalem, elle est dynamitée. La reconstruction commence en 2005 et la synagogue peut être réinaugurée le 14 mars 2010, ce qui est le prétexte de la colère du Hamas.
La synagogue Abraham Avinou (« notre père Abraham » en français) fut construite en 1540 par le rabbin Malkiel Ashkenazi non loin de Jérusalem, à Hébron, où est enterré Abraham d'après les traditions juive et musulmane. Elle fut le centre du quartier juif de Hébron jusqu'à sa destruction après les émeutes anti-juives de 1929. Elle a été reconstruite au même endroit en 1976.

#### Les synagogues ashkénazes de France

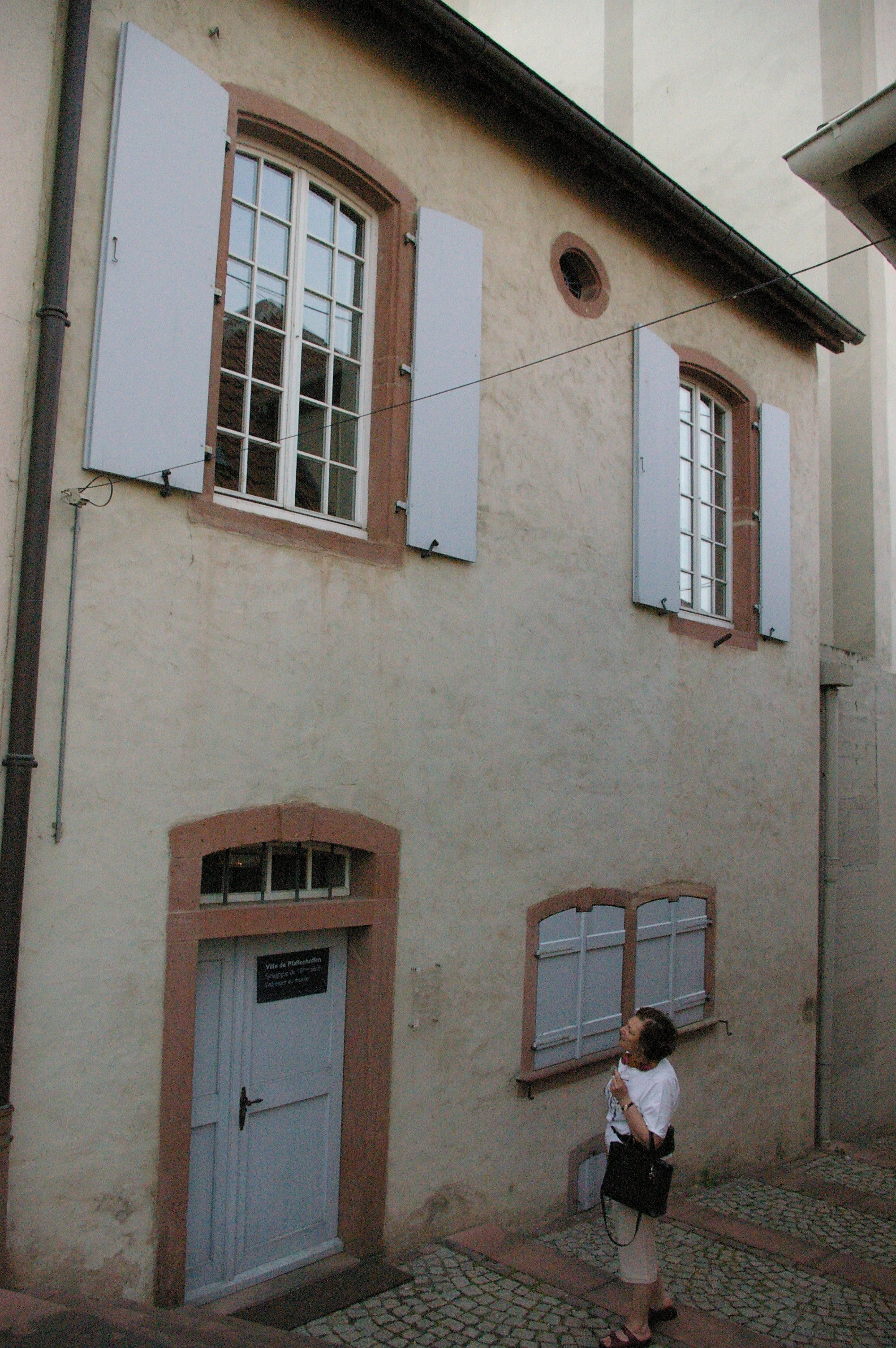
Synagogue de Pfaffenhoffen.

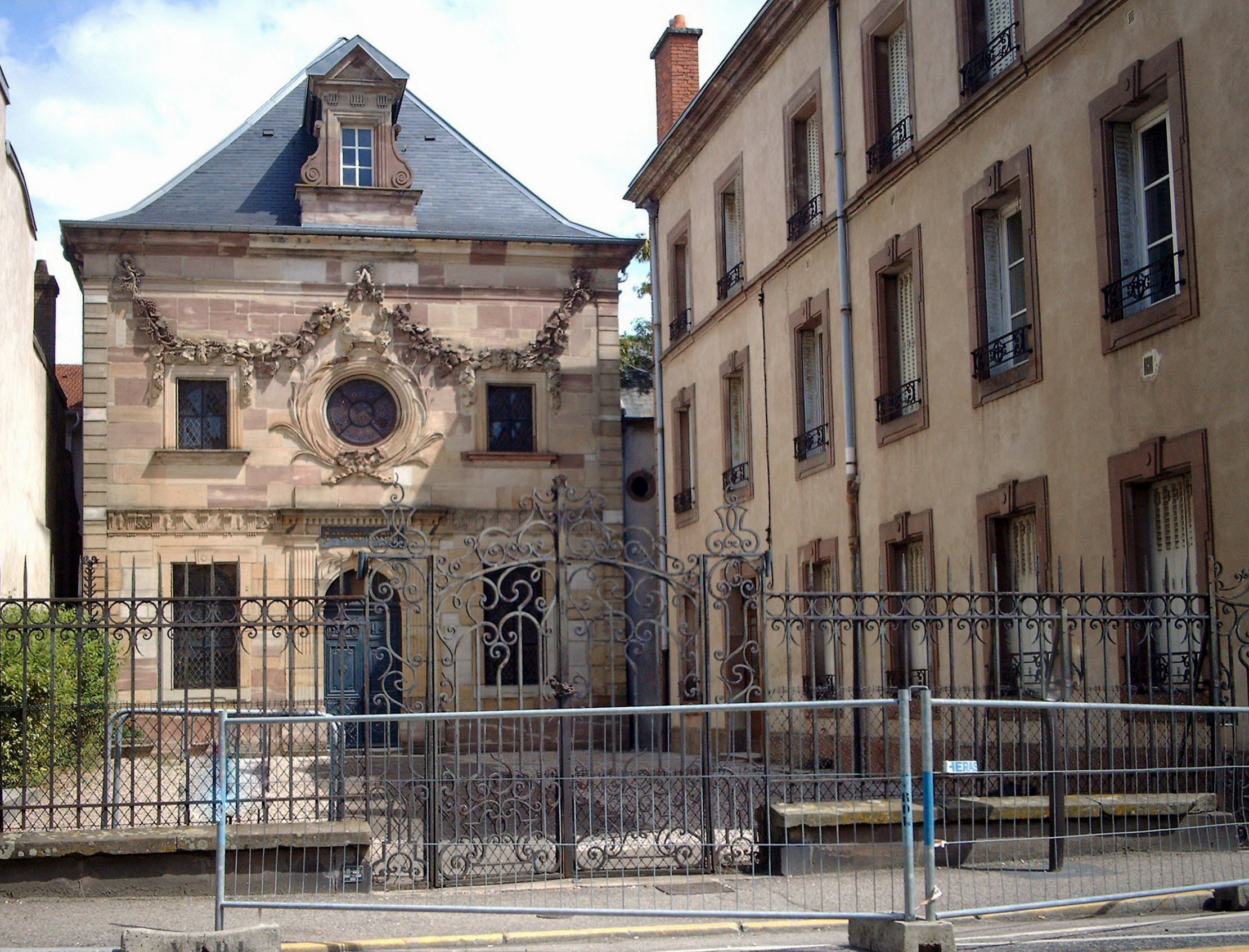
Synagogue de Lunéville.

Les Juifs de France ont été expulsés du royaume en 1394. Quand la France annexe la Provence à la fin du XVe siècle, Louis XII en expulse les Juifs dès 1501. Mais, un siècle et demi plus tard, lorsque la France annexe l'Alsace et formellement les Trois-Évêchés en 1648, ni les Juifs de Metz ni ceux d'Alsace ne sont expulsés et Louis XIV visite la synagogue de Metz en 1657.
La France, contrairement à la Hollande ou à l'Angleterre, n'accorde pas à cette époque la liberté de conscience et les Juifs conservent en Alsace leur statut personnel. Jusqu'à la Révolution française, ils n'ont pas le droit de résider à Strasbourg et pratiquent leur culte discrètement dans de petites synagogues qui deviennent relativement nombreuses au XVIIIe siècle. Cette discrétion est illustrée par l'existence, à Traenheim (Bas-Rhin), d'une synagogue dissimulée dans un grenier, datant de 1723.
En 1766 le duché de Lorraine, qui compte d'importantes communautés juives à Lunéville et Nancy, devient française à la mort de Stanislas Leszczyński. Parallèlement, les idées issues des Lumières progressent et en 1787 Louis XVI publie un édit de tolérance, l'Édit de Versailles en faveur des protestants. De même, les Juifs commencent à être mieux considérés par le gouvernement et cela se traduit par l'autorisation de construction de nouvelles synagogues en Lorraine à Phalsbourg en 1772, à Lunéville en 1786 puis à Nancy en 1788 et en Alsace à Mutzig en 1787 puis à Pfaffenhoffen en 1791. Ces synagogues sont encore très discrètes. À Lunéville, elle est alors dissimulée derrière une maison et ne porte aucun signe distinctif. À Pfaffenhoffen, seule la date de construction écrite en hébreu sur le linteau de la porte peut évoquer une synagogue.

## De la période révolutionnaire à la Shoah

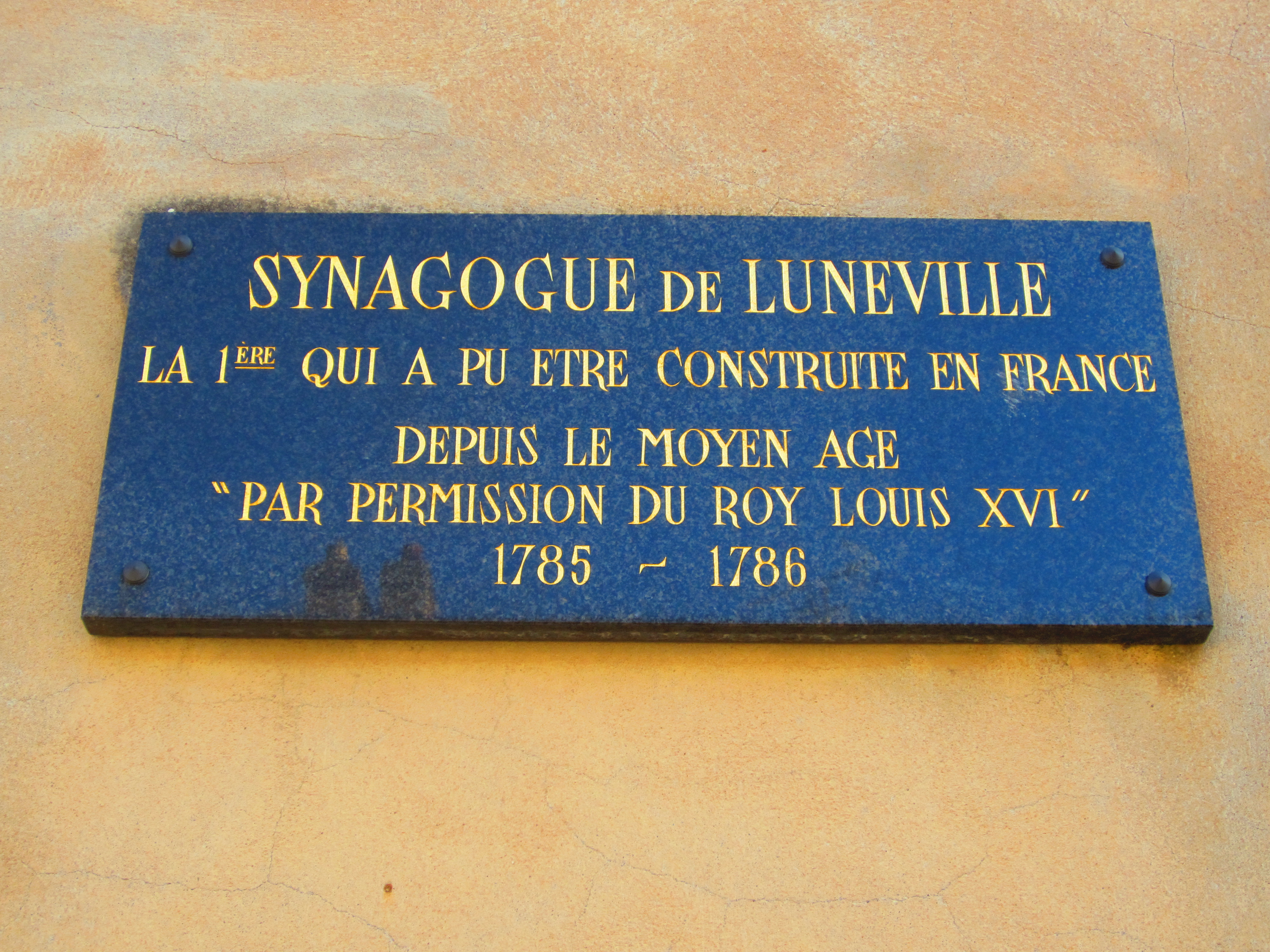
Plaque sur la synagogue de Lunéville (Meurthe-et-Moselle)

La philosophie des Lumières change le regard des Gentils sur les Juifs. Les notions de liberté de conscience et d'égalité des droits sont au moins en partie mises en pratique aux États-Unis et en France. Les armées révolutionnaires puis impériales vont propager ces idées dans une bonne partie de l'Europe, particulièrement en faisant tomber les murs des ghettos comme en Italie. Ainsi en France, les premières synagogues construites dans le royaume de France depuis l'expulsion des Juifs en 1394, sont celles de Phalsbourg et de Lunéville en 1786.
Chez les Juifs, la philosophie des Lumières donne naissance à la Haskala qui va changer le regard que les Juifs ou au moins tous ceux qui n'adhèrent pas à une stricte orthodoxie ont sur eux-mêmes. Ce double changement de la perception des Juifs dans la société ne va pas manquer d'influer sur l'architecture des synagogues.
Si les Juifs sont maintenant égaux en droit aux autres citoyens, ils peuvent construire des temples aussi grands que les églises chrétiennes. La plus grande d'Europe est construite à Budapest de 1854 à 1859. Et si la liberté de conscience devient la règle, il n'y a plus de raison de dissimuler les synagogues, au contraire on peut afficher clairement leur raison d'être par des symboles juifs bien visibles comme les tables de la loi, des citations de la bible en hébreu ou en langue vernaculaire, l'étoile de David ou la menorah.
La Haskala et la réforme du judaïsme nées en Allemagne changent la conception que les Juifs ont de leurs synagogues. Celles-ci deviennent même des temples, mot toujours utilisé en synonyme de synagogues. Cela influence l'architecture des synagogues qui peuvent ressembler à des églises aussi bien extérieurement qu'intérieurement. Elles sont de style roman comme la Victoire (1874) à Paris, de style gothique comme à Savannah (Géorgie) (1878), de style byzantin comme à Neuilly-sur-Seine (1878) (avant l'extension de la synagogue dans les années 1930), de style mauresque comme à Besançon ou à Turin ou même évoquer un temple grec ou romain comme la synagogue the Temple (1875) à Atlanta. Cette évolution touche aussi la Pologne où la Grande synagogue de Varsovie, de style classique est inaugurée en 1878 ou la Synagogue Nożyk, toujours à Varsovie et en service de nos jours, de style néoroman avec de nombreux éléments byzantins, néo-renaissance et mauresques.
Si le gothique est peu courant probablement parce que trop typique du style des églises, il est curieux de constater que les styles orientaux, que ce soit le style hispano-mauresque ou le style byzantin sont les plus représentés. Plusieurs explications sont possibles : la plus simple est que les Juifs sont vus comme des orientaux par les architectes souvent non-juifs des synagogues. Mais aussi on peut penser que le style hispano-mauresque est rattaché à une Espagne où juifs, chrétiens et musulmans auraient vécu en bonne intelligence. Quant au style byzantin, il est déjà utilisé dans de nombreuses églises et mosquées, il doit donc pouvoir convenir aux synagogues. Dominique Jarrassé (voir bibliographie) parle aussi d'un responsum du rabbin Ezéchiel Landau au XVIIIe siècle recommandant ce style.
L'intérieur des synagogues change aussi considérablement au XIXe siècle. La Bimah est le plus souvent située à l'extrémité de la nef pour que l'officiant puisse faire face aux fidèles, au lieu d'être au centre comme dans les synagogues orthodoxes. Il peut y avoir souvent un orgue et même un chœur, deux dispositions non conformes à la halakha.
Enfin, l'implantation géographique des synagogues va petit à petit changer. Elles vont quitter les anciens ghettos pour suivre les Juifs dans leur migration sociale vers des quartiers plus bourgeois et elles vont aussi se répandre dans les pays accueillants aux Juifs, en Allemagne, en Europe occidentale et aux États-Unis.

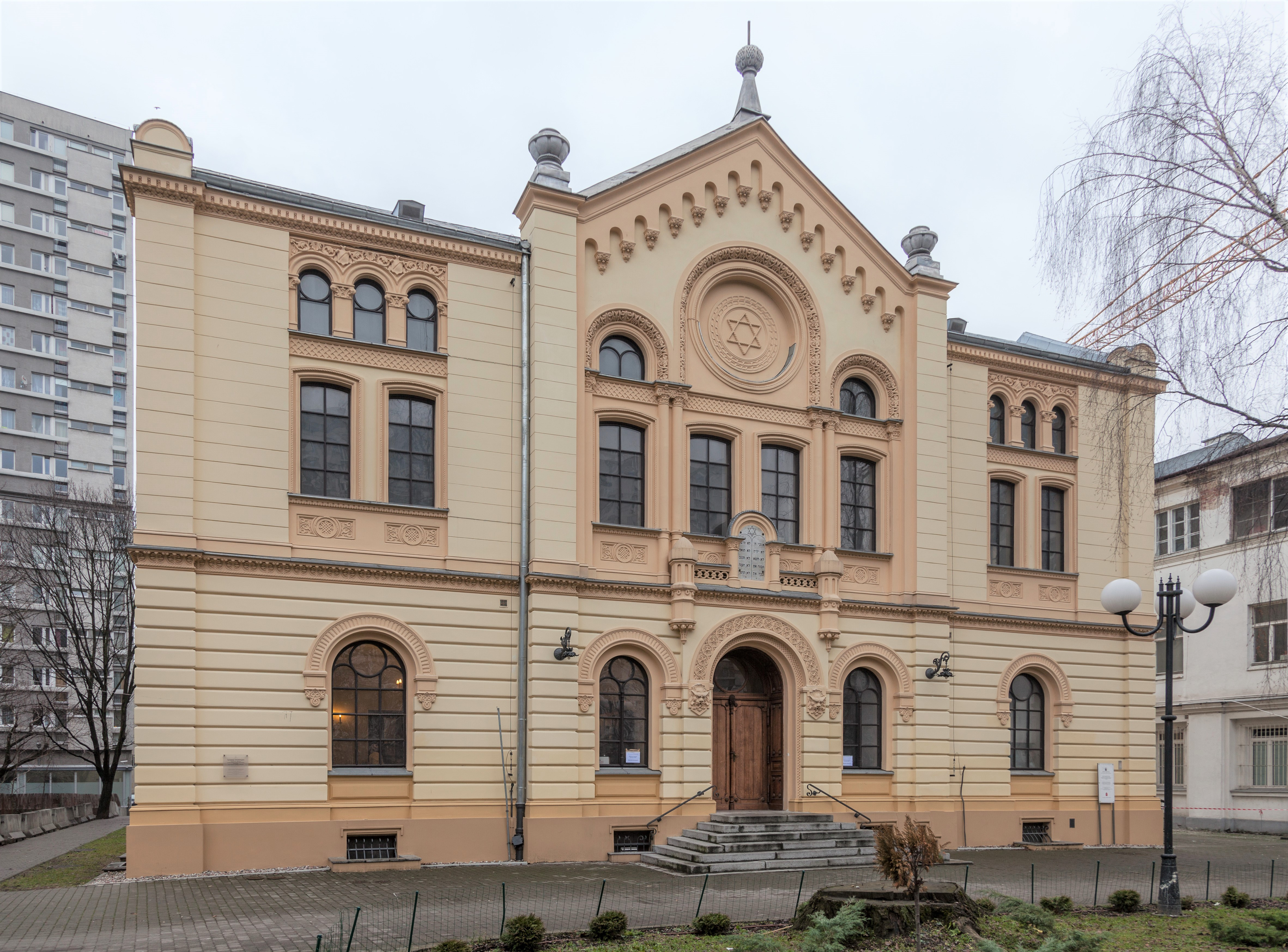
La synagogue Rivka et Zalman Nożyk, Varsovie.
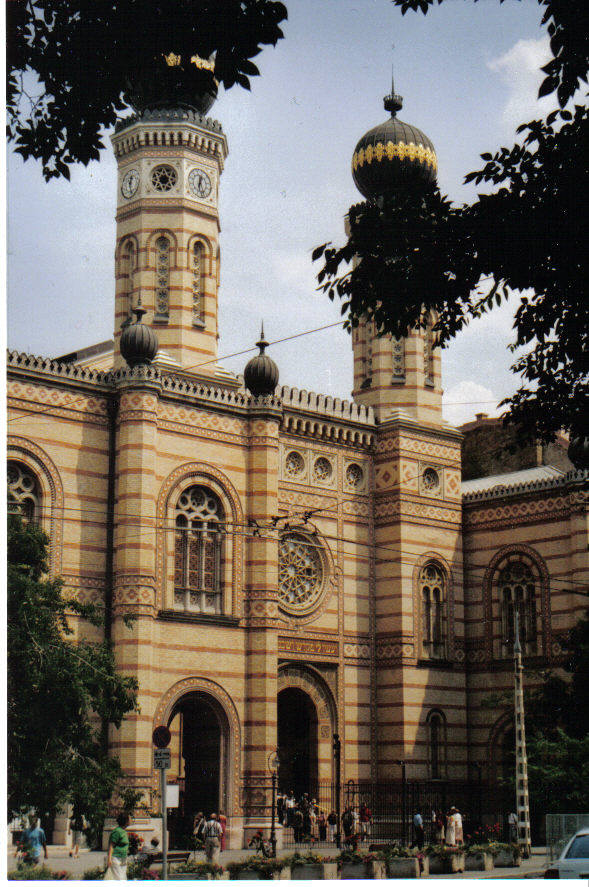
Façade de la synagogue sur la rue Dohány, Budapest.
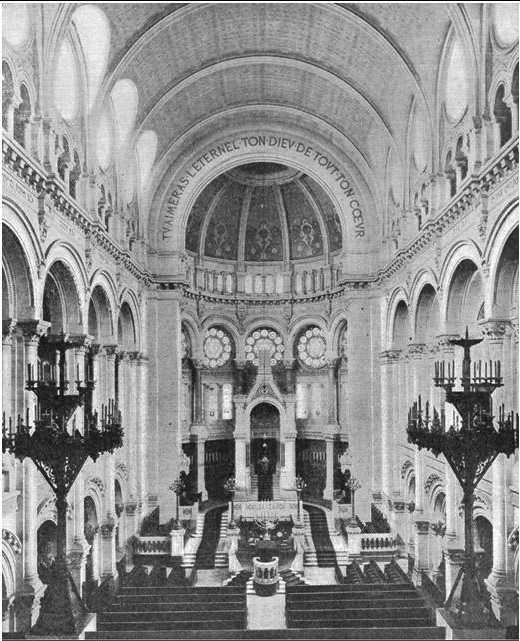
Intérieur de la synagogue de la Victoire à Paris au début du XXe siècle.
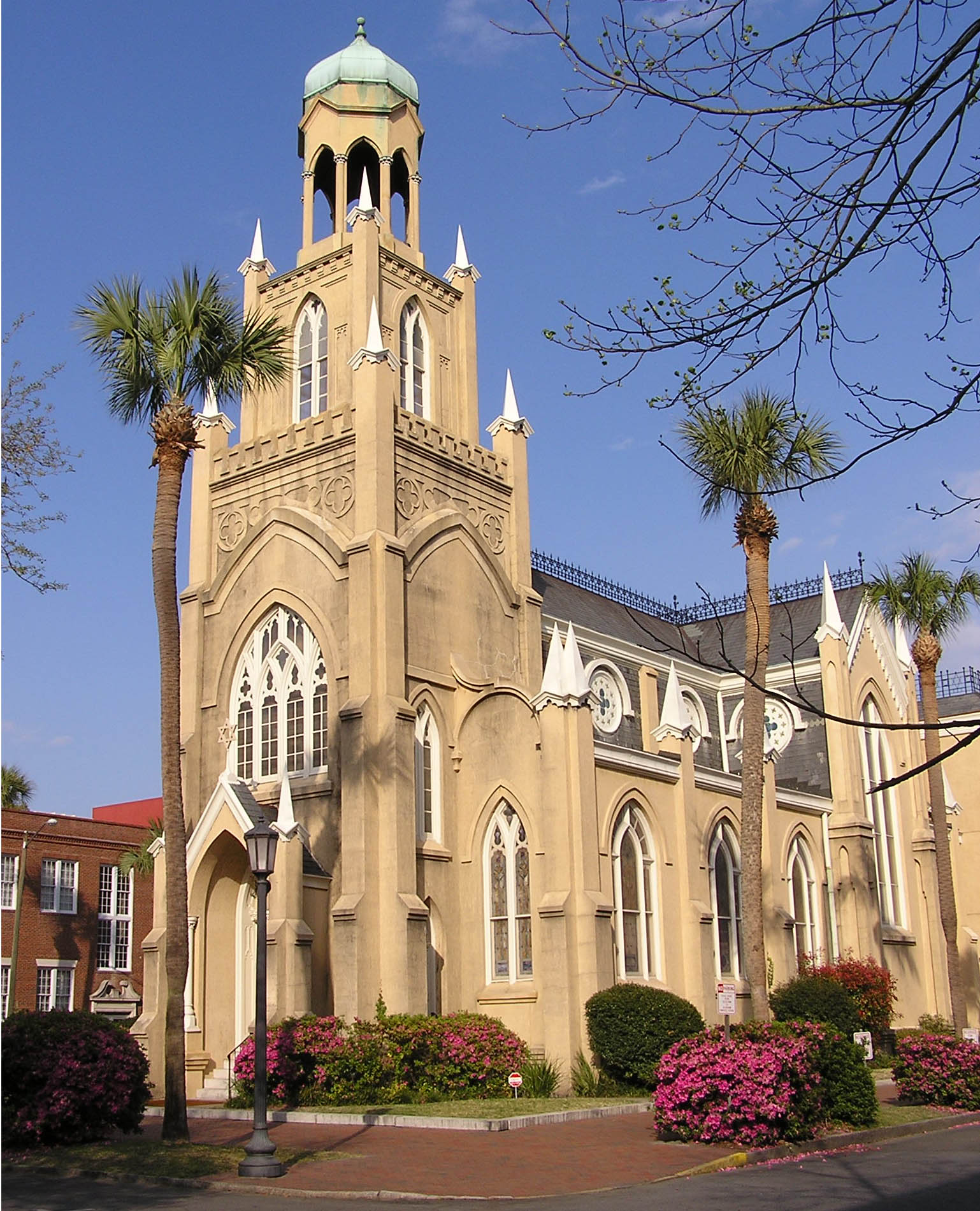
Synagogue Mickve Israel à Savannah de style gothique.
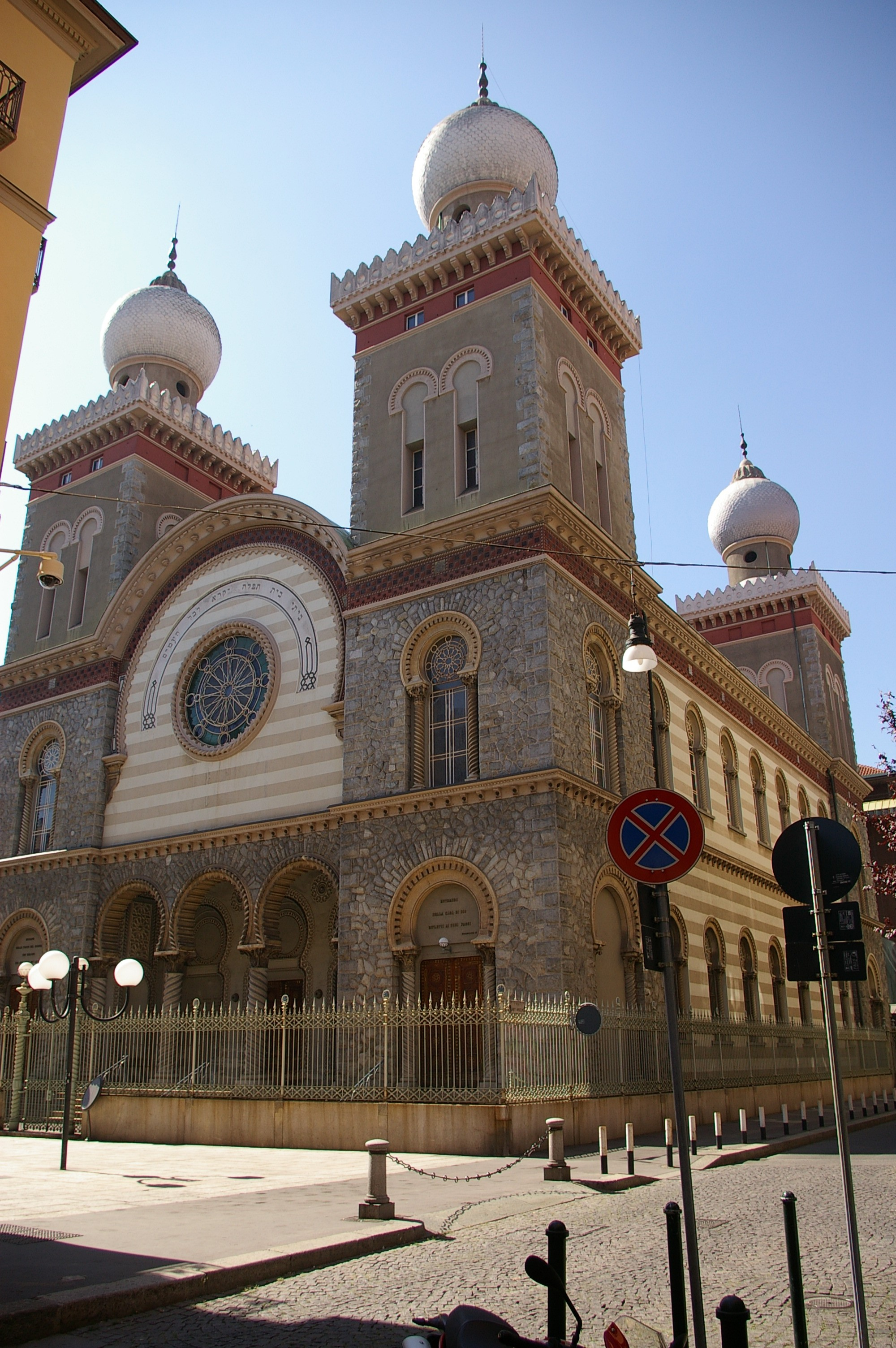
Synagogue de Turin, de style hispano-mauresque.

### La France

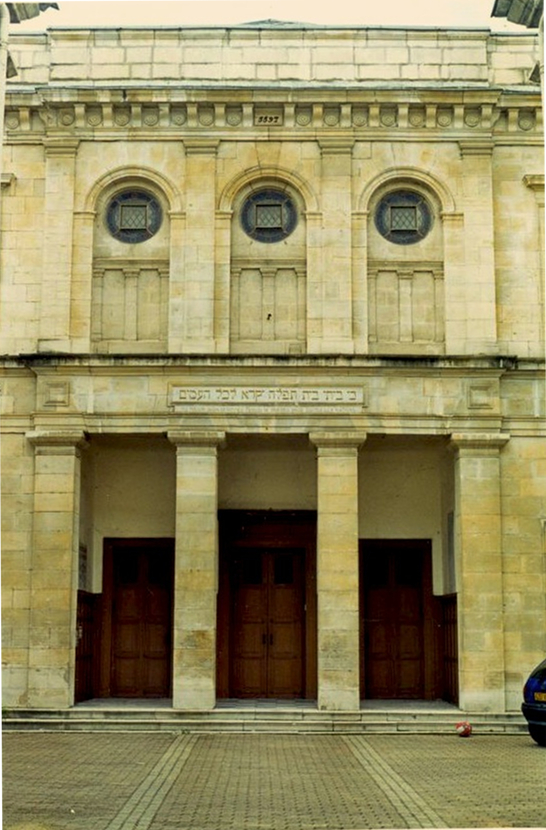
Synagogue de Bayonne, quartier Saint-Esprit.

Cette période qui va de la Révolution à la guerre de 1914 donne lieu en France à l'âge d'or des synagogues, comme l'a écrit Dominique Jarrassé (voir bibliographie). Les Juifs vont quitter leurs lieux traditionnels de résidence (le Comtat-Venaissin, les campagnes alsaciennes ou lorraines, Bordeaux et Bayonne) pour de plus grandes villes dont Paris. Leur ascension sociale sera aussi marquée par la construction de plus belles et plus grandes synagogues.
La construction des synagogues est généralement sous la maîtrise d'ouvrage des Consistoires, subventionnée par les pouvoirs publics (l'Église ne sera séparée de l'État qu'en 1905), et aidée par de riches mécènes tels les Rothschild ou les Furtado-Heine ou Daniel Osiris.
L'œuvre est considérable. Dominique Jarrassé indique :
- 70 synagogues ont été édifiées hors l'Alsace-Lorraine de 1791 à 1914, dont 22 sont aujourd'hui disparues ;
- 176 synagogues ont été édifiées en Alsace-Lorraine de 1791 à 1914, dont 91 sont aujourd'hui disparues.

Parmi les réalisations remarquables, on citera la synagogue de Lyon en 1864 par Abraham Hirsch, toujours cachée derrière un immeuble et celle de Marseille la même année par Nathan Salomon inspirée de la synagogue Nazareth. La plupart des grandes villes voient construire leur synagogue et même des stations balnéaires telles Biarritz ou Arcachon.

#### Les anciennes communautés séfarades du sud de la France
C'est dès 1793 et malgré l'hostilité du pouvoir révolutionnaire aux cultes que les Juifs du Comtat-Venaissin prennent avantage de leur toute nouvelle condition de citoyens de plein droit, émigrent notamment vers Nîmes et y construisent une synagogue encore très modeste (la façade actuelle date de 1893).
Il faut attendre encore près de 20 ans pour voir s'élever une nouvelle synagogue en France à Bordeaux. Elle est construite en 1812 dans le quartier juif pour ces Portugais qui ne pouvaient pas se dire ouvertement juifs sous l'Ancien Régime. Cette synagogue brûle en 1873 et est remplacée par une plus grande synagogue, dans un quartier plus prestigieux en 1882.
La différence est notable quand en 1837 est construite la synagogue de Bayonne toujours dans le quartier juif, mais dans un style néo-classique beaucoup plus noble que celui adopté en 1812 à Bordeaux.

#### Paris et sa région
Parallèlement, c'est en 1819 qu'est construite la première synagogue parisienne (les Juifs étaient bannis de Paris jusqu'à la Révolution) rue Notre-Dame de Nazareth. Celle-ci comprend à l'origine une salle de prière ashkénaze et une autre séfarade.
C'est à partir du Second Empire que la communauté juive prend son essor à Paris et que s'y multiplient les synagogues. Certaines seront monumentales telle la Victoire, mais elles sont rarement bien visibles : l'impératrice Eugénie s'oppose à donner une façade sur une rue ou une place importantes aux synagogues de la Victoire et des Tournelles.
Deux des plus intéressantes synagogues d'un point de vue architectural sont construites au début du XXe siècle : il s'agit de la synagogue de la rue Pavée de style Art nouveau dont l'architecte est Hector Guimard et de la synagogue de la rue Chasseloup-Laubat à la charpente de bois dont l'architecte est Lucien Bechmann.
La première synagogue de banlieue est inaugurée en 1878 à Neuilly-sur-Seine. Elle sera suivie de celle de Versailles inaugurée le 22 septembre 1886, sur le fronton de laquelle est ostensiblement déployé un sefer torah de pierre. Il faut aussi signaler la synagogue de Boulogne sur Seine construite sur le terrain d'une propriété de la famille Rothschild par Emmanuel Pontremoli.

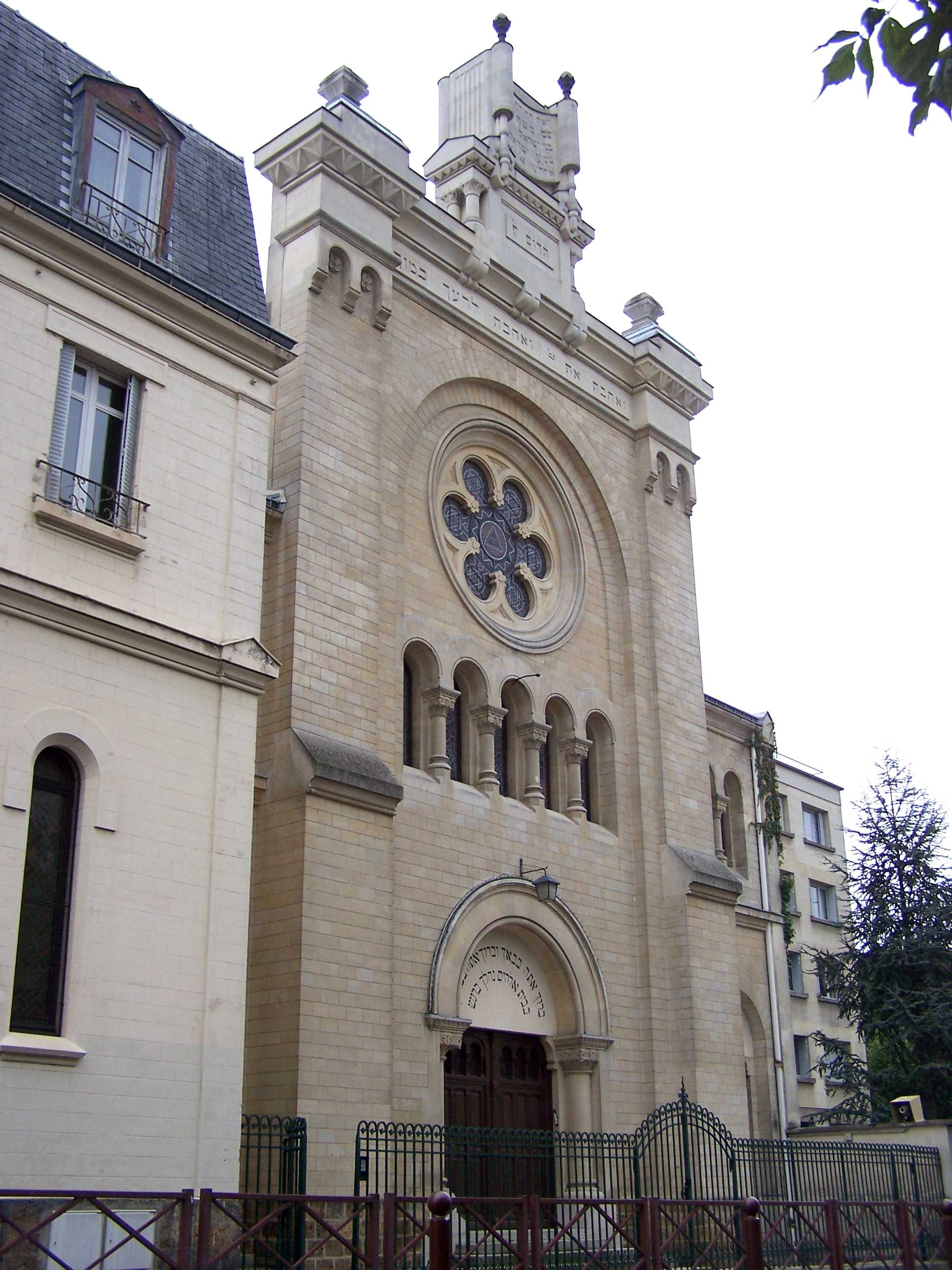
Synagogue de Versailles, rue Albert-Joly, dont le fronton est surmonté des rouleaux de la Torah.
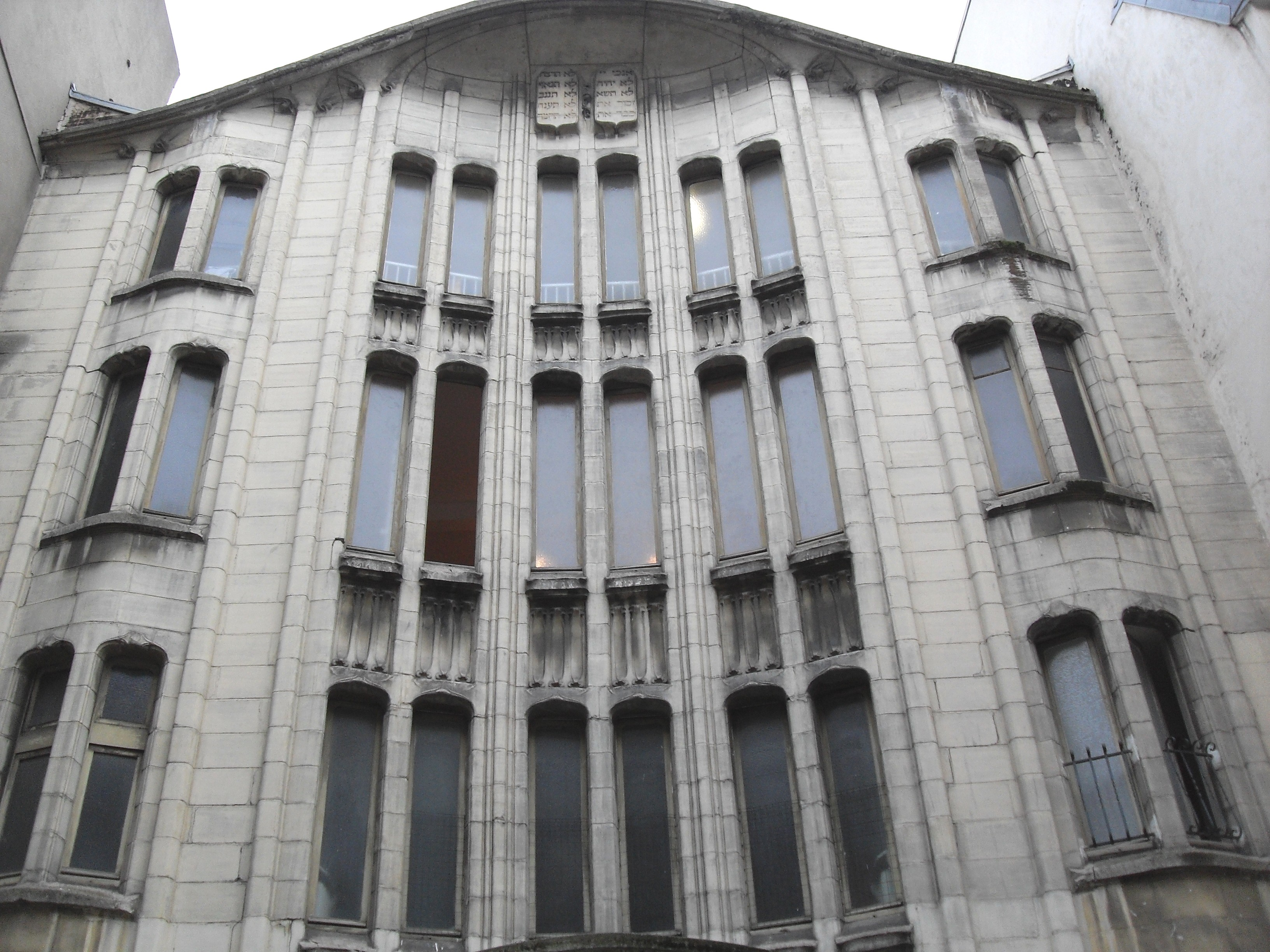
Façade de la synagogue de la rue Pavée, grise, ondulante, toute en lignes verticales.
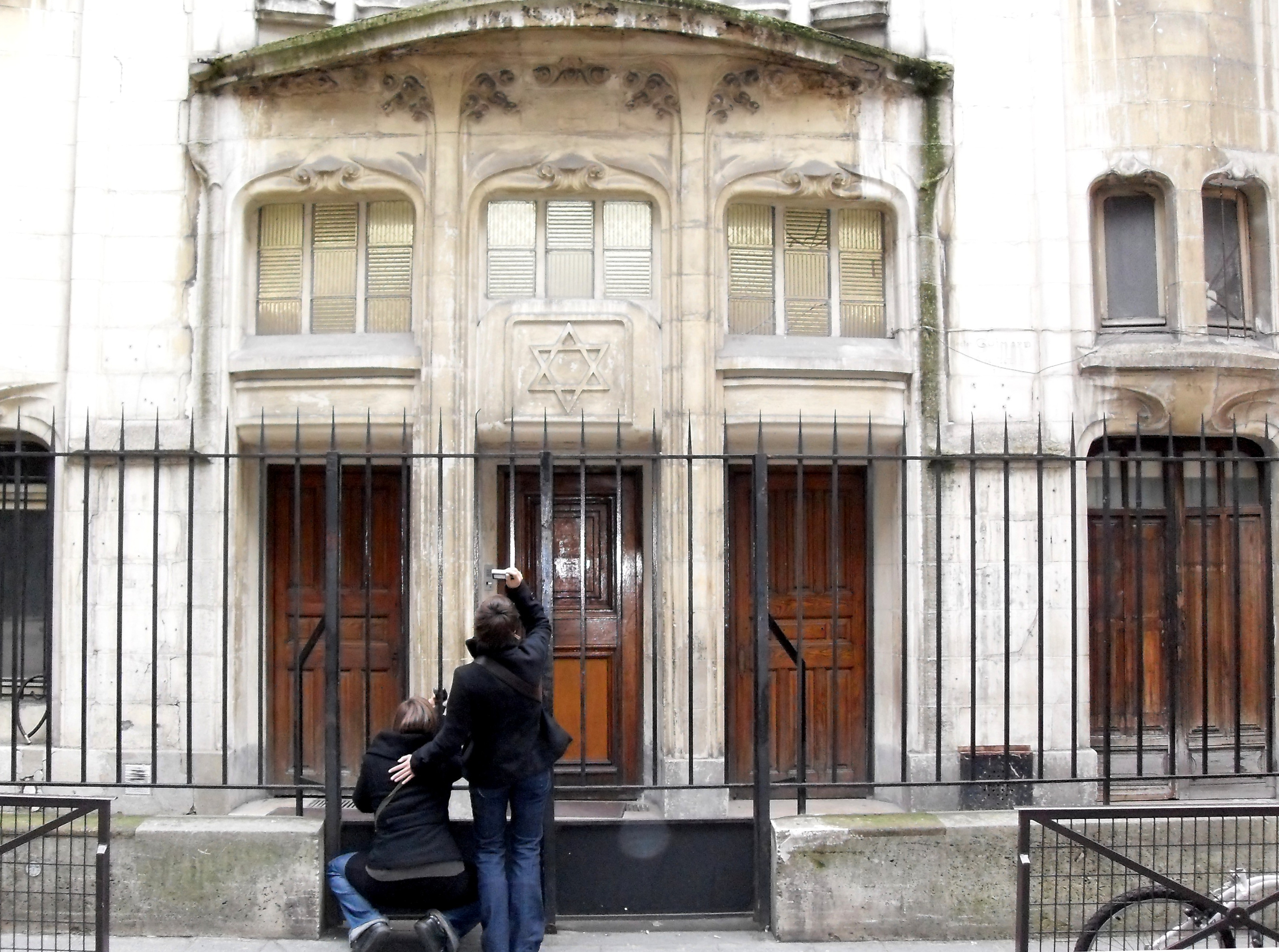
Entrée de la synagogue de la rue Pavée, surmontée d'une étoile de David qui n'est pas d'origine.
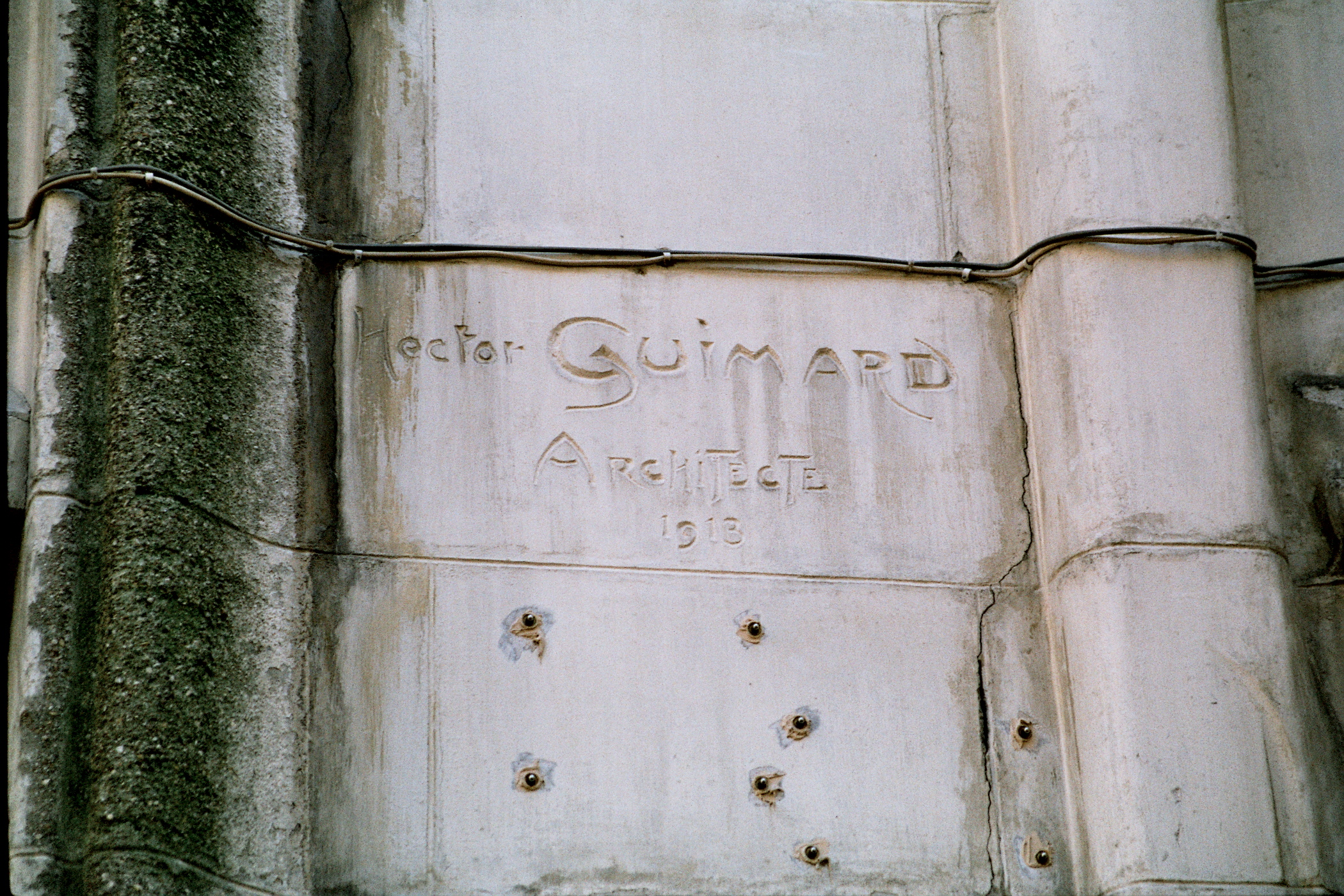
Synagogue de la rue Pavée à Paris par Guimard - détail, signature : « Hector Guimard Architecte 1913 ».

#### L'Alsace et la Moselle
Plus de la moitié de la population juive de France vit en Alsace (de 20 à 25 000 personnes selon le recensement de 1784) et en Lorraine à la fin du XVIIIe siècle. Cette population est principalement rurale puisqu'en Alsace les villes étaient interdites aux Juifs jusqu'à la Révolution. Cette situation est unique en Europe occidentale. Dans quelques villages, les Juifs forment un groupe aussi nombreux que les catholiques ou les protestants et ils vont souhaiter disposer d'une synagogue comparable aux églises.
L'autre facteur déclencheur de la construction des synagogues est une loi votée sous Louis-Philippe en 1831 décidant que les ministres du Culte israélite seront payés par l'État comme les prêtres catholiques ou les pasteurs protestants. Les communautés juives n'ont plus à entretenir leurs rabbins et peuvent donc investir dans les synagogues.
Par exemple, dès 1836 est construite à Struth, village du Bas-Rhin dont la population juive ne dépassera jamais 168 personnes, une petite synagogue. Foussemagne, aujourd'hui dans le Territoire de Belfort, où la synagogue date des années 1850, présentait même la particularité d'être le seul village de France avec une synagogue, mais sans église.
Les bourgs et les villes édifient de plus grands bâtiments, souvent en grès rose des Vosges comme à Sélestat, avec des bulbes très germaniques comme à Saverne ou Wolfisheim, construite en 1890, et cet effort continuera sous la domination allemande de 1871 à 1918. Le plus bel exemple en est donné par la synagogue consistoriale de Strasbourg de style néoroman construite en 1898 sur le quai Kléber et pillée et incendiée le 1er octobre 1940 par l’occupant allemand.
Ce sont ainsi 176 synagogues qui sont bâties en Alsace et en Lorraine de 1791 à 1914. Seule, la moitié d'entre elles subsiste de nos jours.

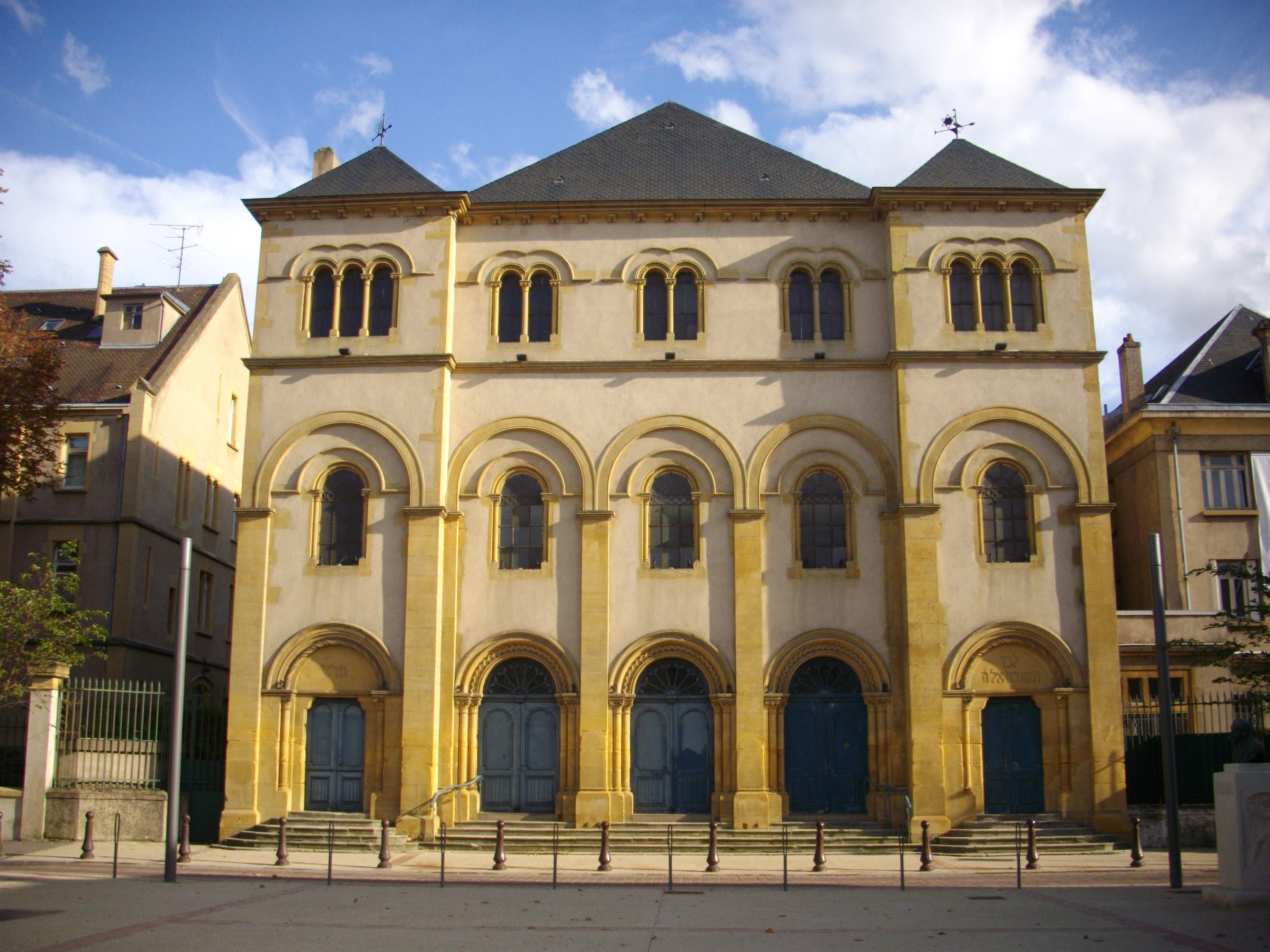
Synagogue de Metz, bâtie en 1850.
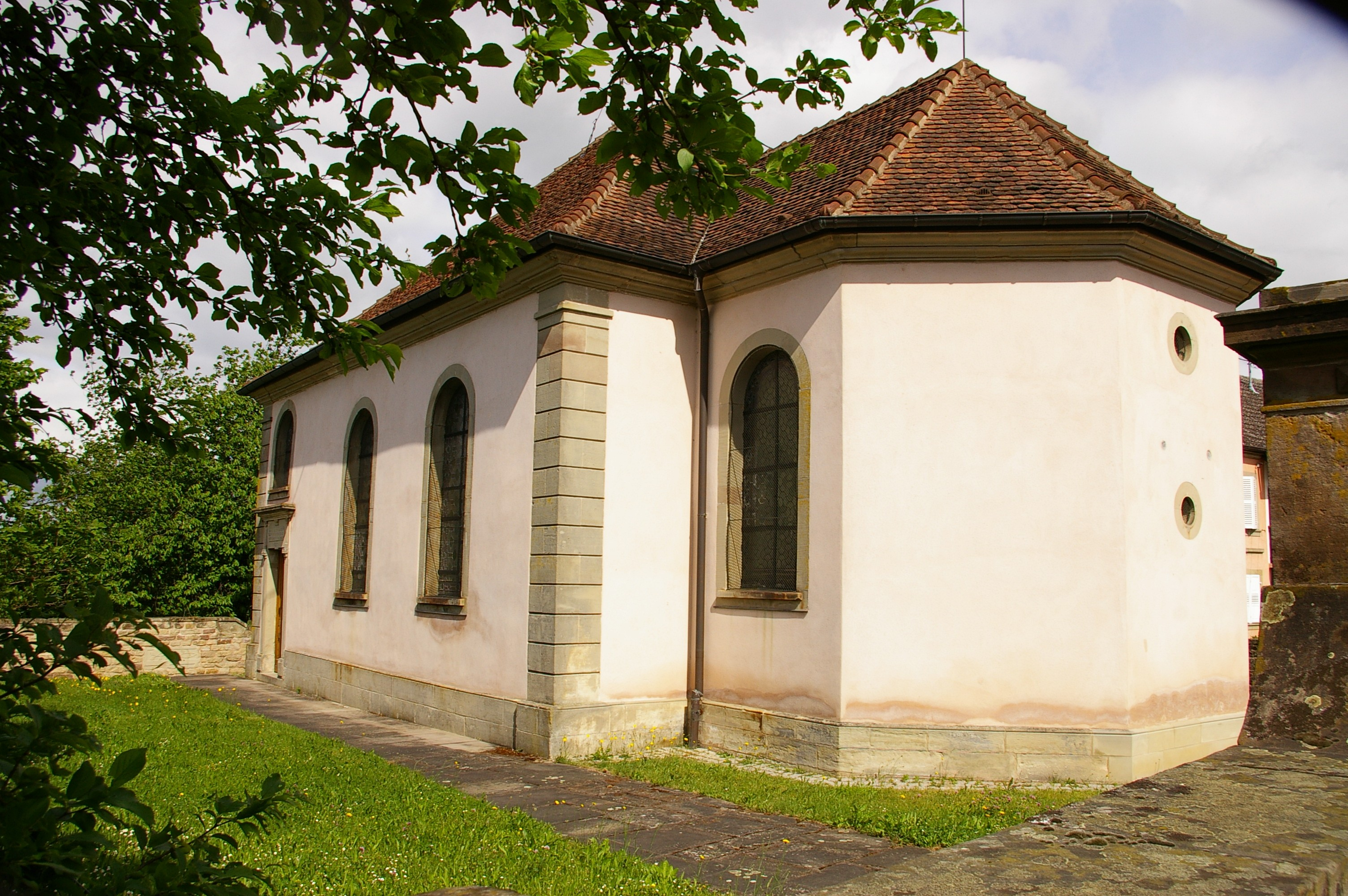
Synagogue rurale de Struth.
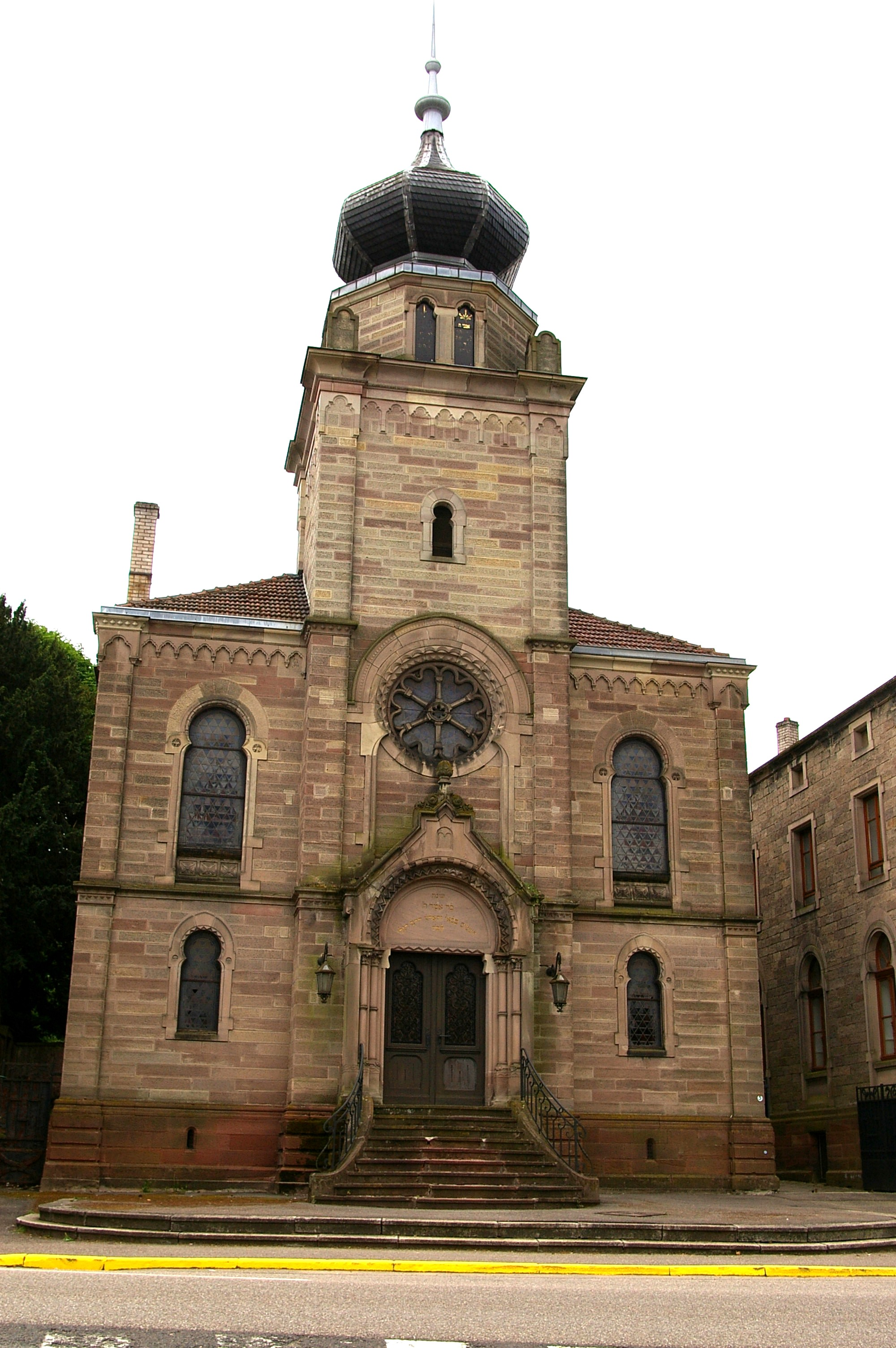
Synagogue de Saverne.
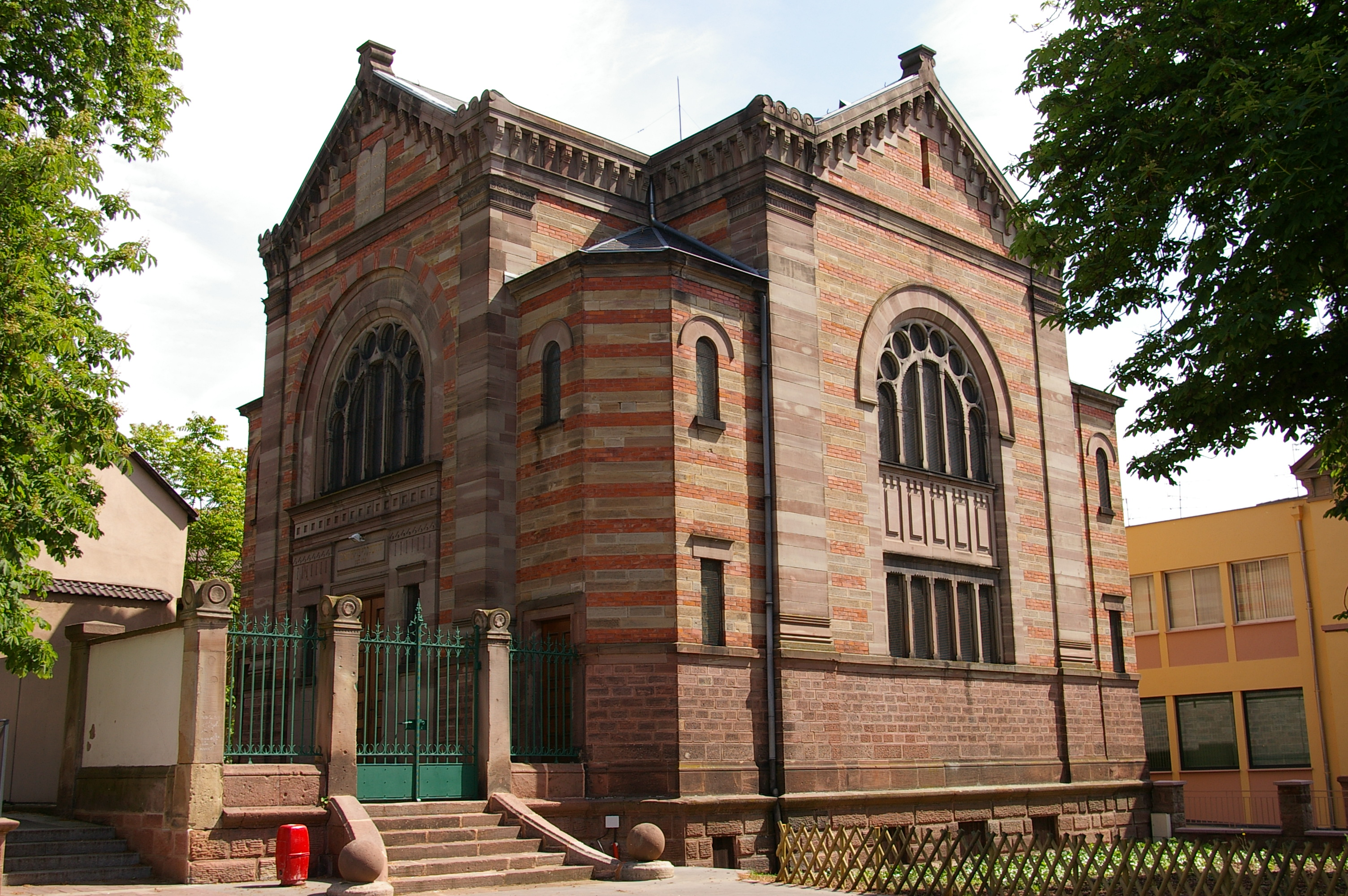
Synagogue de Sélestat[94] construite en 1890.
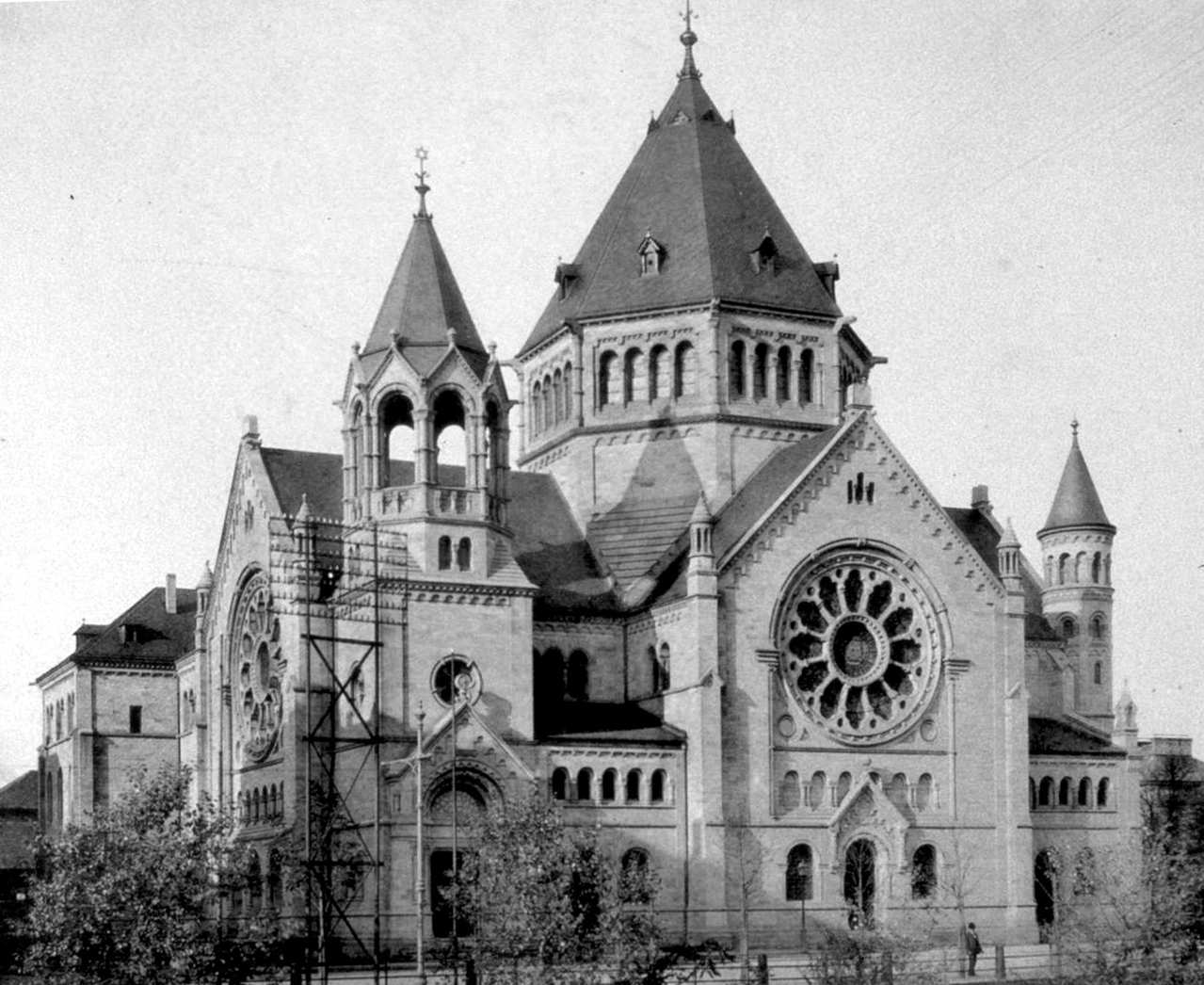
Ancienne synagogue de Strasbourg (1896–1940), quai Kléber[95], inaugurée en 1898, pillée et incendiée par les nazis en 1940.
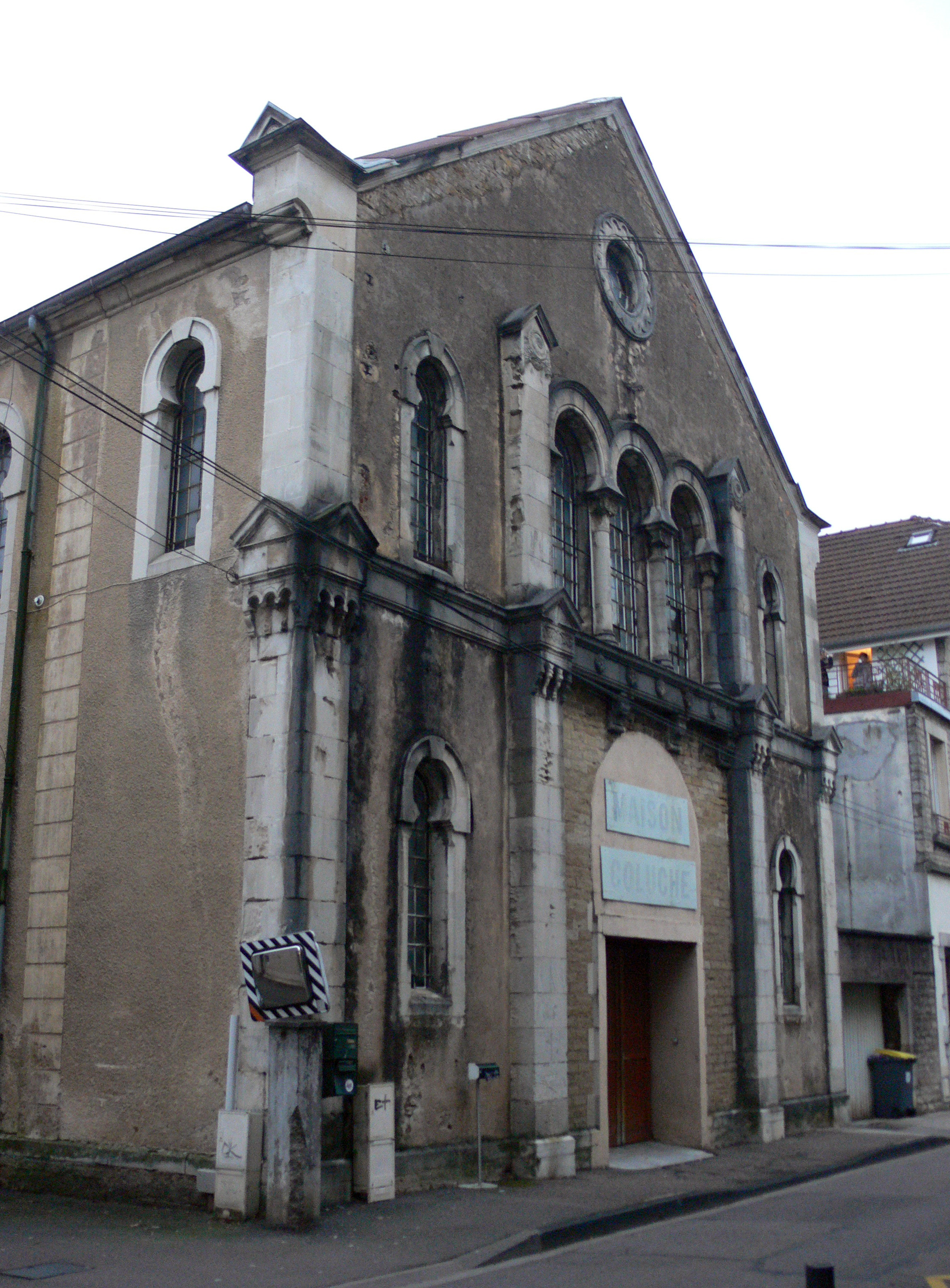
La synagogue de Vesoul construite pour le siège du Consistoire de l'Est.

### L'Italie
L'Italie a une petite communauté juive. Et pourtant, nulle part ailleurs ne peut-on comprendre mieux ce qu'y a signifié l'émancipation pour les Juifs. Si les synagogues italiennes antérieures au XVIIIe siècle sont parmi les plus remarquables pour leur décoration intérieure, elles sont aussi parmi les plus discrètes extérieurement. Que ce soit à Venise, à Ferrare ou à Urbino, le passant peut marcher le long d'une synagogue sans en soupçonner l'existence à moins d'un examen attentif.
L'égalité des droits pour les Juifs est proclamée dans le royaume de Piémont-Sardaigne en 1848 et à Rome en 1870.
Dès lors vont s'élever en Italie quelques-unes des plus notables synagogues d'Europe. La synagogue de Rome visitée en 1986 par le pape Jean-Paul II, date du début du XXe siècle et sa hauteur tout comme son originale coupole à base carrée la font repérer de loin parmi les toits romains.
La synagogue de Florence achevée en 1882 domine également les toits florentins. Les matériaux les plus nobles, comme le marbre, le travertin et cuivre, ont été utilisés pour la construction de ce bâtiment d'inspiration byzantine.
À Turin, qui était la capitale du royaume de Piémont-Sardaigne, la communauté juive décida en 1862 d'élever une synagogue. L'architecte choisi, Alessandro Antonelli, voulut construire le plus haut bâtiment de maçonnerie au monde, alors que le plan original n'indiquait qu'une hauteur de 47 mètres. Il acheva ce qu'on appelle aujourd'hui le Mole Antonelliana, bâtiment emblématique de Turin, haut de 167 mètres et représenté sur la pièce actuelle de 2 centimes d'euro italienne. Entre-temps, la communauté juive, pour des raisons financières ou de par une tardive modestie, s'était retirée du projet. Elle se contenta d'une autre synagogue construite par Enrico Petiti en 1884 dont les bulbes dominent le quartier.

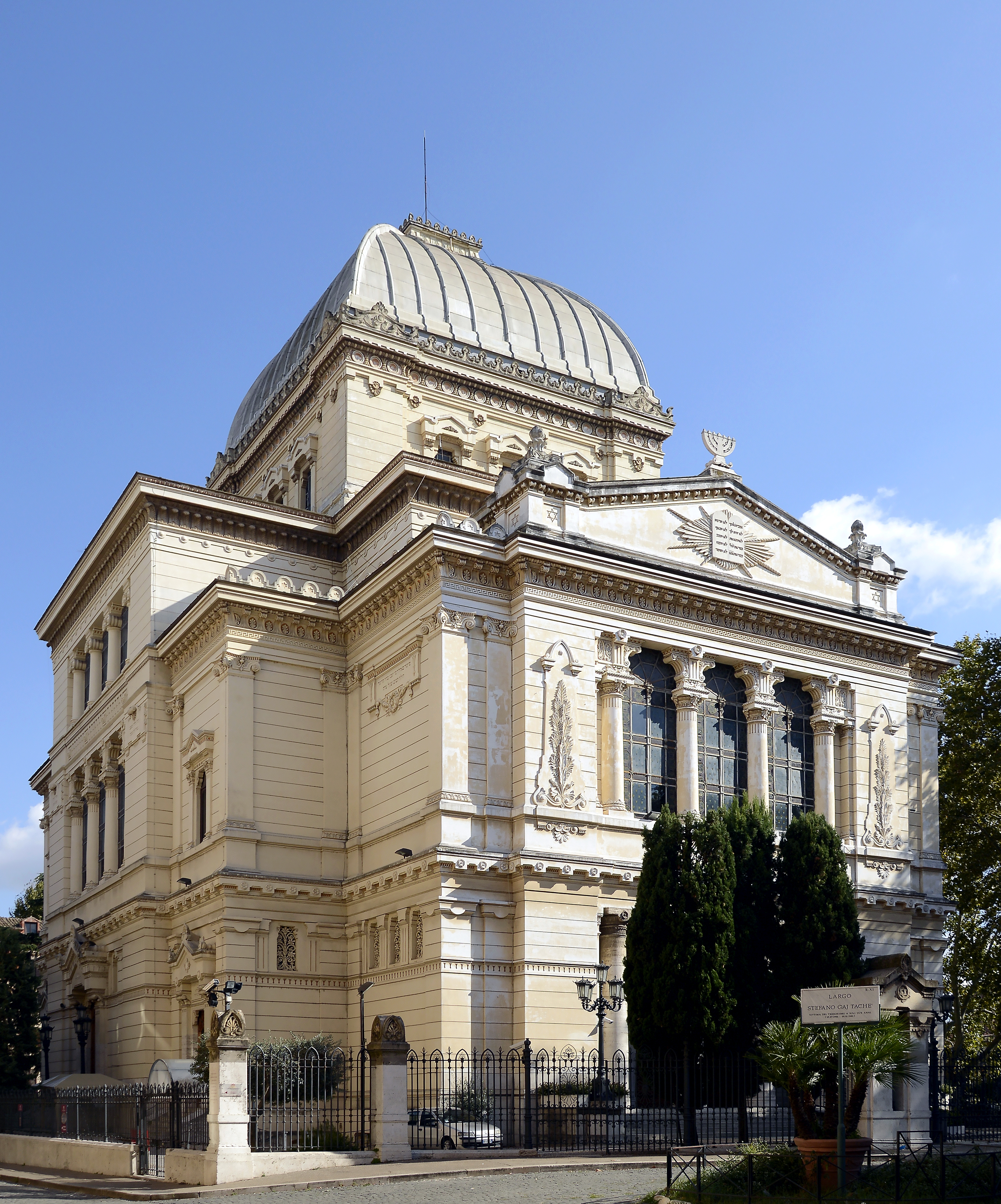
Grande synagogue de Rome.
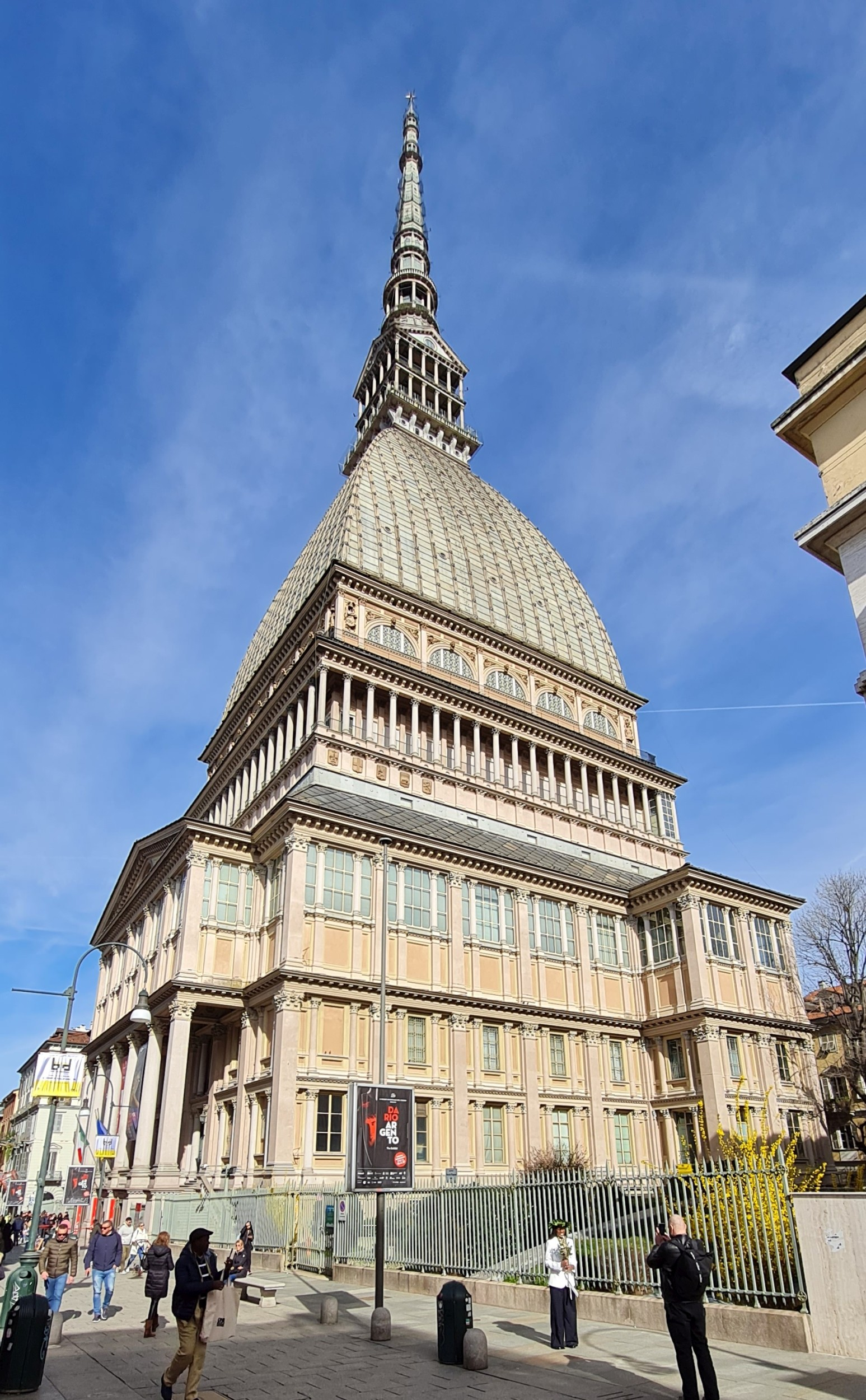
Mole Antonelliana à Turin, bâti pour être une synagogue.
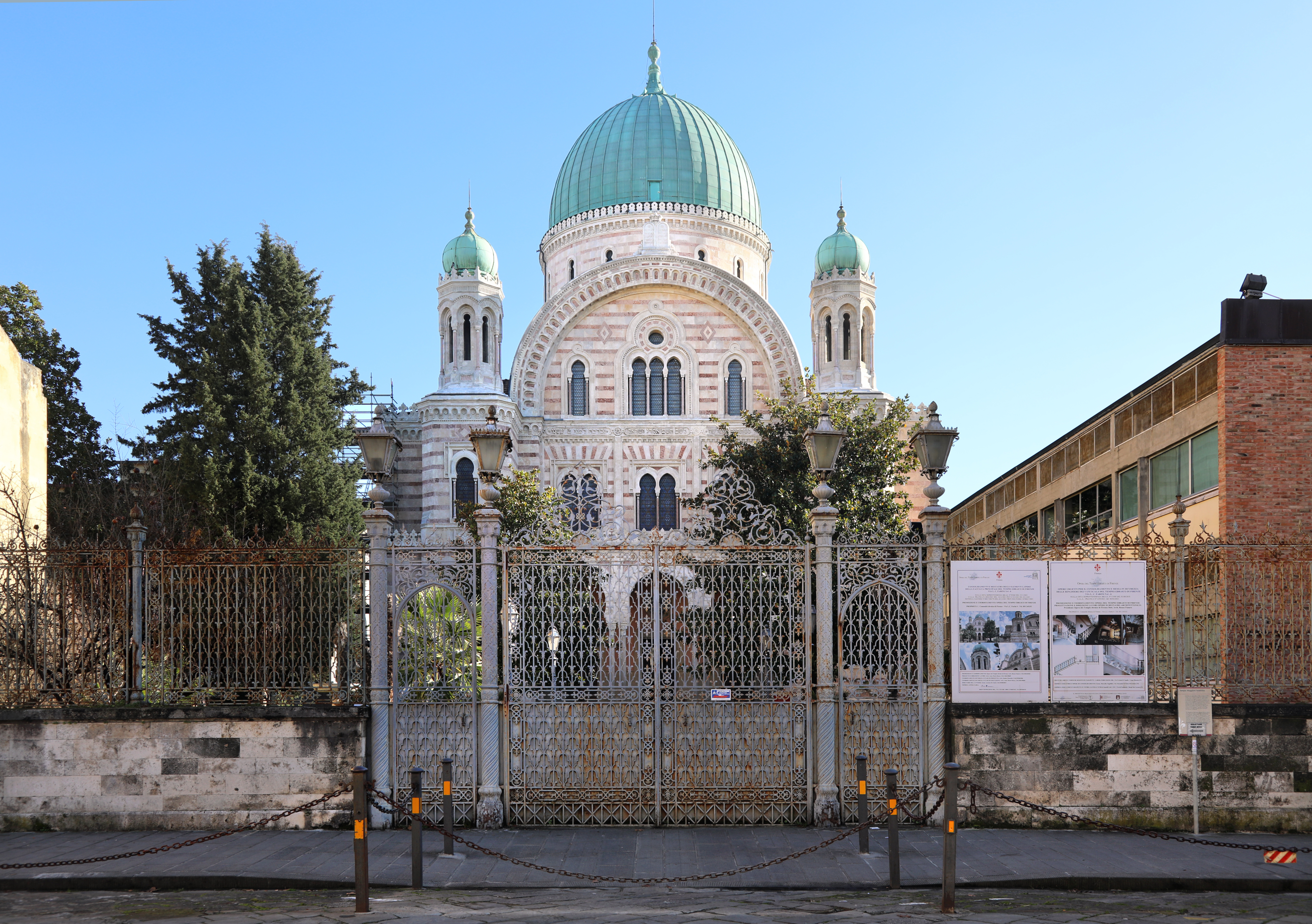
Grande synagogue de Florence.
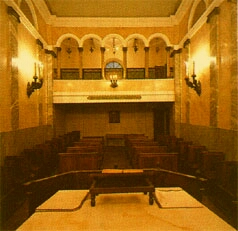
Intérieur de la synagogue de Parme, inaugurée en 1866.

### Les synagogues en Belgique
Comme ailleurs en Europe, l'égalité des droits obtenue par les Juifs de Belgique après l'indépendance du pays en 1830 incite les communautés juives belges à élever des synagogues s'affranchissant de la discrétion des époques précédentes et pouvant même être monumentales :
- La synagogue d'Arlon, construite de 1863 à 1865 en style néo-roman est la plus ancienne encore existante.
- La Grande synagogue de Bruxelles (Rue de la Régence) inspirée du modèle consistoriale français est construite par l'architecte belge Désiré De Keyser dans un style romano-byzantin[98] et inaugurée en 1878.
- La synagogue hollandaise d'Anvers inaugurée en 1893 est bâtie dans un style néo-mauresque qui n'est pas sans rappeler la synagogue de Turin construite moins de dix ans auparavant.
- La synagogue de Liège construite par Joseph Rémont en style romano-byzantin agrémenté de la bichromie orientale[99], est inaugurée en 1899.
- La Synagogue Eisenmann (en), inaugurée en 1909, n'est pas reconnaissable comme un lieu de culte, ce qui aurait permis qu'elle survive à l'occupation allemande.
- La synagogue d'Ostende, construite par Joseph De Lange en style Art nouveau[100] et inaugurée en 1911 n'est plus ouverte que pendant l'été et aux grandes fêtes[101].
- La synagogue portugaise d'Anvers, également bâtie par De Lange en style Art nouveau est inaugurée en 1913[102].
- La synagogue orthodoxe Machsiké Hadass, inaugurée en 1914 dans un style romantique national ou Art nouveau[103].
- La synagogue Romi Goldmuntz (en) est inaugurée en 1927 mais achevée, après les destructions de Seconde Guerre mondiale, en 1954[104]. C'est la plus grande synagogue ashkénaze d'Anvers[105].
- La synagogue et la yeshiva de Heide (nl), inaugurées en 1928 et en 1929 sont construites dans le style néo-mauresque. La communauté disparaît pendant la Shoah[106].
- La synagogue d'Anderlecht est construite par l'architecte Joseph De Lange dans un style Art déco et inaugurée en 1933.
- La synagogue de la Communauté Israélite de Waterloo et du Brabant Sud depuis 1997.

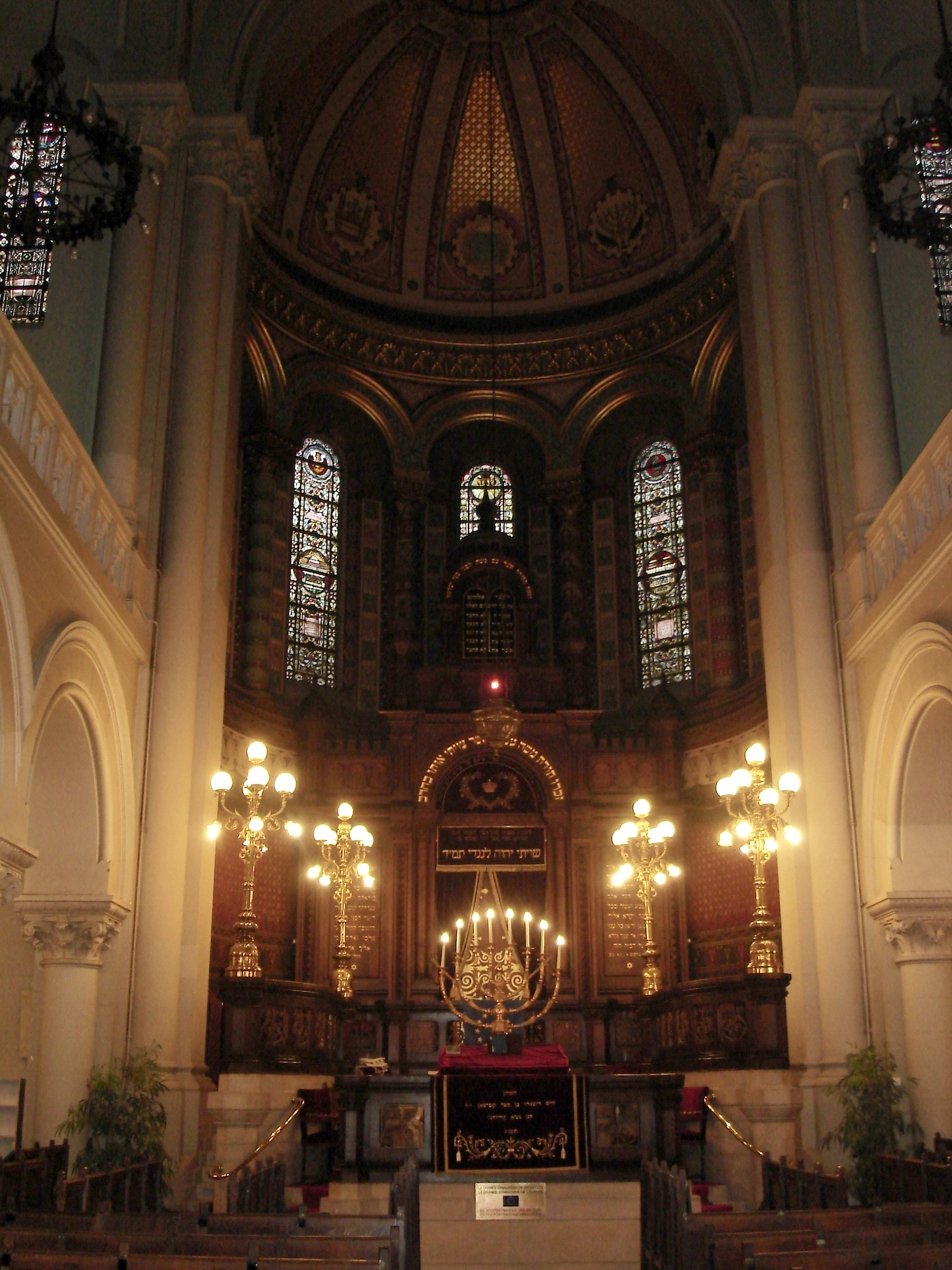
L'intérieur de la Grande synagogue à Bruxelles.
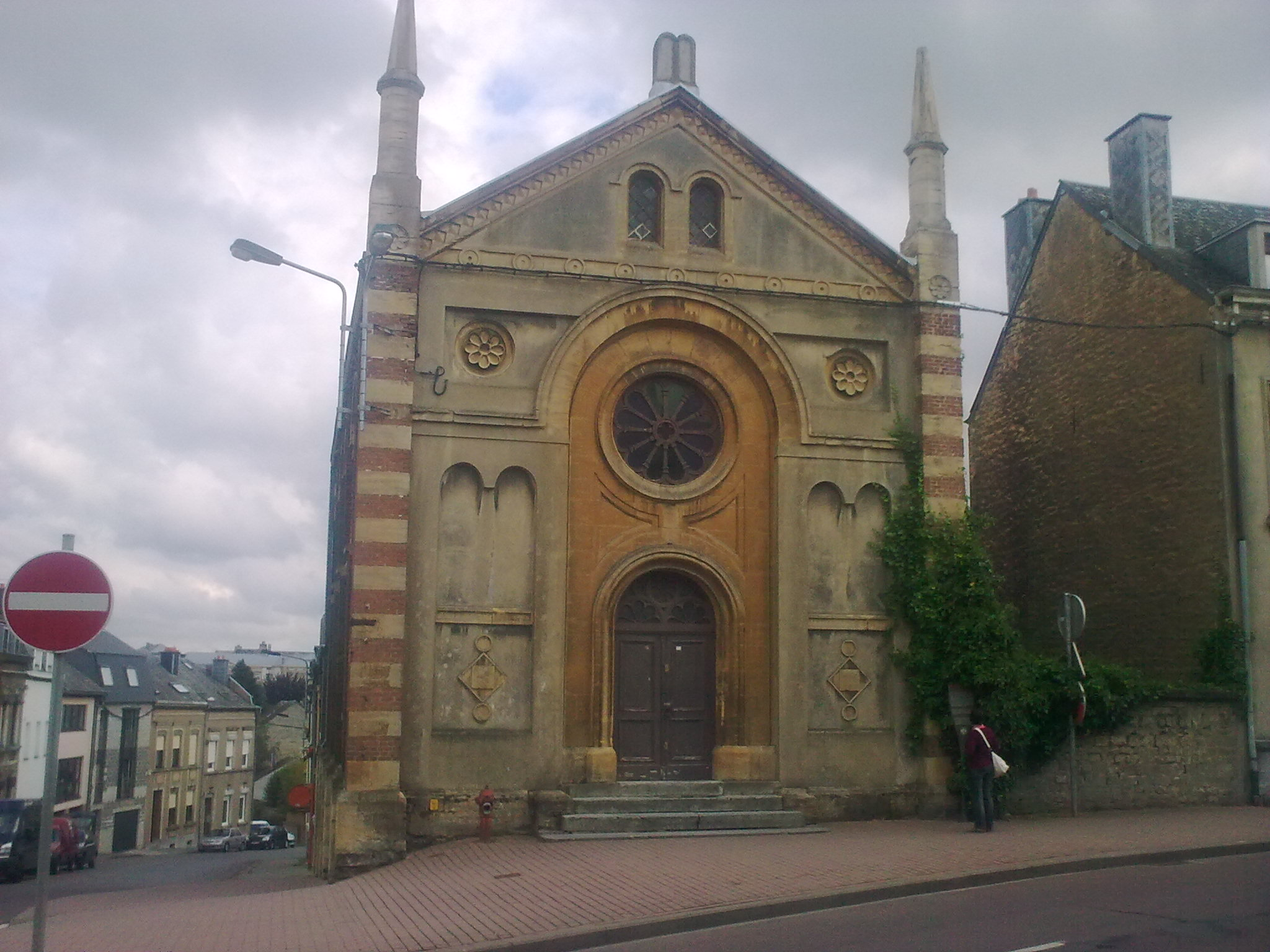
La synagogue d'Arlon, construite en 1863, avant sa rénovation en 2019.
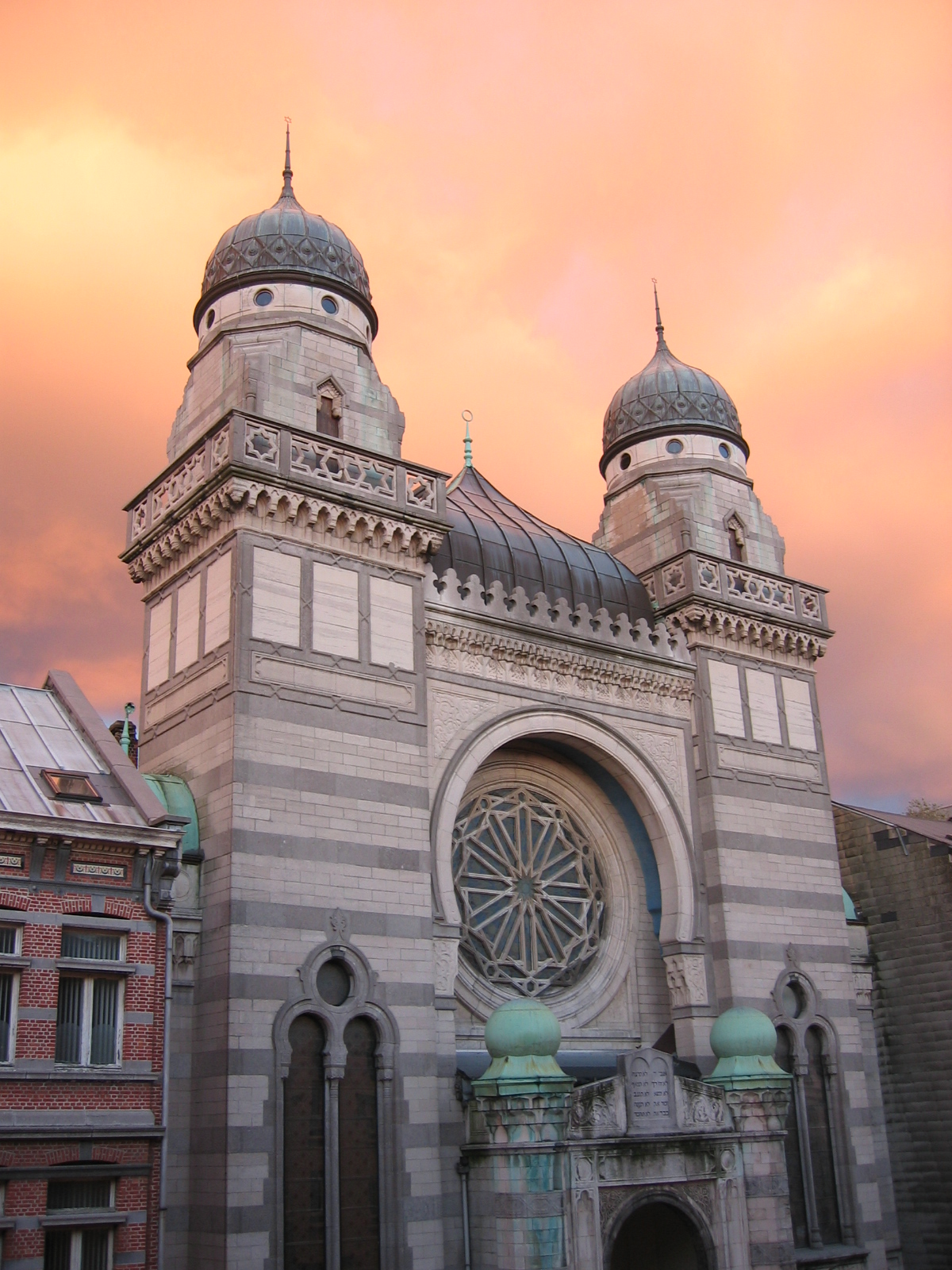
La synagogue hollandaise d'Anvers.
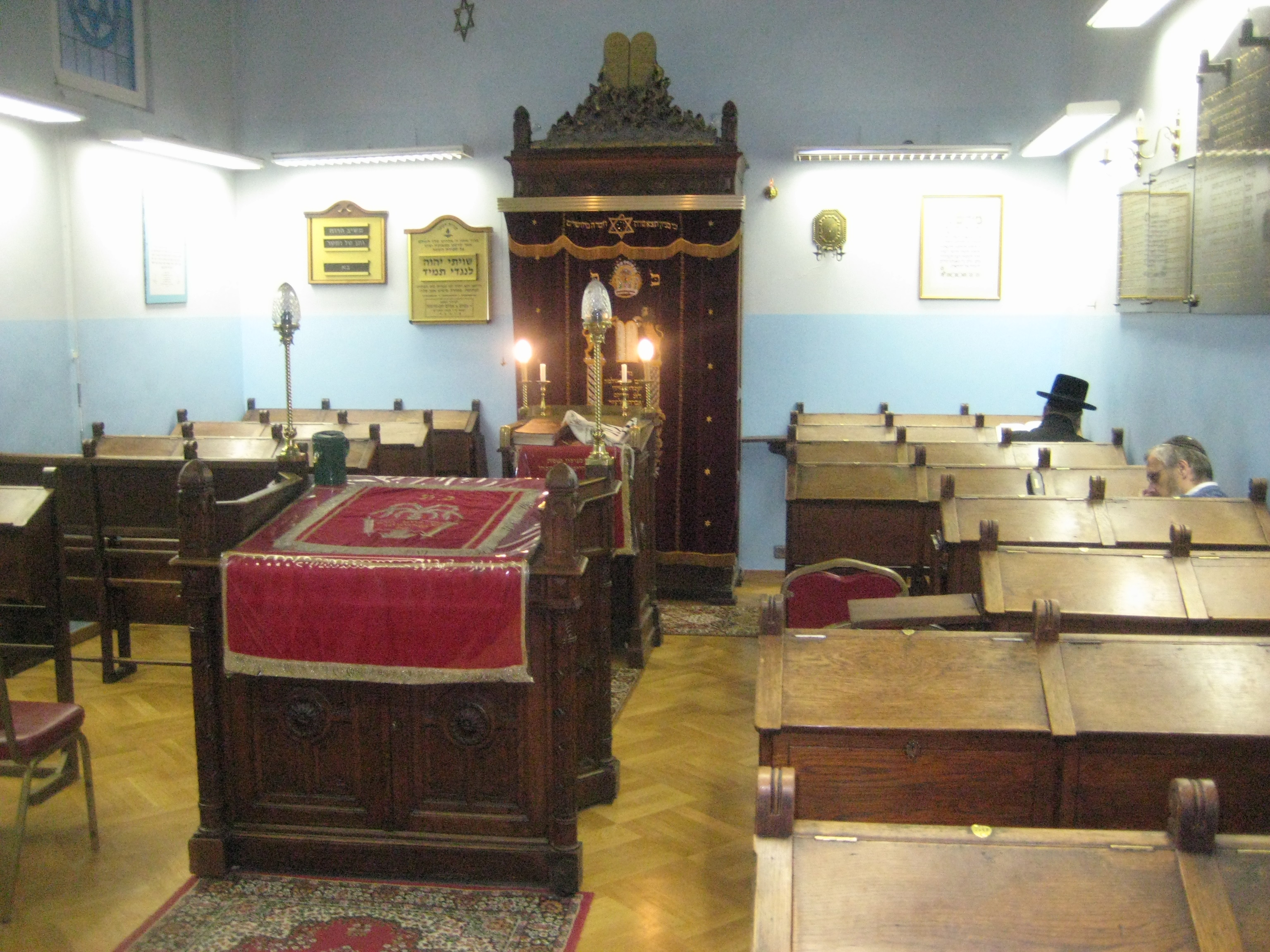
L'intérieur de la petite synagogue Eisenman, construite en 1907 à Anvers.
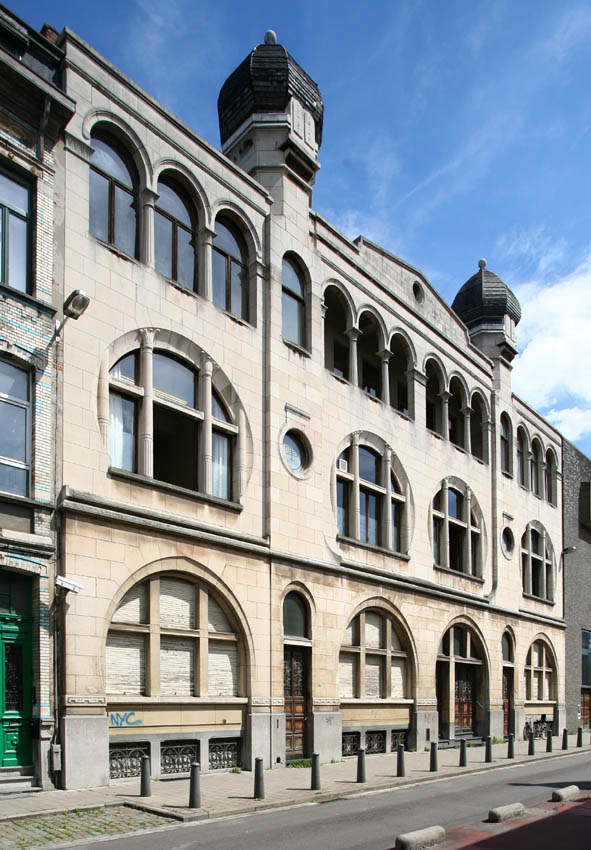
La synagogue Machsike Hadass d'Anvers.
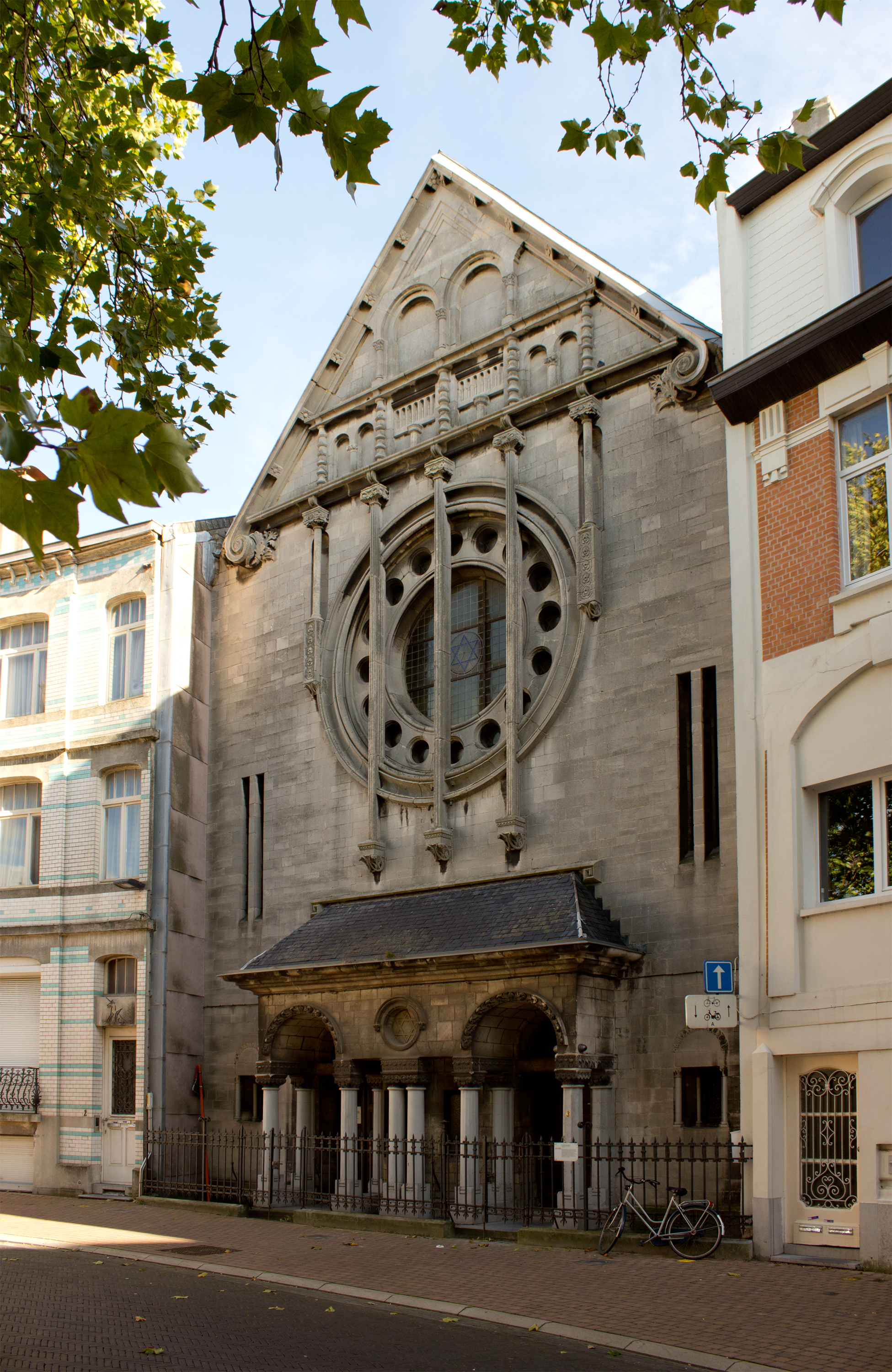
La synagogue d'Ostende.

### L'Allemagne et l'Empire austro-hongrois
Il ne reste souvent rien des centaines de synagogues allemandes construites au XIXe siècle. On peut toutefois visiter des synagogues virtuelles en se reportant au site de l'Université de Darmstadt.
L'Allemagne est le pays de la Haskala et c'est dans ce pays que l'architecture des synagogues en a d'abord été marquée. C'est probablement là qu'avaient été construites quelques-unes des plus remarquables synagogues.
Aujourd'hui, on peut encore voir une partie de la Nouvelle synagogue de Berlin où l'on reconnaît les bulbes germaniques déjà cités en Alsace. Elle fut inaugurée en 1866 en présence de Bismarck et pouvait contenir 3 000 personnes. Ayant subi des dommages durant la Nuit de Cristal puis un bombardement lors de la Seconde Guerre mondiale, elle fut en grande partie rasée par les autorités est-allemandes en 1958. Il en reste la façade sur la rue Oranienburg et la coupole recouverte de feuilles d'or. C'est de nos jours un centre communautaire juif.
La plus grande synagogue d'Allemagne, située Rykestrasse à Berlin, a quant à elle rouvert en septembre 2007. De style roman, elle avait été inaugurée en 1904 et avait échappé à l'incendie durant la Nuit de Cristal parce qu'elle était trop imbriquée dans le tissu urbain environnant.
La synagogue d'Essen datant de 1913 a elle été reconstruite à partir de ses ruines et est aujourd'hui un centre de conférences sous le nom d´ancienne synagogue d´Essen.
L'Autriche-Hongrie a connu un essor extraordinaire de sa communauté juive pendant le règne de l'empereur François-Joseph. De nombreuses personnalités, telles Sigmund Freud, Stefan Zweig ou Franz Kafka en sont issues, sans omettre Theodor Herzl dont le cercueil, avant son transfert en Israël en 1949, fut exposé dans la grande synagogue de Vienne. Celle-ci, seul témoin de la communauté juive de Vienne, fut construite en 1826 à condition de ne pas être vue de la rue.

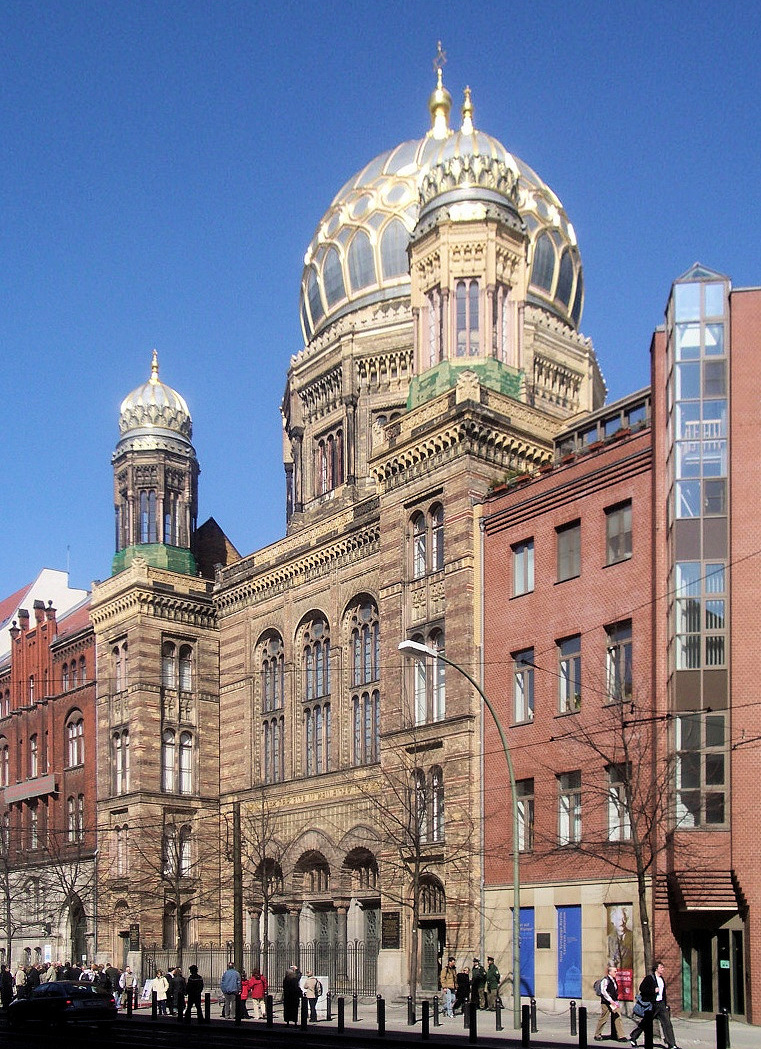
Nouvelle synagogue de Berlin.
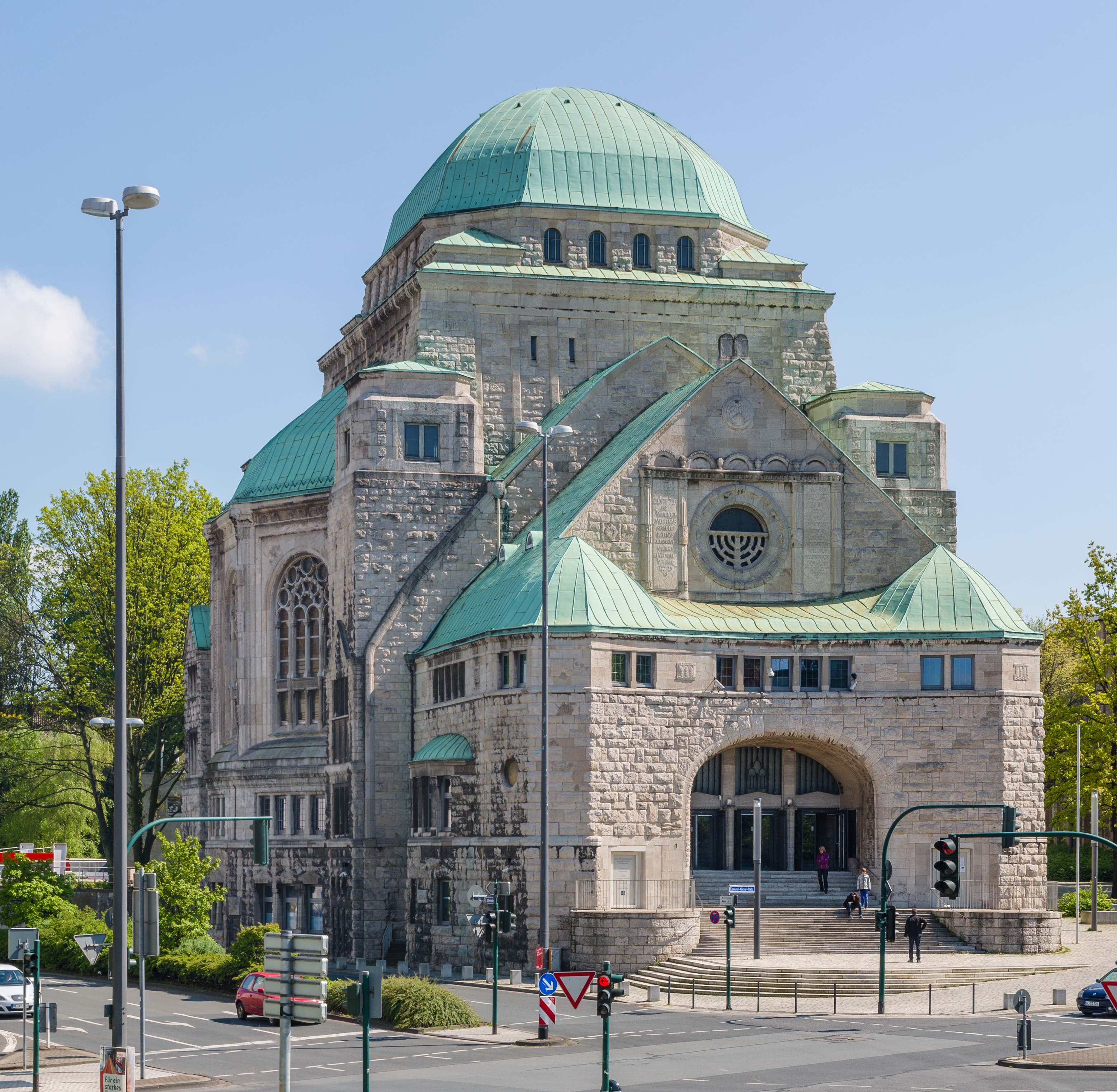
Vieille synagogue d'Essen.
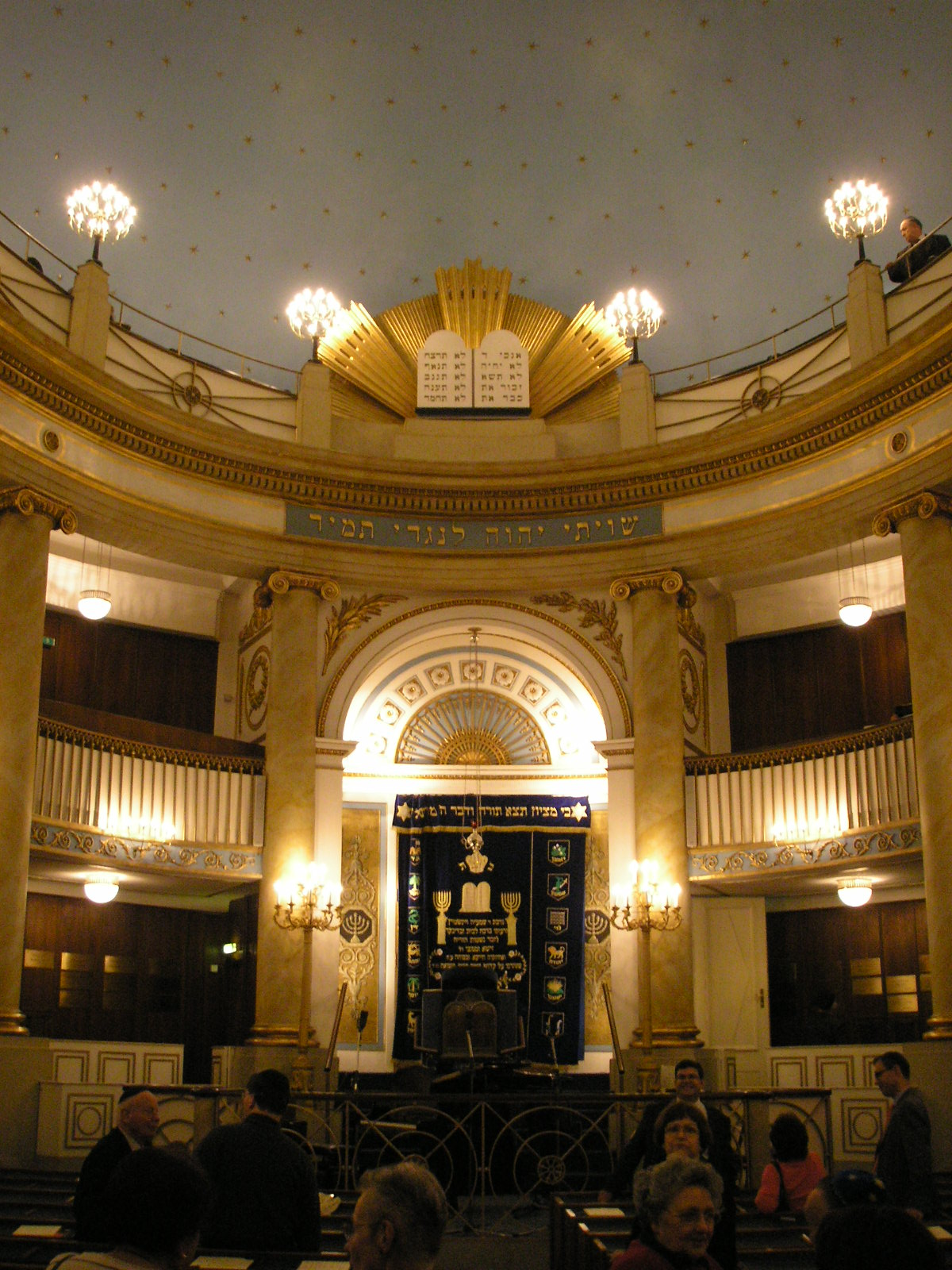
Intérieur du Stadttempel de Vienne.
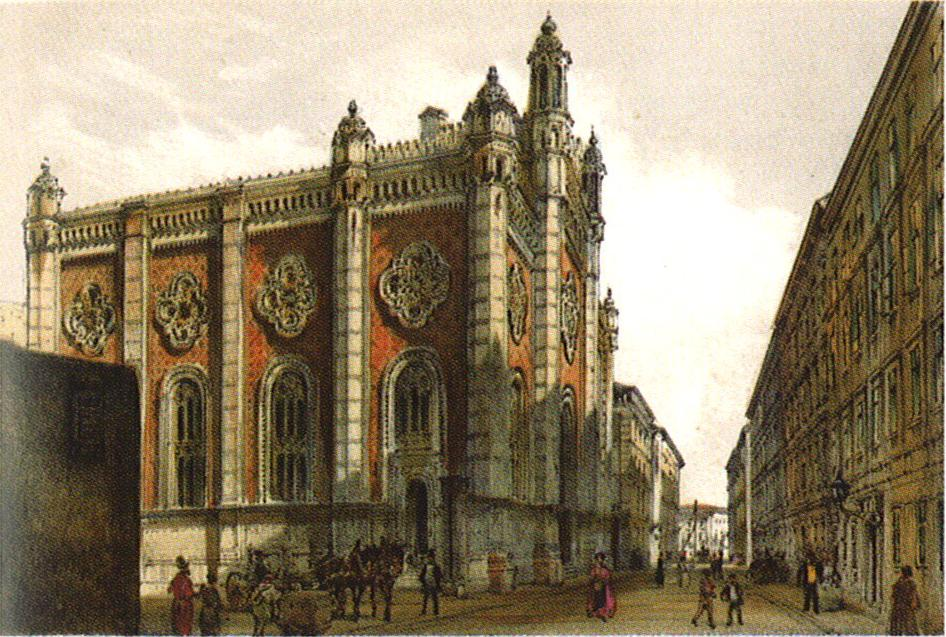
Leopoldstädter Tempel de Vienne en 1860.
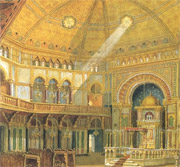
Intérieur de la Türkischer Tempel (aquarelle de 1890).

Les synagogues de l'empire reflètent cet essor. À Trieste, alors en Autriche-Hongrie, les architectes Ruggero et Arduino Berlam réalisent l'une des plus grandes synagogues européennes dans un style rappelant les églises syriennes datant de l'Empire romain. Mais c'est à Prague et Budapest que sont édifiées les synagogues les plus belles.

#### Tchéquie
S'il ne reste que quelques monuments rappelant les quartiers juifs de Varsovie, Cracovie, Łódź ou Vilnius (que certains avaient surnommée la Jérusalem de la Baltique), Prague présente la plus grande collection de monuments juifs subsistant en Europe. Ils sont pour la plupart dans le quartier central de Josefov. Avec le cimetière juif et l'hôtel de ville juif dont les aiguilles de l'horloge tournent à l'envers, on peut encore y voir la plus grande concentration de synagogues d'Europe. Outre les synagogues Vieille-Nouvelle, Pinkas et Klaus, Prague compte également la synagogue Espagnole et la synagogue Maisel.
La synagogue Espagnole n'a jamais été fréquentée par des Juifs venus d'Espagne. Elle ne doit son nom qu'à l'architecture et à la décoration intérieure hispano-mauresques inspirées des synagogues de Tolède, choisies par les architectes Ullmann, Baum et Munzberg dans les années 1890. Quant à la synagogue Maisel, elle a été édifiée en style gothique à la fin du XIXe siècle à partir des restes de la synagogue fondée par le maire et bienfaiteur du quartier juif pendant la Renaissance, Mordechai Maisel. Ces deux dernières synagogues font aujourd'hui partie du Musée juif de Prague et ne sont plus utilisées pour des services religieux.
Dans le quartier de Nové Město, dans la rue Jeruzalémská, se trouve la plus grande synagogue de Prague, l'extravagante synagogue du Jubilé aux décors intérieurs et extérieurs polychromes. Elle a été construite en 1906 par les architectes Wilhelm Stiassny et Frantisek Fröhlich et son style est un mélange d'Art nouveau et de style mauresque. Cette synagogue libérale où l'on peut toujours assister à des services devrait son nom au jubilé de l'empereur François-Joseph, témoignage de la volonté d'assimilation de la communauté juive praguoise au début du XXe siècle.

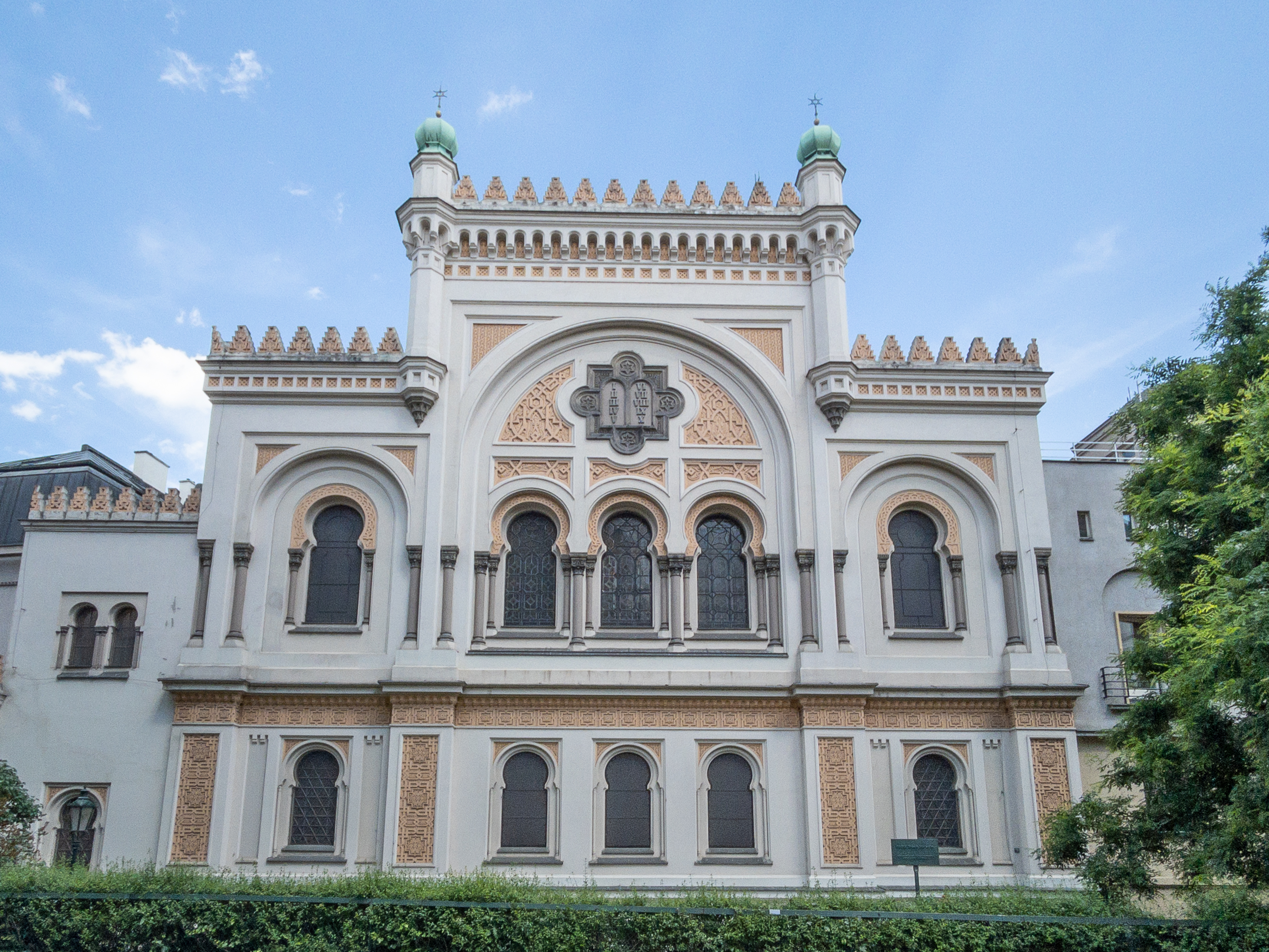
Synagogue Espagnole.
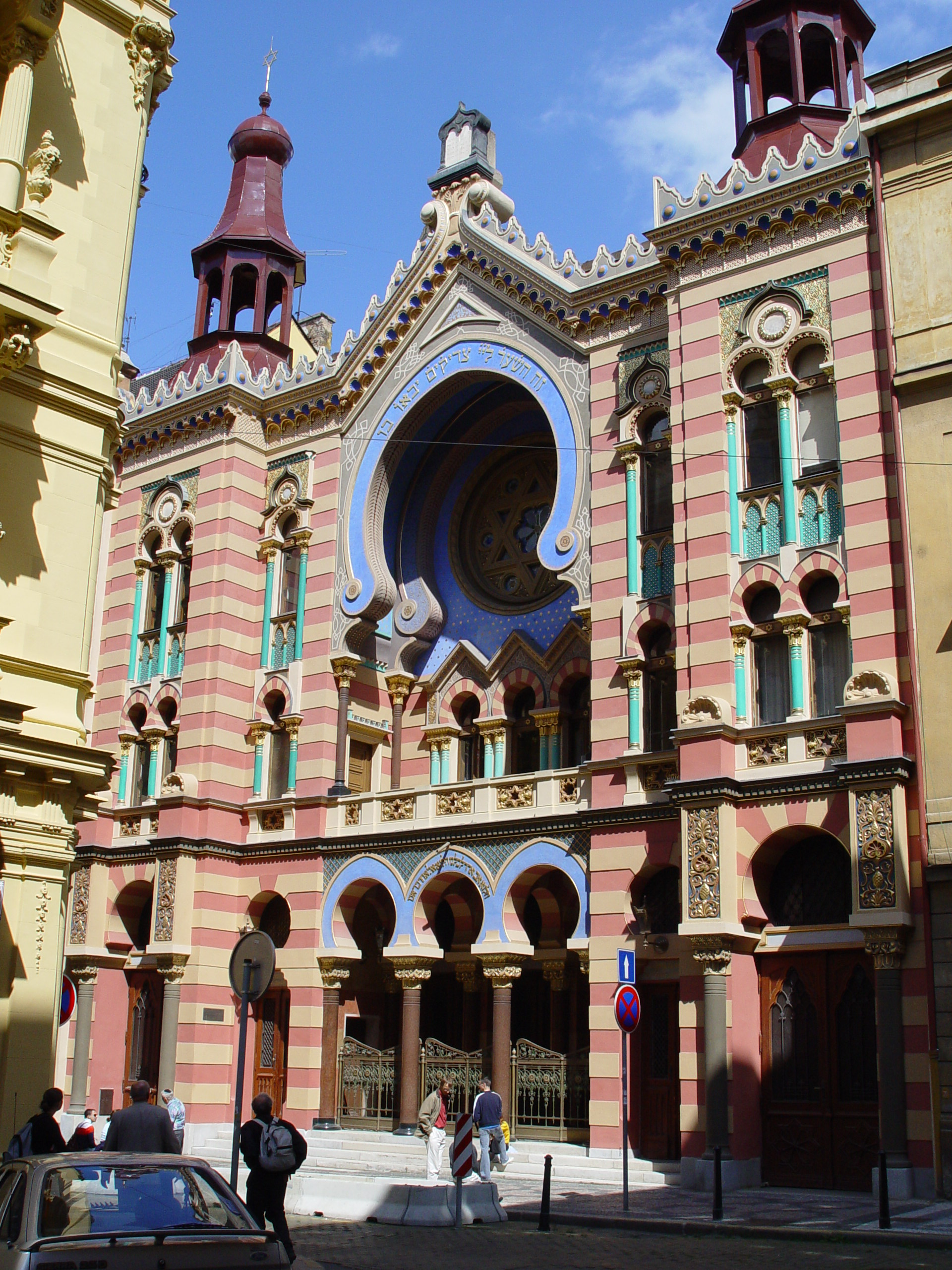
Synagogue du Jubilé.
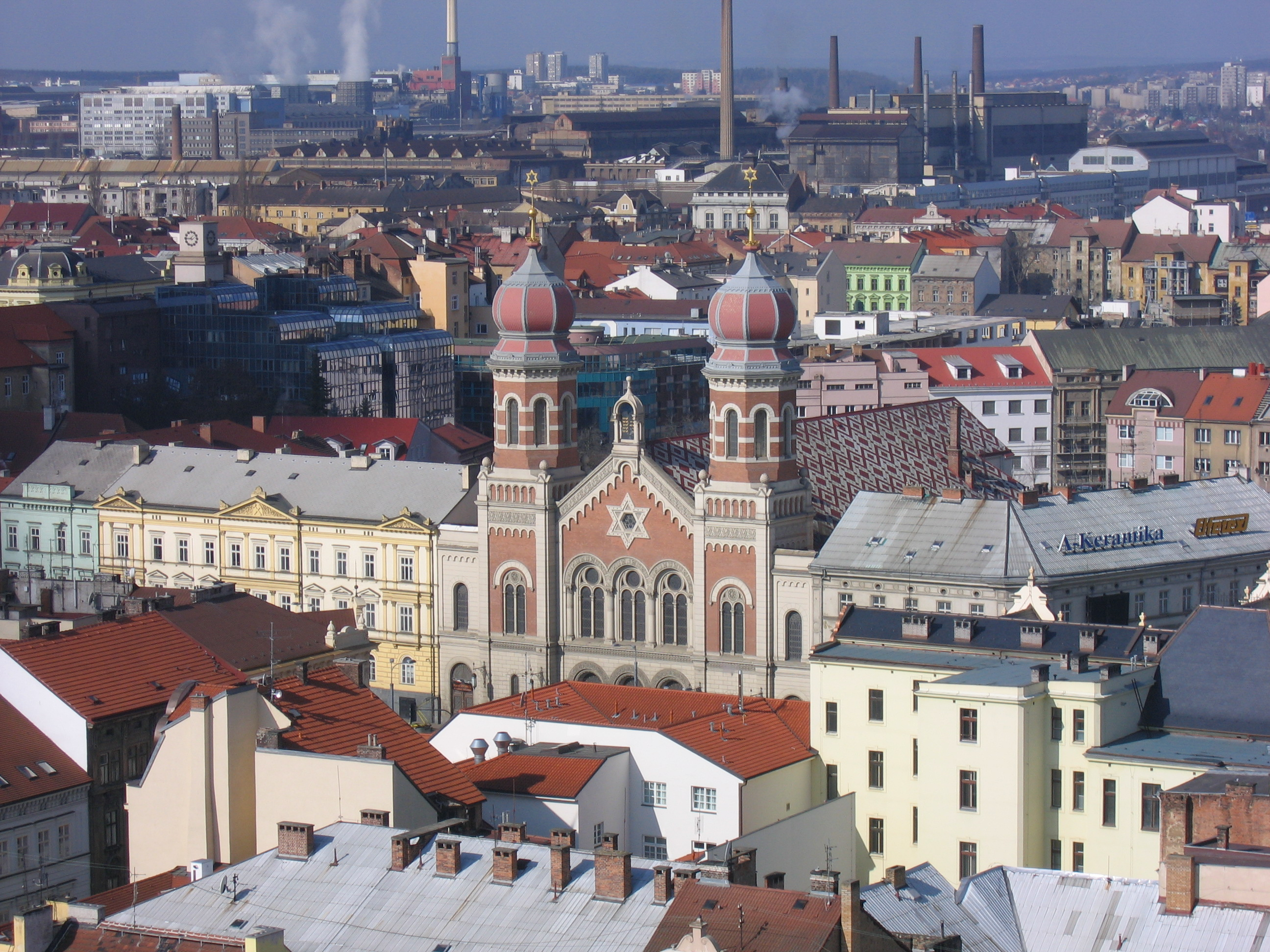
Grande synagogue de Pilsen, la seconde plus grande d'Europe.

#### Budapest et le royaume de Hongrie
Budapest a longtemps abrité une très grande communauté juive et c'est l'une des rares villes d'Europe centrale où cette communauté se compte encore en quelques dizaines de milliers de personnes. La grande synagogue de Budapest, rue Dohany, est des plus richement décorées et la plus grande d'Europe. Elle peut accueillir 3 000 fidèles. Elle a été construite de 1854 à 1859 dans ce style hispano-mauresque très en vogue pour les synagogues de cette époque. Elle a sa place dans l'histoire juive à deux titres : Theodor Herzl naquit dans une maison mitoyenne de la synagogue en 1860, comme l'atteste une plaque sur le mur de la synagogue ; en 1944, la synagogue était transformée par les nazis en un camp d'internement où Adolf Eichmann eut, dans la galerie des femmes, un de ses bureaux d'administrateur de la solution finale,. Le quartier alentour servit alors de ghetto.
Dans ce même quartier, rue Rumbach et rue Kazinczy, on trouve d'autres synagogues dont la restauration est en cours. Celle de la rue Rumbach dessinée par Otto Wagner offre une intéressante structure métallique. Quant à la synagogue du quartier Óbuda, remarquable bâtiment au style classique de 1821, longtemps un studio de télévision, elle a été réinaugurée le 5 septembre 2010 en présence de Zsolt Semjén, vice-premier ministre hongrois et de Yona Metzger, grand-rabbin ashkénaze d'Israël.
Quant à la synagogue de Subotica, aujourd'hui en Serbie, mais lors de sa construction en 1901 dans le royaume de Hongrie, c'est une remarquable synagogue de style Art nouveau.

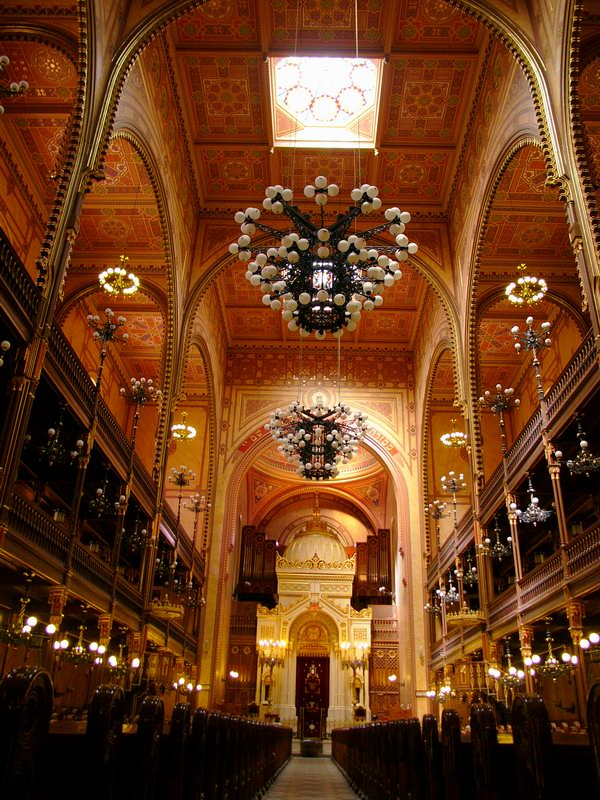
Intérieur de la grande Synagogue de Budapest.
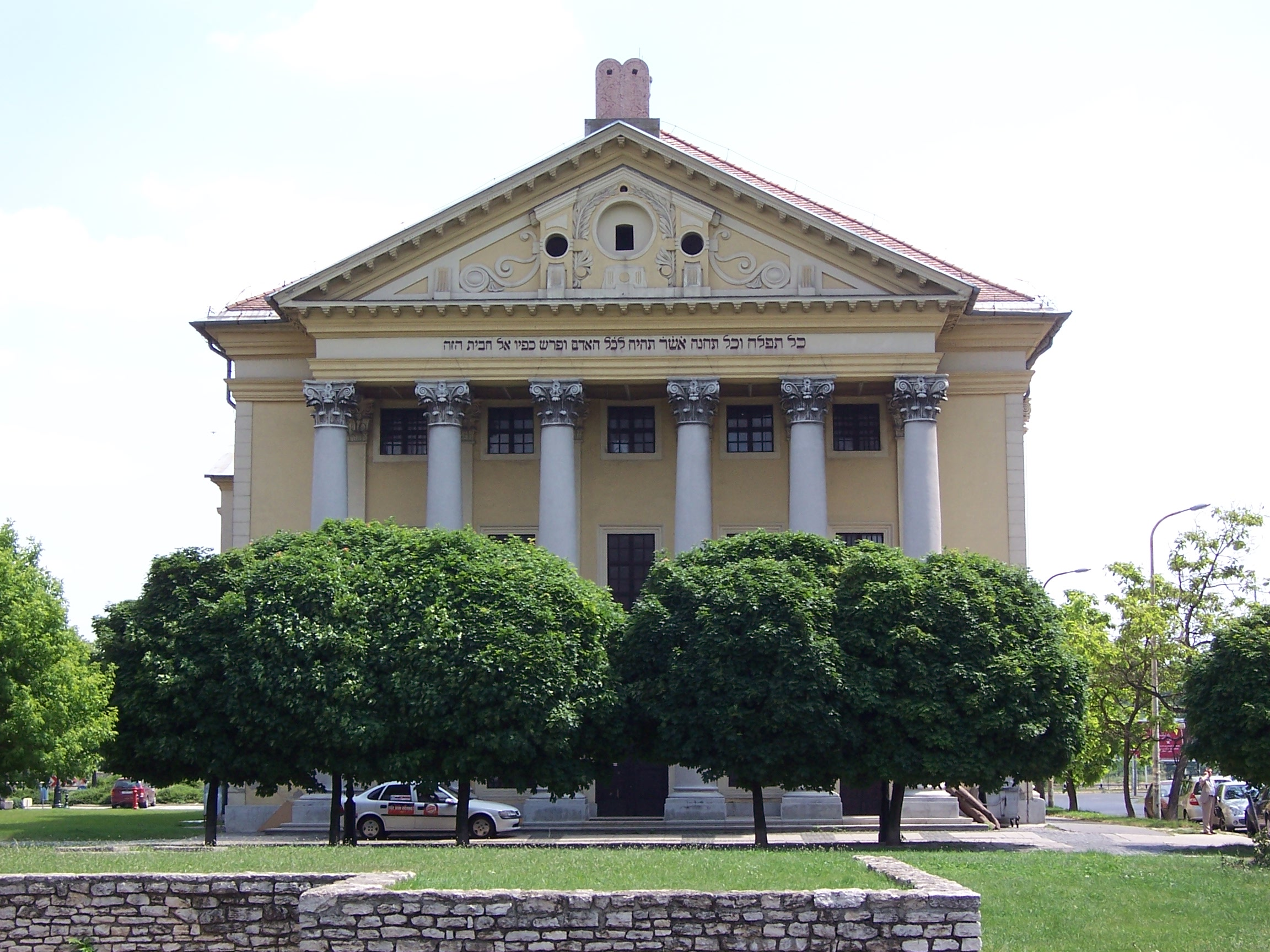
Synagogue d'Óbuda.
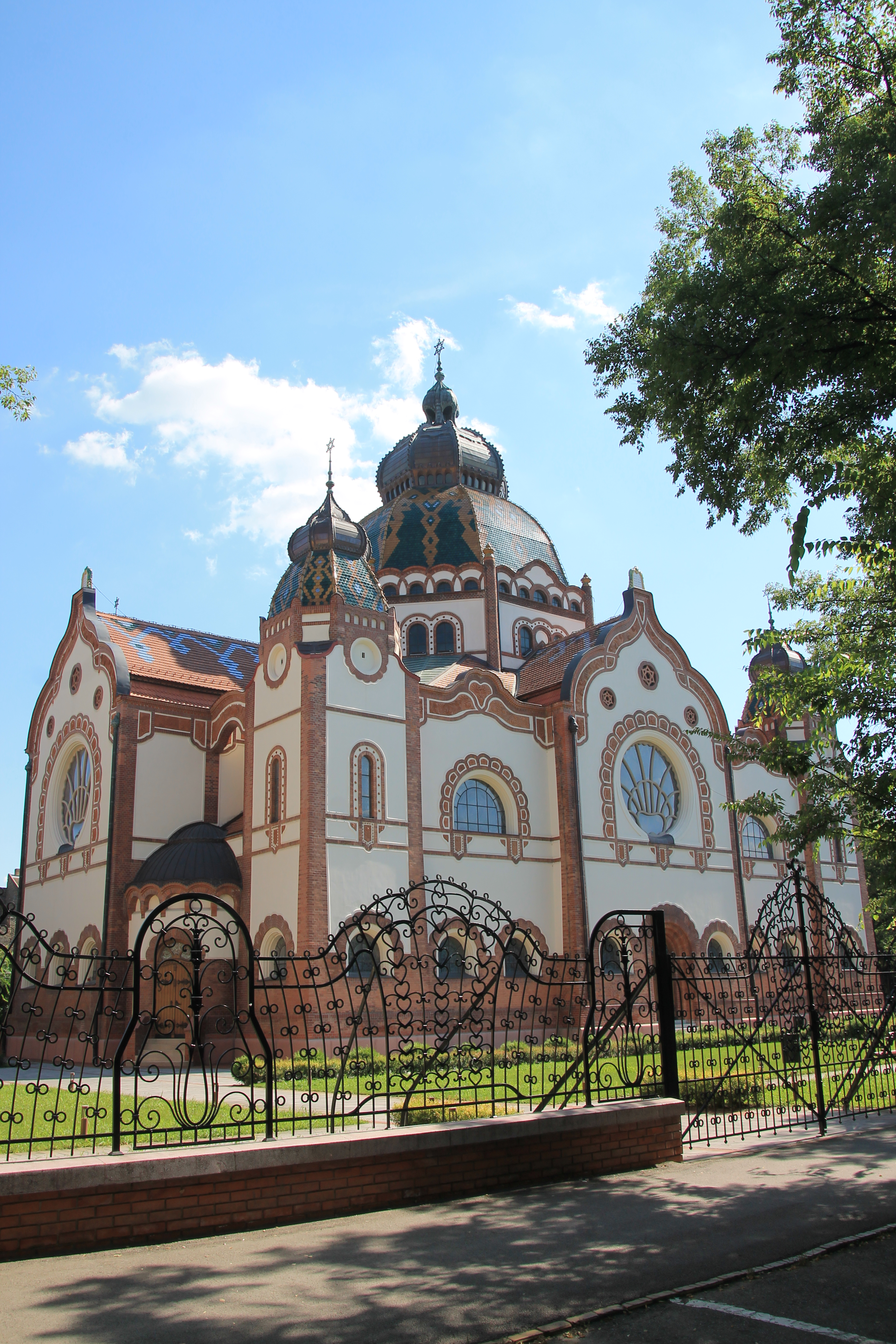
Synagogue de Subotica.

### Le Royaume-Uni et la Scandinavie

#### Royaume-Uni
La synagogue West-End à côté du Parc de Kensington (métro Baywater) à Londres, construite en 1879, reste la plus grande synagogue britannique. Des autres synagogues britanniques de cette période, on peut en mentionner deux : la synagogue sur Princes Road à Liverpool, achevée en 1874 dans le style néo-mauresque et la synagogue de Garnethill à Glasgow, la plus vieille d'Écosse, achevée en 1881 dans le style néo-roman.

#### Scandinavie
La grande synagogue de Copenhague, construite en 1833, est une des rares synagogues de cette période à utiliser des éléments égyptiens pour ses colonnes, son toit et sa corniche surplombant l'arche. La synagogue de Stockholm, construite en 1870, remplaçait une synagogue plus ancienne, utilisée de 1790 à 1870.

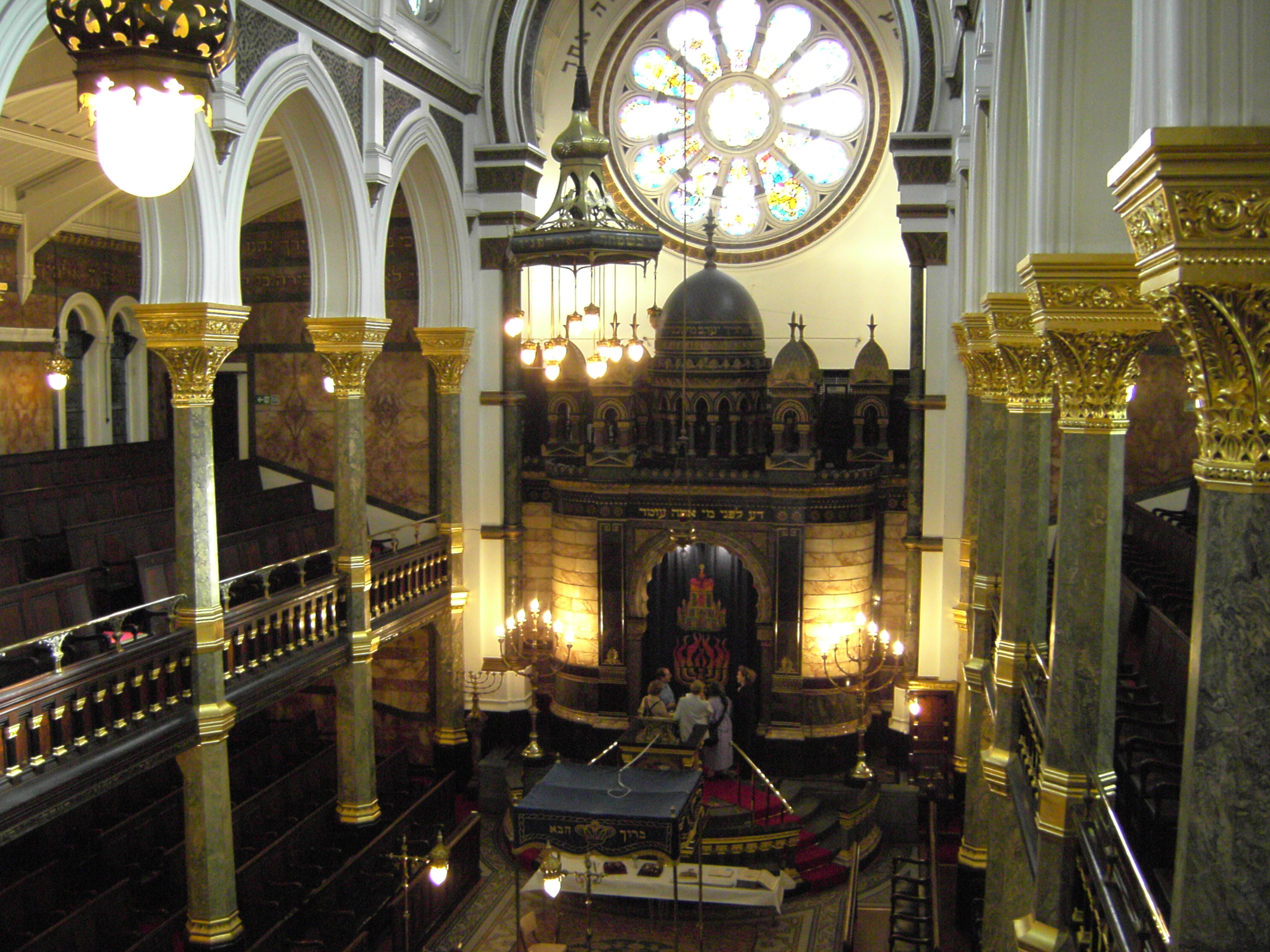
Intérieur de la Nouvelle synagogue de West-End à Londres.
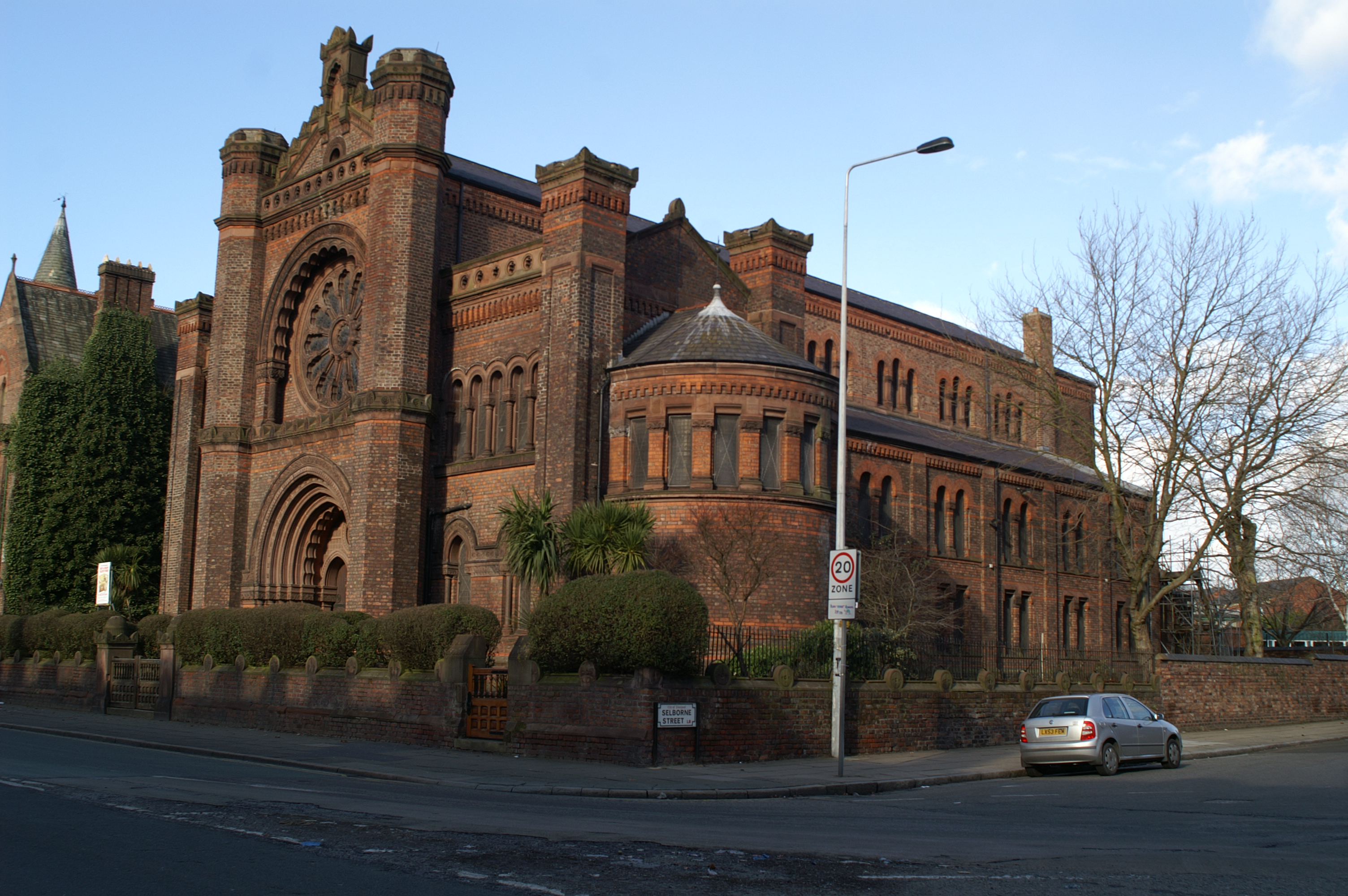
La synagogue de Princes Road, Liverpool.
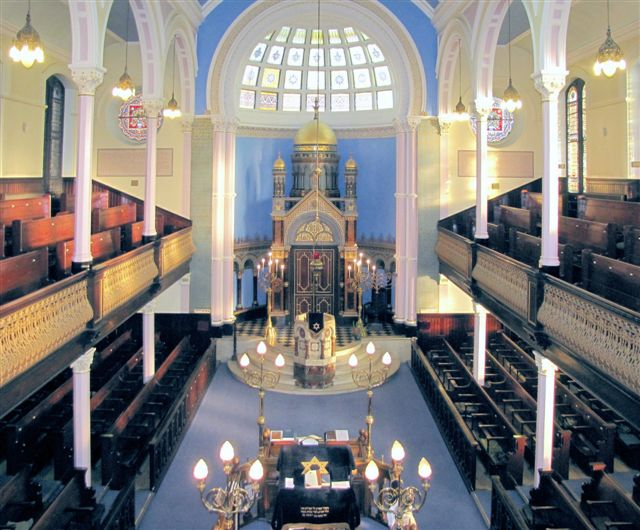
Intérieur de la synagogue de Garnethill à Glasgow.
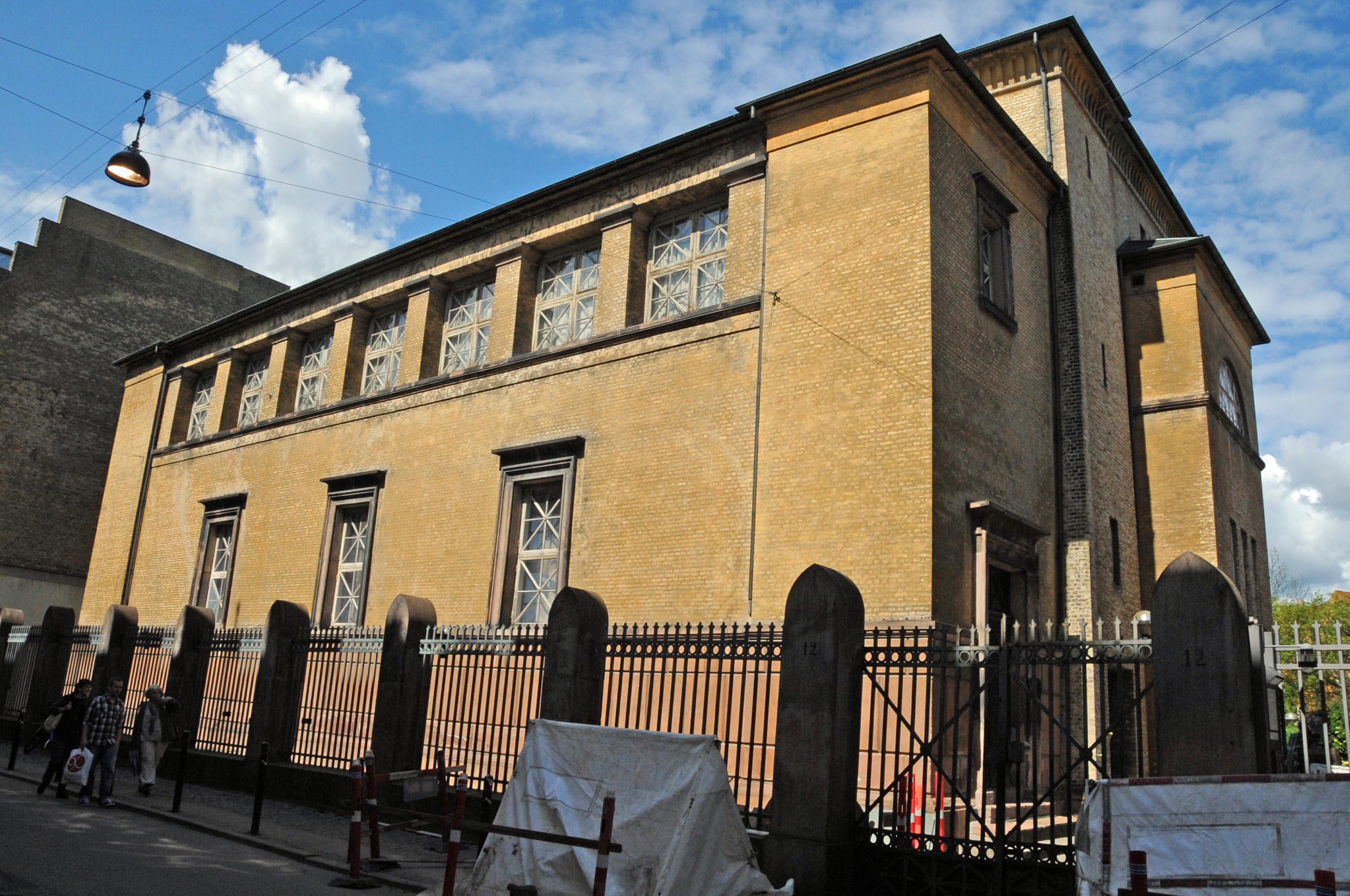
Grande Synagogue de Copenhague.
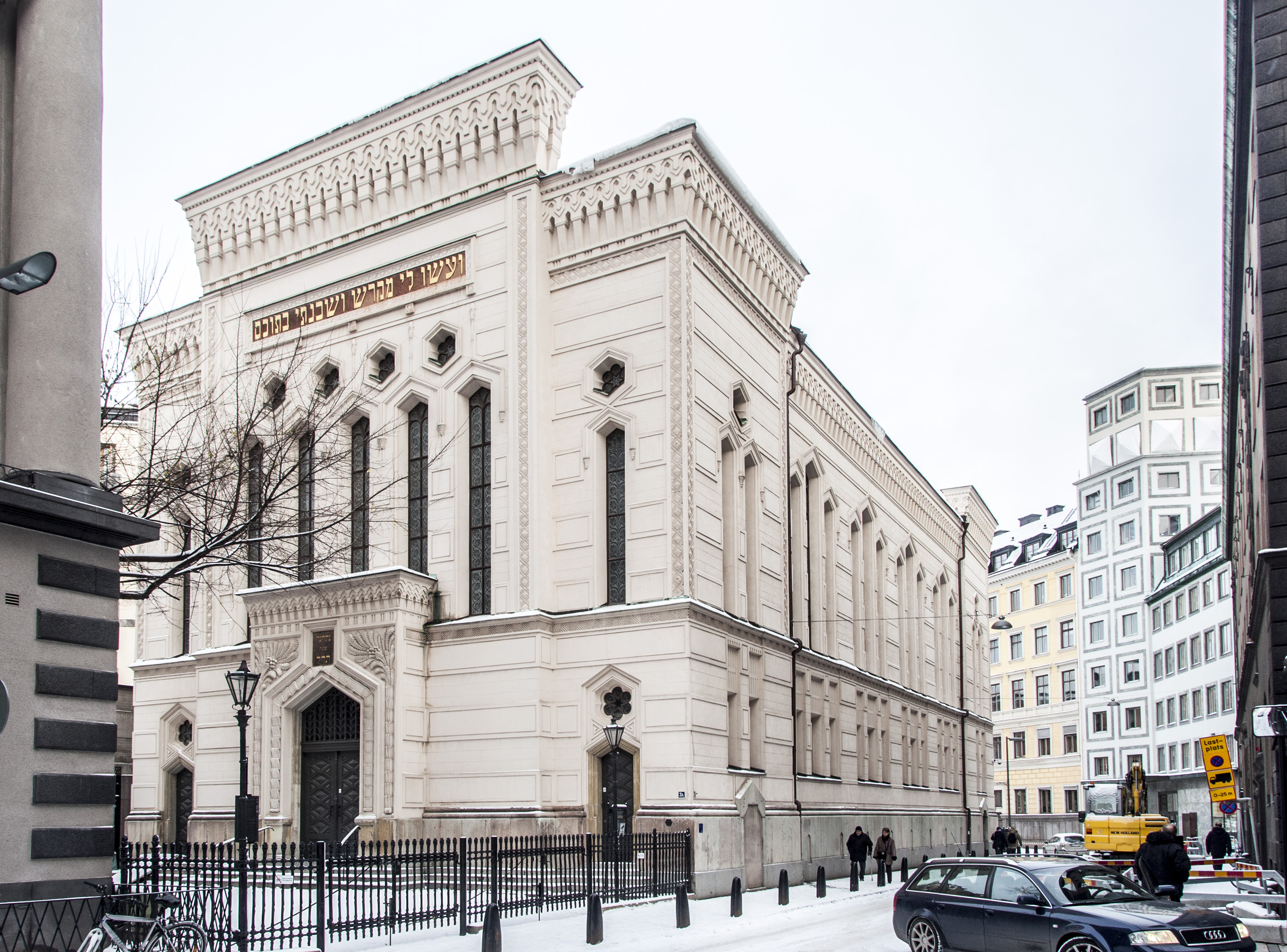
Synagogue de Stockholm.

### Les synagogues d'Afrique du nord
Les Juifs ont toujours habité les différentes régions d'Afrique du Nord bien avant que les Arabes n'en fassent la conquête, comme en témoignent les écrits d'Augustin ou l'histoire de la Kahena. Ils ont prié dans des synagogues. Toutefois, leur statut de dhimmis leur interdisait de construire des bâtiments tant soit peu importants. La situation change quand les puissances européennes commencent à dominer le Maghreb au XIXe siècle. L'œuvre de l'Alliance israélite universelle d'une part et d'autre part le décret Crémieux en Algérie permettent aux Juifs de ces pays d'acquérir un nouveau statut social.
La tradition veut que la plus vieille synagogue du monde datant de l'exil suivant la destruction du premier Temple soit la Ghriba dans l'île de Djerba qui est toujours en service. En tout état de cause, la Ghriba est attestée depuis au moins le XVIe siècle, mais le bâtiment actuel ne date que du XIXe siècle. D'autres synagogues subsistent en Tunisie ; celle de Zarzis, édifiée au début du XXe siècle, a été détruite par un incendie suspect en 1983, mais a depuis été reconstruite à l'identique ; celle de Tunis a quant à elle été inaugurée juste avant la Seconde Guerre mondiale.
En Algérie, les Juifs deviennent citoyens français en 1870 de par le décret Crémieux. Le Consistoire algérien créé par le gouvernement français avait déjà pris en charge l'administration du judaïsme algérien tout en se heurtant aux propriétaires des petites synagogues ou oratoires existant depuis bien avant la conquête française. Une vingtaine de synagogues sont construites de 1845 à 1905. Si la synagogue du marché Randon à Alger construite en 1865 était inspirée du style des mosquées, celle d'Oran inaugurée en 1918 après 38 ans de travaux ou celles de Constantine ou de Mostaganem (1857), sont dans la tradition monumentale des synagogues consistoriales de métropole.
Si quelques synagogues de Tunisie sont encore ouvertes au culte de nos jours, celles d'Algérie sont pour certaines transformées en mosquées. Celle de Mostaganem était une menuiserie en 2004. À Batna, la synagogue la plus ancienne est aujourd'hui un local d’alphabétisation, où des inscriptions en hébreu ont été conservées; la plus récente (milieu du XXe siècle) est un dépôt de livres scolaires.
En Égypte, au Caire et à Alexandrie, les synagogues sont également nombreuses. On pourra citer au Caire la synagogue, toujours ouverte, des Portes du Ciel (Chaar Hachamaïm ou en hébreu שער אשמים). Inaugurée en 1899 son style est, selon Sir Ronald Storrs, « pharaonique ».

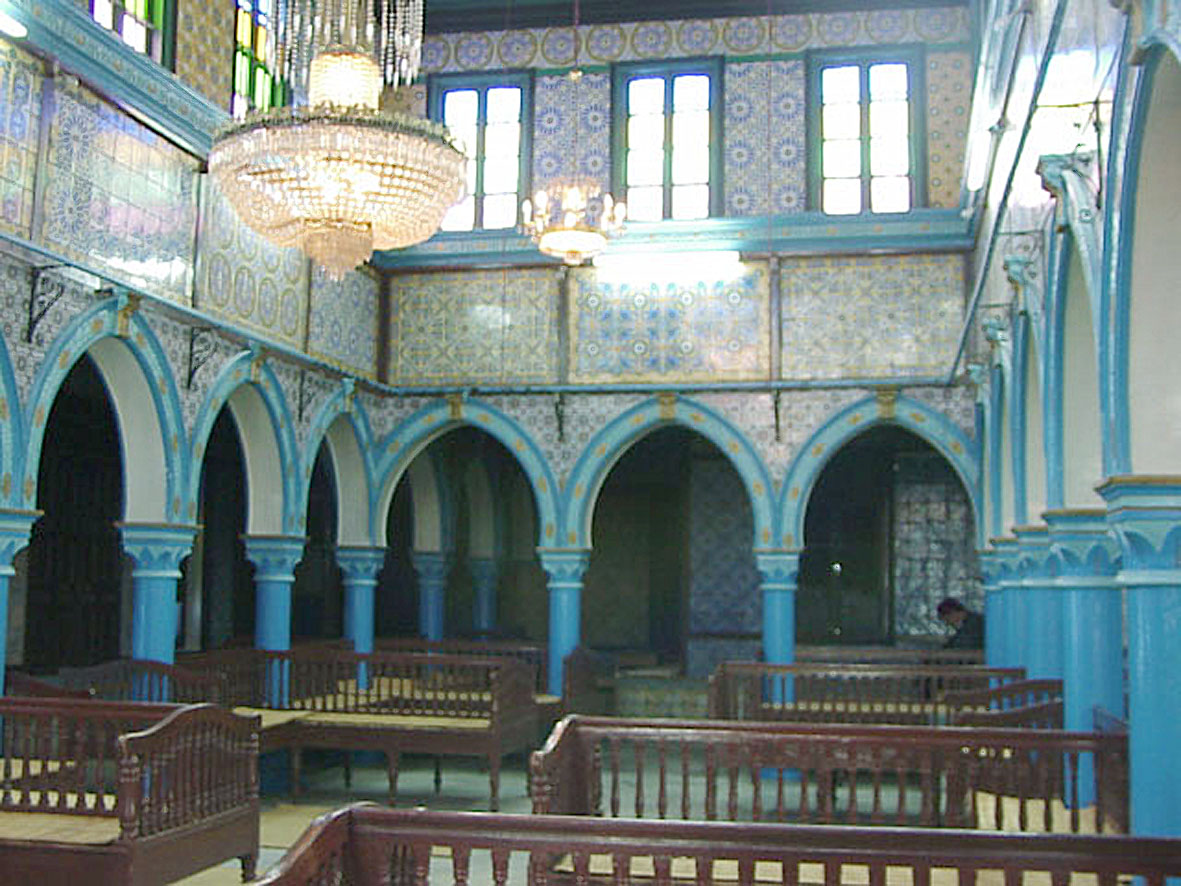
Intérieur de la synagogue de la Ghriba à Djerba en Tunisie.
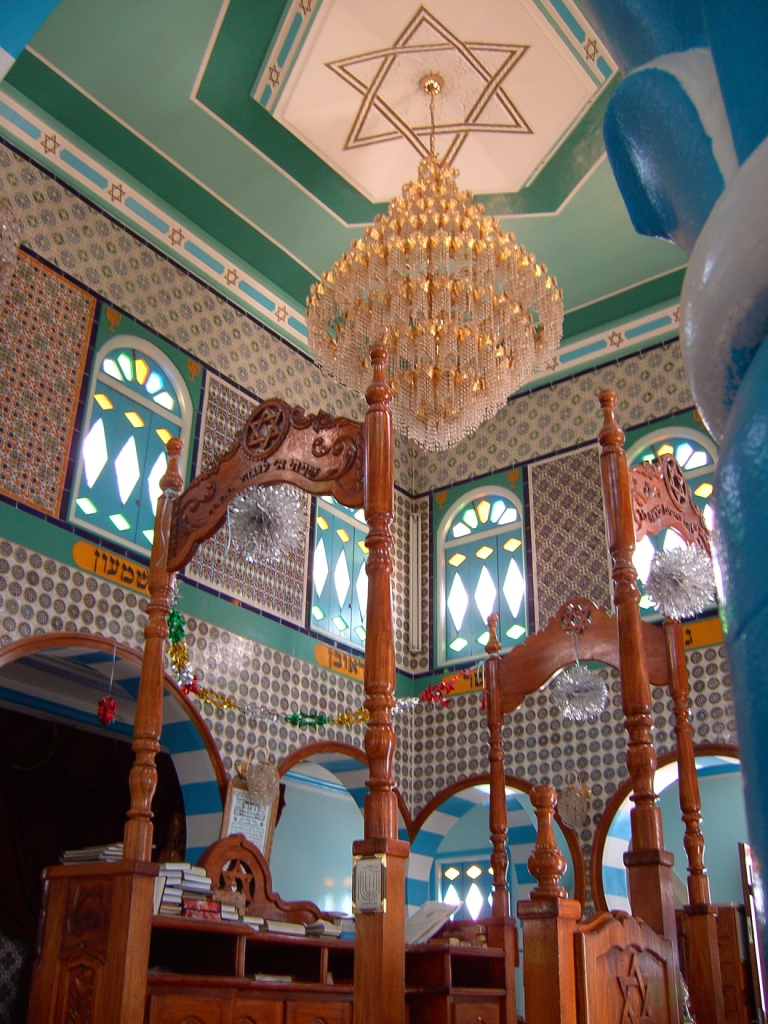
Intérieur de la synagogue de Zarzis, Tunisie.
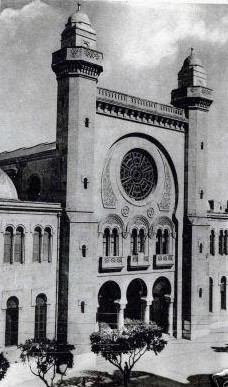
Grande synagogue d'Oran.
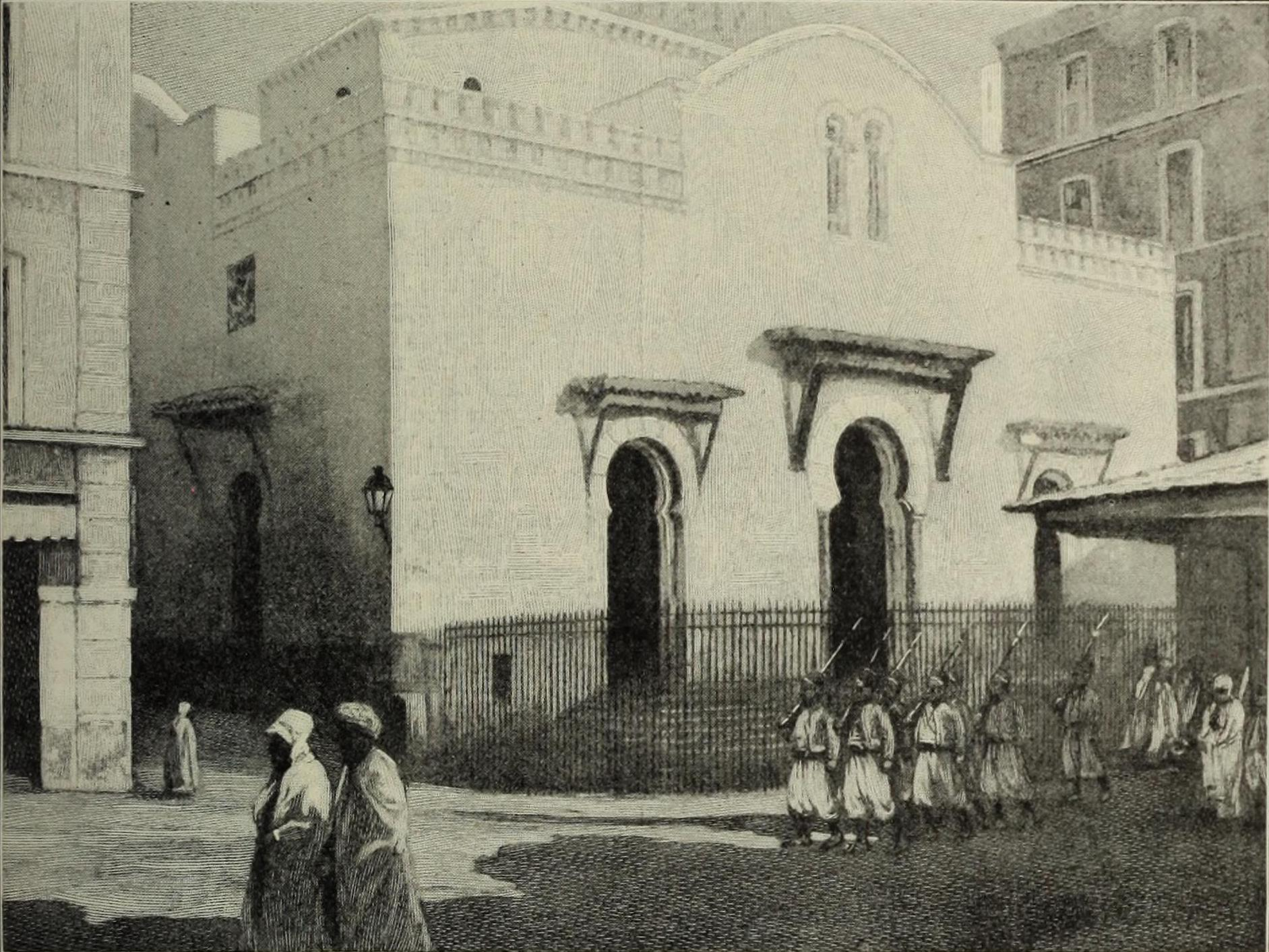
Synagogue du marché Randon à Alger.
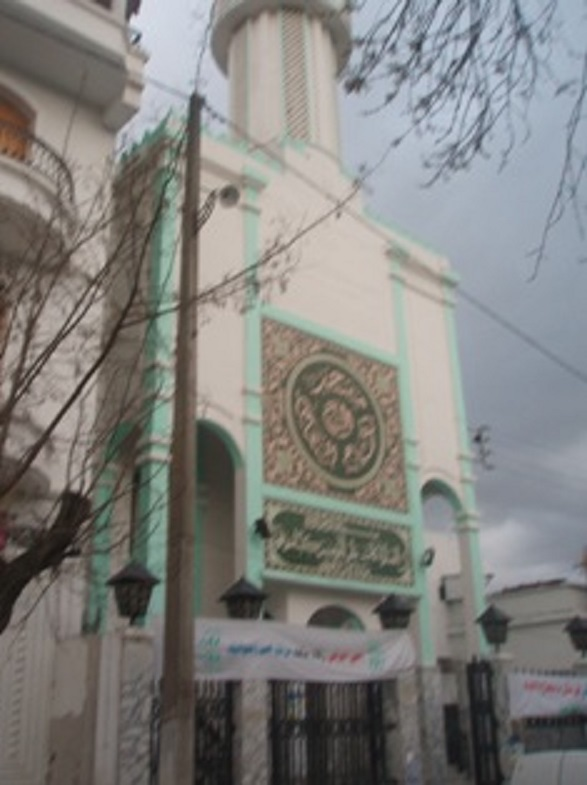
Ancienne synagogue de Sidi Mabrouk, Constantine, maintenant mosquée, 2012.
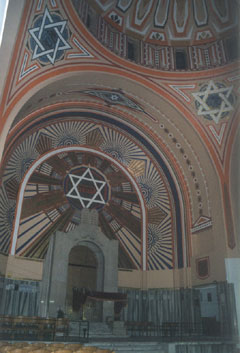
Intérieur de la Grande synagogue de Tunis, Tunisie.

### Les synagogues en Palestine ottomane puis mandataire
La Palestine reste administrée par l'Empire ottoman jusqu'en 1917 quand elle passe sous le contrôle des Britanniques qui reçoivent, en 1920, mandat de l'administrer de la part de la Société des Nations. Les Juifs y disposent depuis longtemps comme on l'a vu de synagogues à Jérusalem, Safed, Hébron et Tibériade. En 1872, des Hassidim aidés par l'empereur François-Joseph d'Autriche inaugurent la nouvelle synagogue Tiferet Israel qui va s'élever au-dessus des toits de la vieille ville jusqu'à la guerre d'indépendance d'Israël en 1948, où elle sera détruite. Les Juifs ont commencé à émigrer d'Europe vers la Palestine dans les années 1880 dès avant la formalisation du mouvement sioniste par Theodor Herzl. En règle générale, ils n'étaient guère religieux et construire des synagogues n'était pas leur premier souci. C'est donc dans les villages administrés et financés par Edmond de Rothschild, dont les idées étaient très différentes de celles des autres « sionistes » comme Léon Pinsker, que sont élevées en 1885 à Rishon LeZion et en 1886 à Zihron Yaakov les premières synagogues du nouveau yichouv.
Des synagogues urbaines modernes n'apparaissent qu'avec les premières nouvelles villes ou quartiers juifs. À Gedera la première synagogue, orthodoxe, est construite en 1912, la grande synagogue de Tel-Aviv, de style byzantin en 1926 et la synagogue Yechouroun de Jérusalem en 1936 sous l'impulsion du rabbin Abraham Isaac Kook.

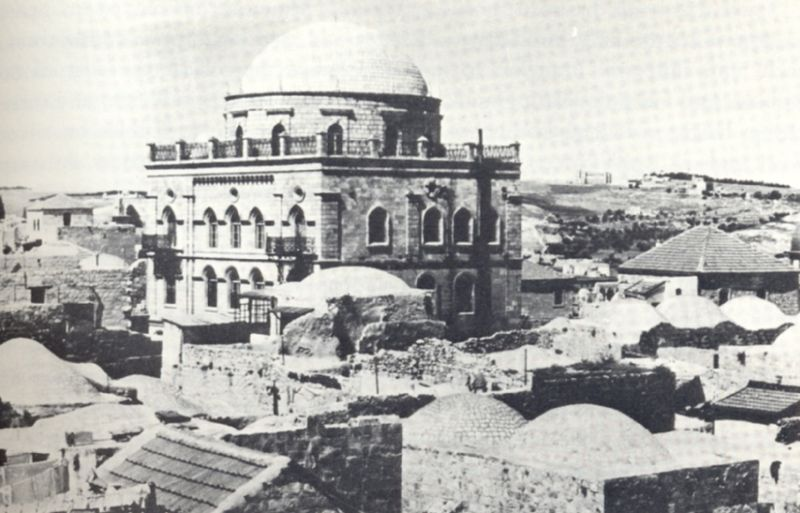
Synagogue Tiferet Israel de Jérusalem (vue prise vers 1940).
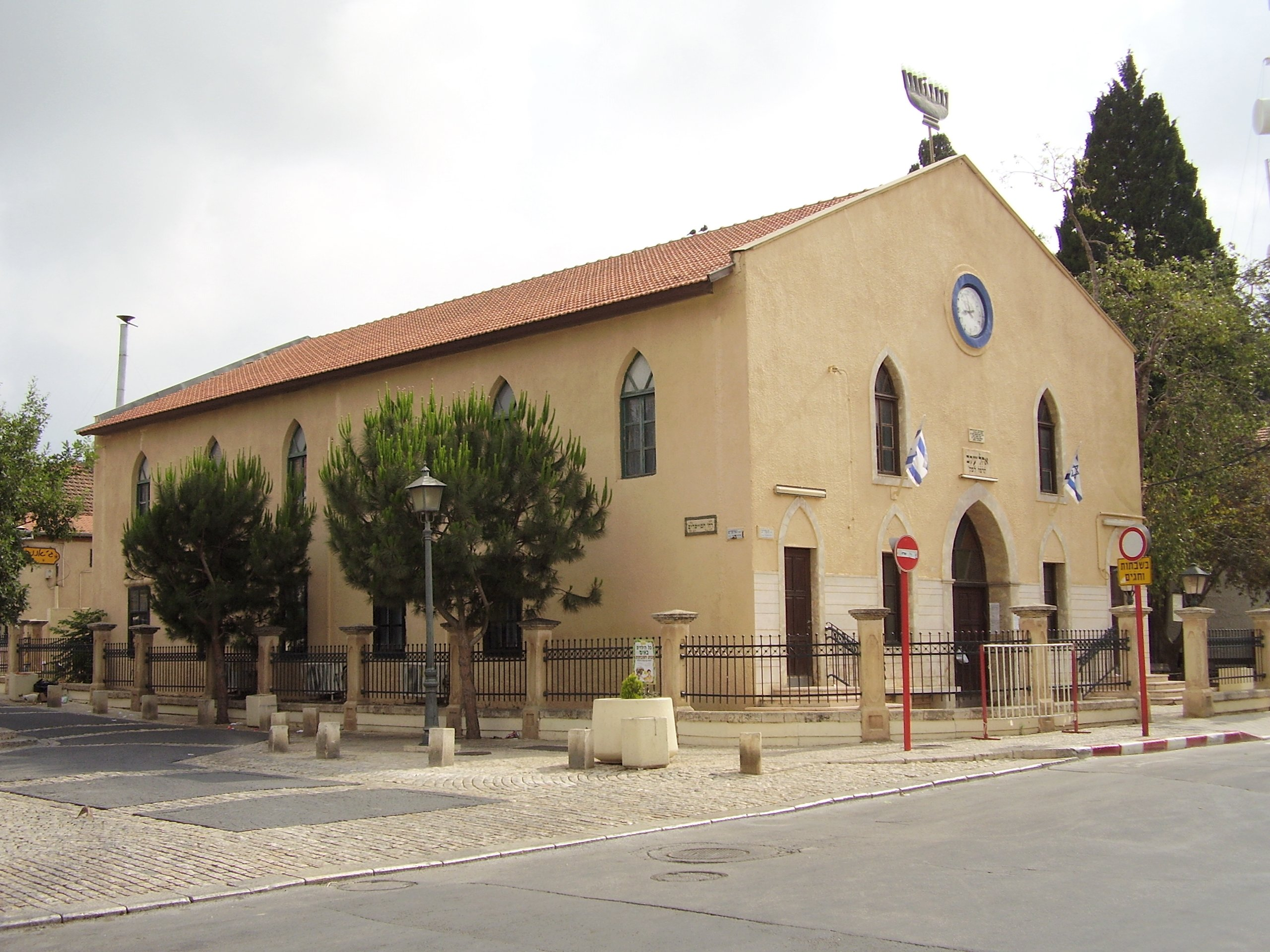
Synagogue de Zihron Yaakov, Israël.
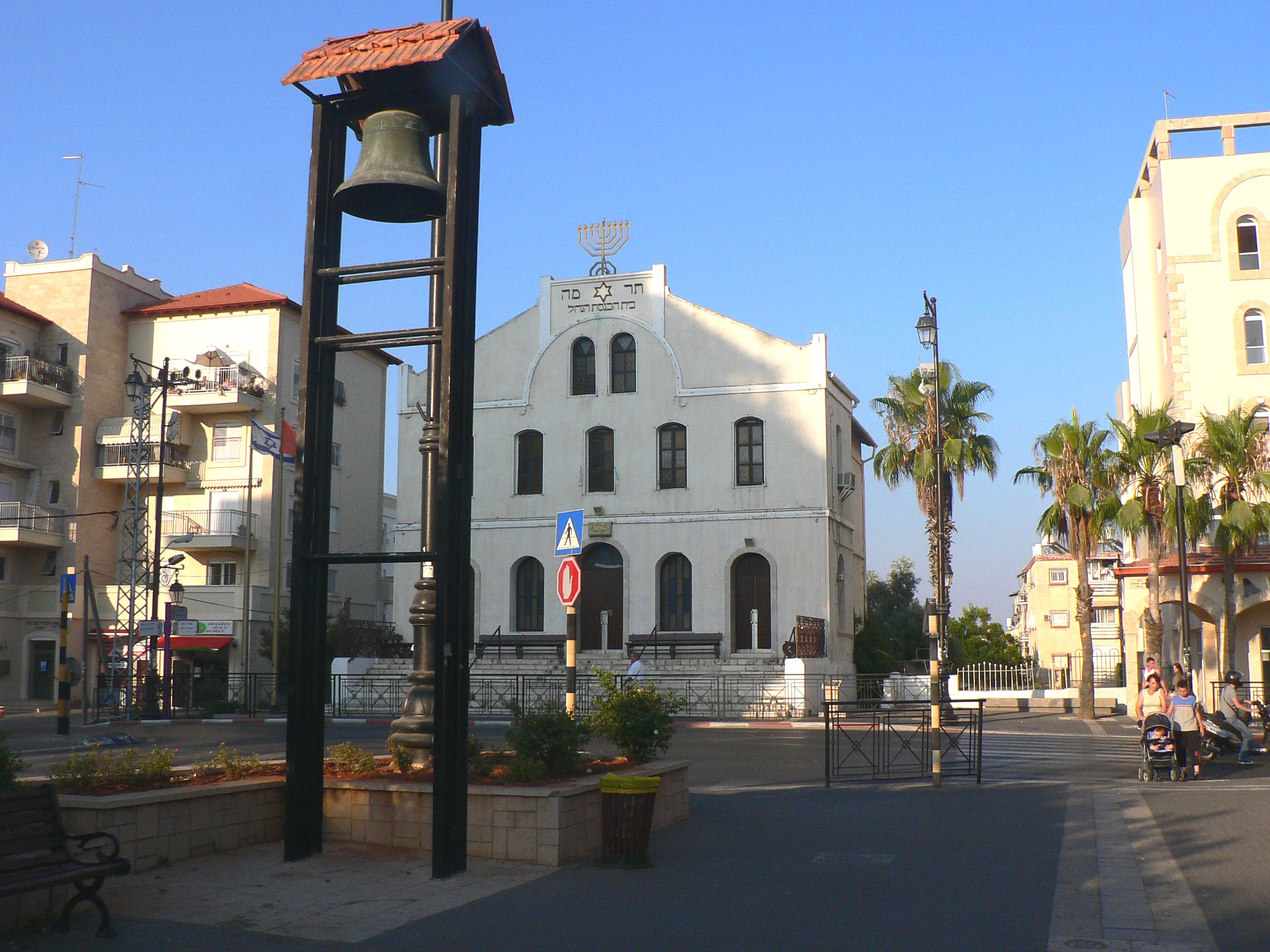
Synagogue de Rishon LeZion.

### Les synagogues aux États-Unis

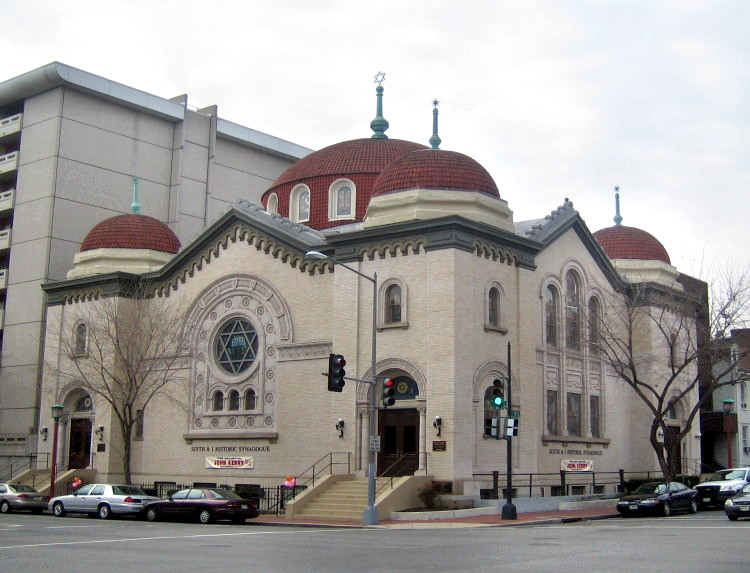
Synagogue Historique Sixth & I néo-byzantine (Washington)

Le judaïsme y rencontre une situation exceptionnellement favorable. La liberté de conscience y est proclamée et effective. L'Église ou plutôt les Églises y sont séparées de l'État. Le christianisme est dominant, mais divisé en tant d'obédiences que le judaïsme y représente un groupe religieux qui sera au XXe siècle comparable, en nombre de fidèles, à de nombreux autres.
Or, le développement des transports d'une part, mais surtout l'évolution de la situation en Europe orientale et particulièrement dans l'empire russe où les pogroms sont courants, vont favoriser une forte émigration juive d'Europe vers les États-Unis. Les synagogues vont donc y devenir de plus en plus nombreuses, au fur et à mesure que les Juifs se disperseront dans tout le pays.
Aux États-Unis, les terrains sont peu coûteux et les Juifs n'ont plus peur de heurter la sensibilité de leurs voisins en construisant trop grand. De plus, le judaïsme réformé y rencontre un grand succès. Tout cela va favoriser l'édification de grandes synagogues souvent semblables à des églises. Le style gothique trop associé en Europe à celui des églises y sera plus utilisé comme à Anshe Chesed à New York (datant de 1849) ou à Savannah (Géorgie) (1878). On voit des synagogues se transformer en églises comme dans la 6e rue Est de New York lorsque les Juifs émigrent vers d'autres quartiers et inversement la communauté juive racheter des églises comme dans le cas de la synagogue Bialystoker qui occupe une ancienne église méthodiste datant de 1826. De nombreuses synagogues seront construites également en style néo-classique comme la synagogue de Charleston qui date de 1840 ou the Temple à Atlanta à l'imitation de la capitale Washington ou, comme en Europe, en style byzantin, comme la synagogue de Wilshire Boulevard à Los Angeles.
Si les synagogues orthodoxes sont le plus souvent petites, quelques synagogues sont plus monumentales, telles la Central Synagogue à New York (1872) qui imite la Grande synagogue de Budapest ou surtout le Temple Emanu-El réformé, œuvre de Robert D. Kohn datant de 1929. Ce fut jusqu'à récemment la plus grande synagogue du monde.
À Washington, la synagogue Historique Sixth & I de la communauté Adas Israël est élevée de 1906 à 1908 en style néo-byzantin. Elle aura une vie mouvementée, devenant une église dans les années 1950 pour redevenir une synagogue au début du XXIe siècle et recevoir la visite du président Bush.

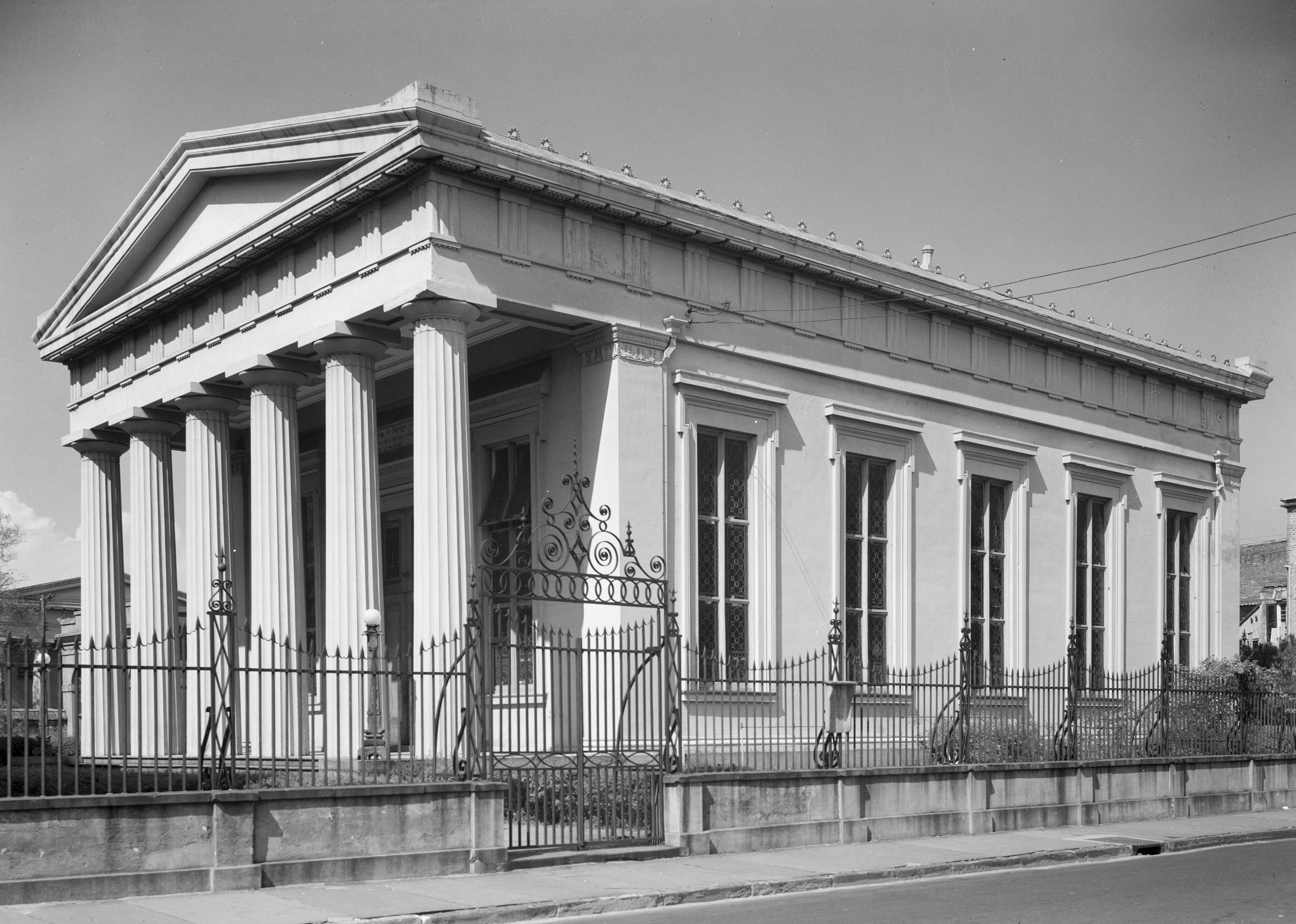
Synagogue réformée Kahal Kadosh Beth Elohim de Charleston.
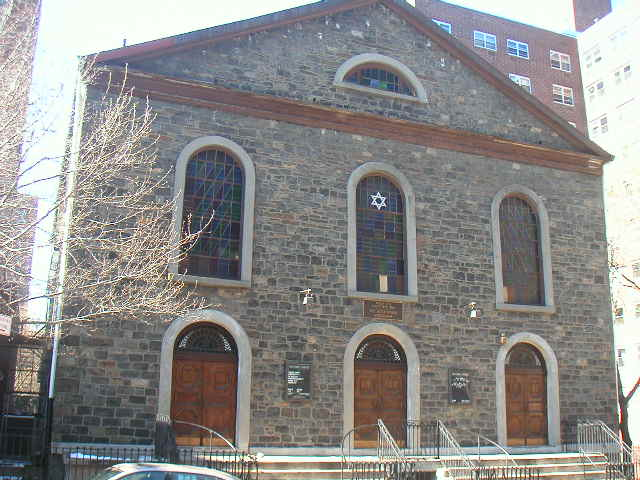
Synagogue Bialystoker (Lower East Side - Manhattan).
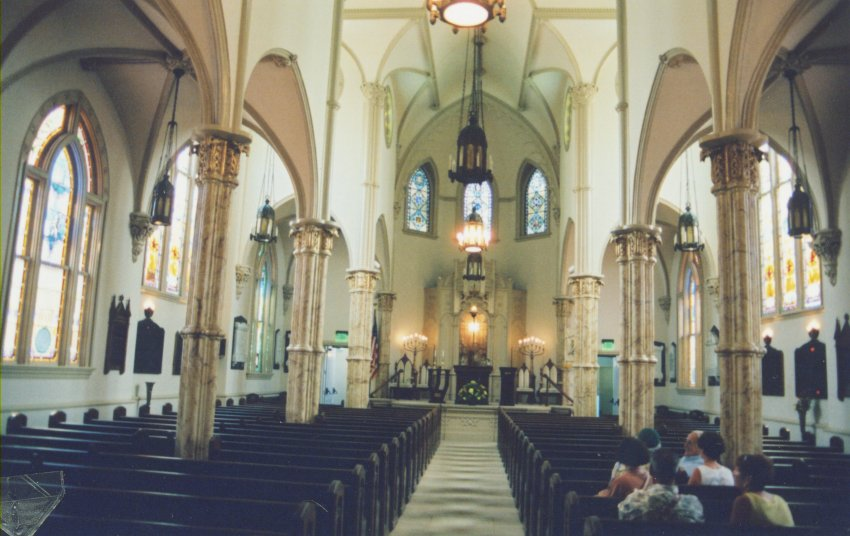
Synagogue néo-gothique de Savannah.
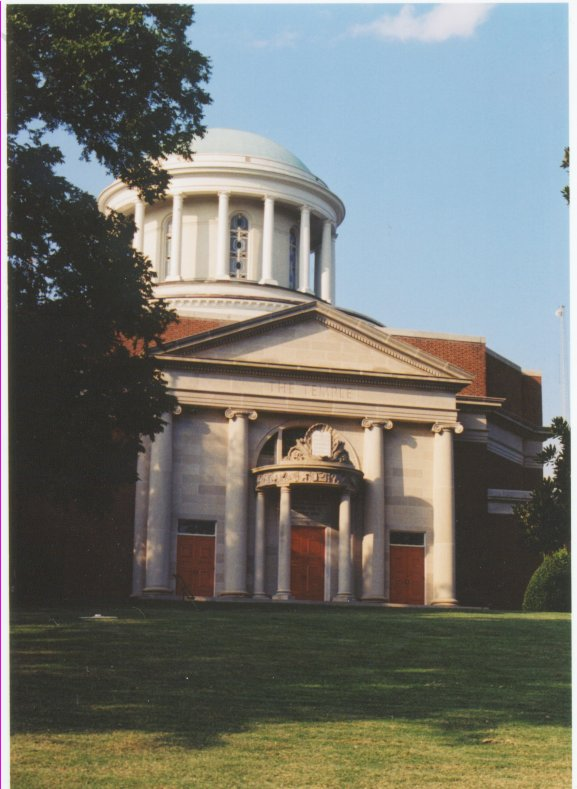
Synagogue néo-classique d'Atlanta.
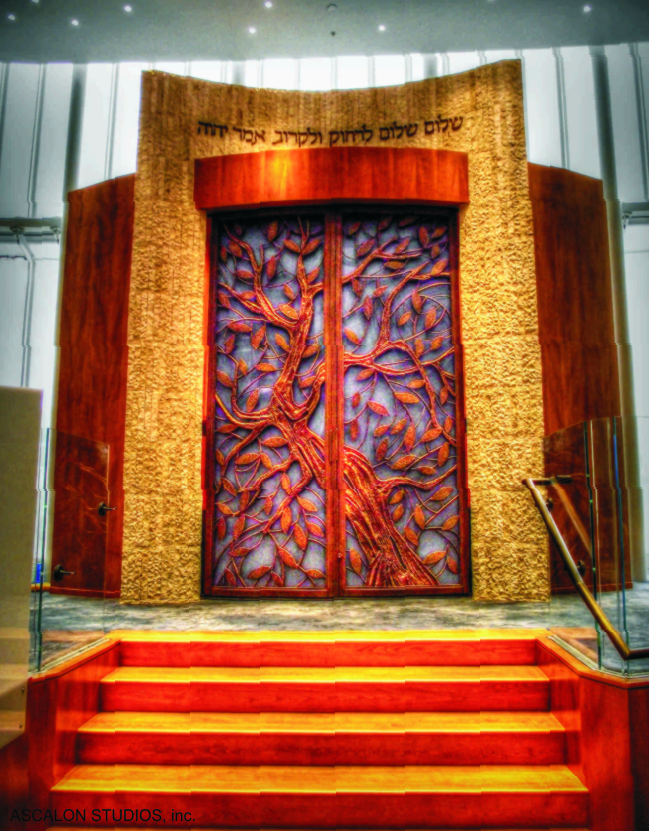
Aron Kodesh, Lincoln Square Synagogue, New York, par David Ascalon, 2013.

## Les synagogues durant la Shoah
Le nazisme avait pour but non seulement d'éliminer les Juifs, mais aussi leur culture. Dès 1933 fut organisé le premier autodafé en Allemagne. Le pogrom de la nuit du 9 au 10 novembre 1938 appelé par les nazis Nuit de Cristal en est la suite logique. Heydrich, dirigeant SS, cite le bilan de 267 synagogues détruites dans une lettre à Göring datée du 11 novembre 1938. Parmi ces synagogues détruites, on citera celles de Constance, d'Heilbronn, de Francfort et de Worms qui était alors la plus ancienne synagogue d'Europe en fonctionnement. Plus d'un millier d'autres sont pillées.
Pendant la guerre, des milliers de synagogues disparaissent dans les flammes allumées par les nazis ou les bombardements en Allemagne, en Pologne, en URSS et dans bien d'autres pays. Peu après l'invasion polonaise, la Grande synagogue de Dantzig l'est également, comme la synagogue de Gabin : le 21 septembre 1939, jour de Yom Kippour, peu après le début de l'invasion de la Pologne par les troupes nazies, les Allemands accompagnés des fascistes locaux, mettent le feu à la synagogue et à l'école talmudique. Un trésor artistique, cultuel et culturel qui avait survécu plus de 230 ans brûle en quelques minutes. Toute la population juive de Gabin est alors rassemblée sur la place du « Nouveau Marché » et lorsque les maisons près de la synagogue s'enflamment à leur tour, les Allemands forcent les Juifs à y pénétrer pour sauver les biens qui s'y trouvent, tandis que les troupes nazies hilares prennent des photos. Plusieurs personnes périssent dans les flammes. Le 16 mai 1943, la Grande synagogue de Varsovie est dynamitée par le SS-Gruppenführer Jürgen Stroop comme dernier acte de destruction du ghetto de Varsovie, et ne sera pas reconstruite après la Seconde Guerre mondiale.
Des villes ou des quartiers juifs entiers disparaissent comme à Salonique ou Odessa. L'entreprise nazie de destruction est souvent parachevée après la guerre par l'abandon des rares synagogues encore existantes, celles-ci n'ayant plus de fidèles.
Celui qui veut connaître les synagogues polonaises peut se reporter au projet Wikipédia les inventoriant.
Pour l'Allemagne, le site de l'université de Darmstardt liste et renseigne plus de 2 200 synagogues allemandes disparues ou abandonnées.
En France, les synagogues détruites ou très endommagées sont surtout situées en Alsace et en Lorraine, dont la synagogue de Strasbourg incendiée dans la nuit du 30 septembre au 1er octobre 1940 et celles de Bischwiller, Épinal, Guebwiller, Saint-Dié, Sarreguemines, Saverne, Thionville et Wissembourg, mais aussi celle de Fontainebleau. D'autres sont pillées comme à Ingwiller ou Mulhouse. Dans la nuit du 2 au 3 octobre 1941, sept synagogues parisiennes, dont celles des Tournelles sont visées par des attentats organisés par Helmut Knochen,,. L'Association des rabbins français adopte une déclaration de protestation, le 15 octobre 1941 : « Comme les victimes humaines, les pierres sanctifiées par la piété, les tabernacles qui renferment les rouleaux sacrés, nous émeuvent et nous angoissent : où s'arrêtera cette fureur sacrilège, et toutes les synagogues de France, après celles d'Allemagne, vont-elles devenir des ruines comme celles de Galilée où Jésus avait prié ? ».
Mais de nombreuses autres synagogues sont perdues à la suite de la disparition des communautés rurales et certaines, dont les fidèles ont disparu pendant la Shoah, sont par la suite transformées en musées ou en centres culturels, comme cela a souvent été le cas en Allemagne.
Les synagogues de Prague ont été sauvées en partie par la volonté des nazis eux-mêmes qui en 1942 fondèrent le Musée juif central afin d'y rassembler tous les objets d'art et la littérature issus de toutes les communautés juives et synagogues en pays tchèque.
Le Royaume-Uni ne subit pas l'invasion allemande, mais ses synagogues payent un lourd tribut aux bombardements allemands. La synagogue de New Cross Road est détruite par un bombardement le 27 décembre 1940 et la Synagogue Centrale de Londres le 11 mai 1941.

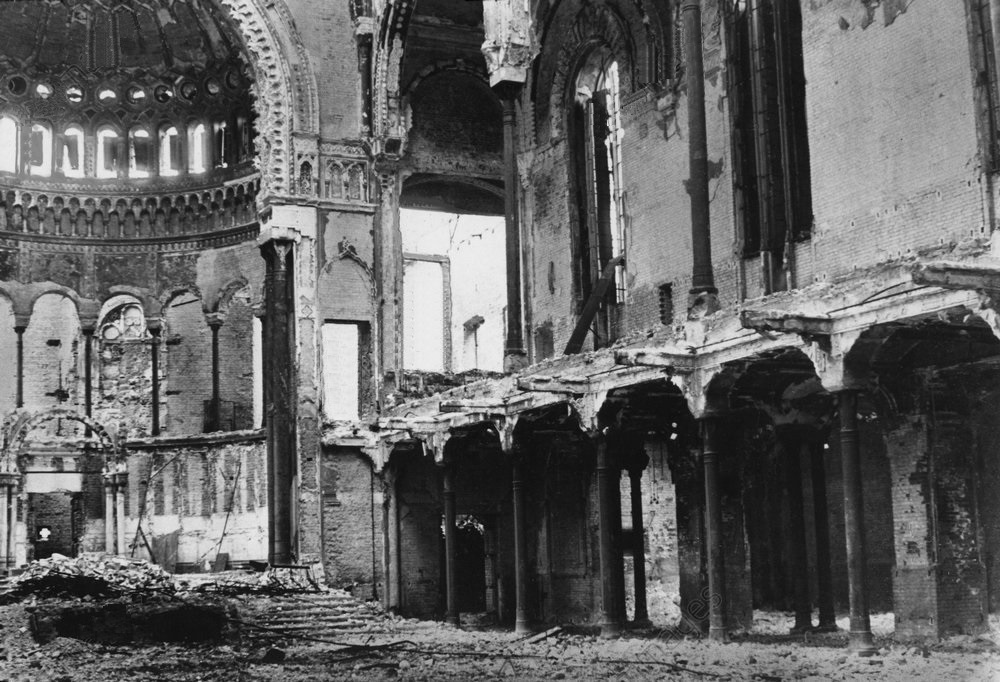
Synagogue de Berlin en 1945 photographiée en ruines par un soldat soviétique.
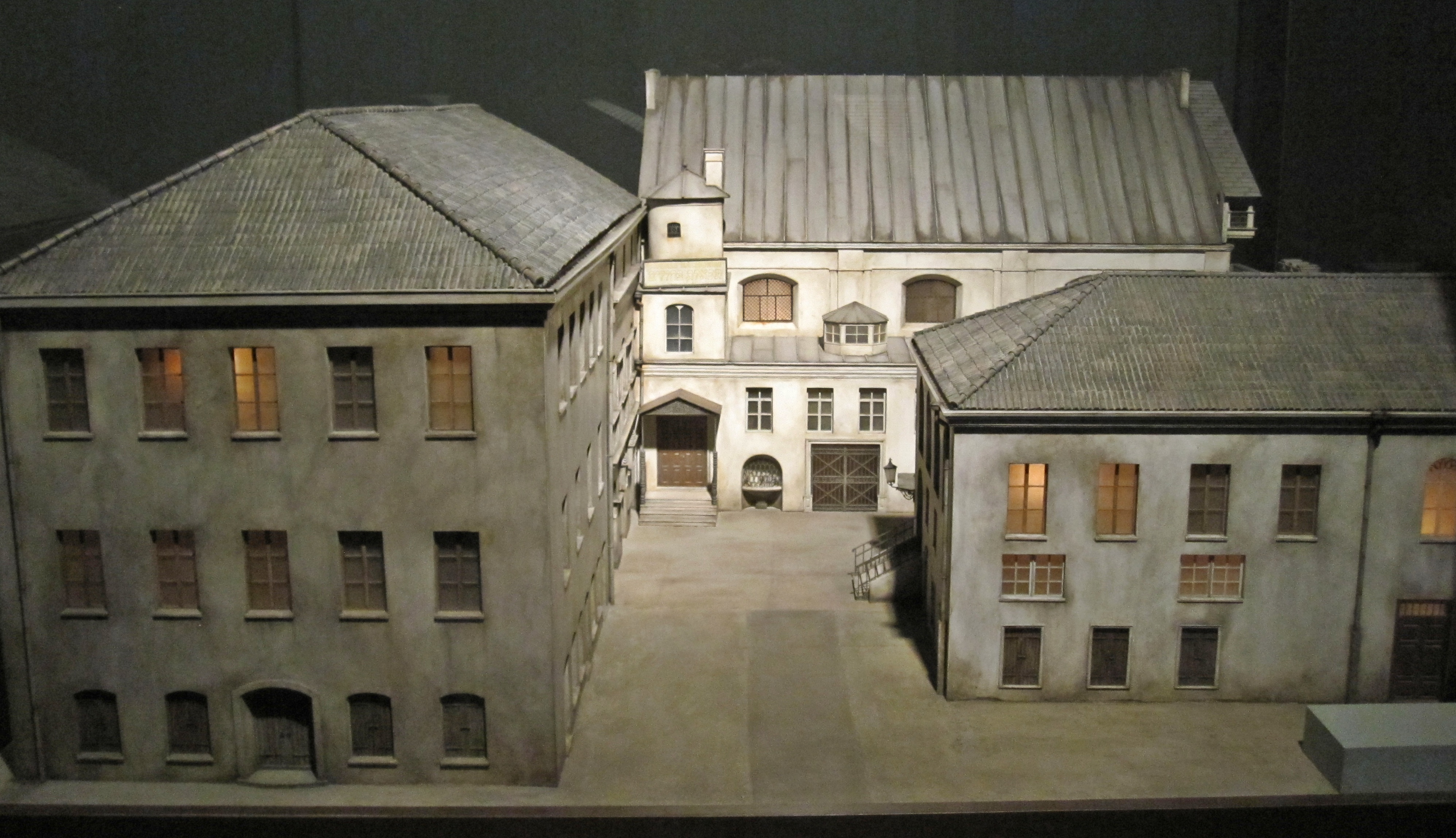
Maquette de la synagogue détruite à Vilnius (Lituanie), au musée de la diaspora, Tel Aviv.

## L'époque contemporaine
L'époque contemporaine est encore marquée par quelques événements majeurs qui ne manquent pas d'affecter la répartition ou le style des synagogues. Dès après la guerre, là où il y a encore des Juifs, la reconstruction s'avère nécessaire. Si ceux-ci ont pour la plupart disparu, comme en Europe centrale et orientale, il a fallu du temps pour que s'organise un travail de mémoire et de réalisation de musées.
En parallèle, la renaissance de l'État d'Israël et l'immigration en provenance des pays où les Juifs ne peuvent plus vivre sans discrimination comme l'Europe centrale et orientale, l'ancienne URSS ou les pays arabes, entraînent le retour en masse des synagogues dans le pays où elles étaient les plus nombreuses il y a 2 000 ans.
L'exil des Juifs des pays arabes vers Israël, mais aussi vers la France ou l'Amérique fait apparaître ou transformer des synagogues là où parfois il n'y en a jamais eu, alors que d'autres, bimillénaires, disparaissent.
Le phénomène le plus récent est la réapparition d'un terrorisme antisémite qui ne manque pas d'influencer le style des synagogues pour qui on doit de nouveau prévoir protections et discrétion.
Pendant toute cette période, le judaïsme le plus stable est le judaïsme américain dont les nombreuses synagogues modernes témoignent de la vigueur.

### La reconstruction des synagogues
Une tâche immense attend le judaïsme après la guerre. Des communautés entières ont disparu et souvent la reconstruction des synagogues n'est pas la priorité si même elle est envisageable.
En France, un quart de la communauté juive a disparu et sa répartition change. Les communautés rurales d'Alsace et de Lorraine annexées par le Reich, déjà déclinantes avant la guerre, sont particulièrement touchées et vont rarement et très difficilement se maintenir. C'est dans les grandes villes que le judaïsme continue à exister, à Paris ou à Strasbourg particulièrement. Les réparations allemandes vont fournir les fonds indispensables à la reconstruction.
Si les synagogues sont malgré tout reconstruites un peu partout en Alsace, elles ne reprennent pas nécessairement vie dans les petits bourgs et quelques-unes seront cédées aux municipalités comme à Bergheim, jadis le siège du rabbinat en Alsace. L'une de ces synagogues de campagne à l'abandon sera plus tard transformée en musée : le musée judéo-alsacien de Bouxwiller, inauguré en 1998.
C'est donc dans les grandes villes que la vie juive renaît et c'est pourquoi la célébration du centenaire de la synagogue de Mulhouse en 1949 et surtout l'inauguration de la nouvelle synagogue de Strasbourg le 23 mars 1958 furent les étapes-clés de cette reconstruction. La nouvelle synagogue de la Paix de Strasbourg, noble bâtiment pouvant accueillir 1 600 fidèles, abritant le premier centre communautaire juif de France, est le symbole de la renaissance du judaïsme. Sa façade est un réseau d'étoiles de David, souvenir de l'étoile jaune, mais aussi évocation d'Israël dont le nouvel État a repris ce symbole sur son drapeau. Ce sentiment est renforcé par la menorah à six branches qui se dresse sur la façade sud.

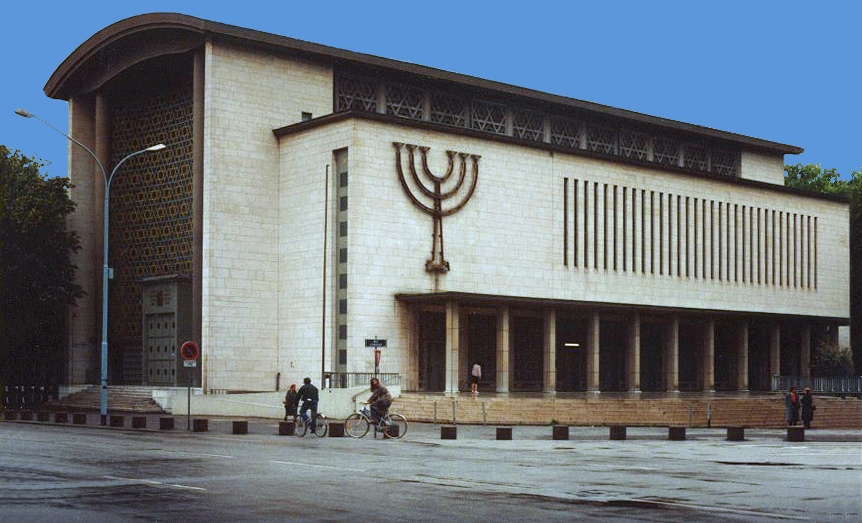
Synagogue de la Paix à Strasbourg construite en 1958.
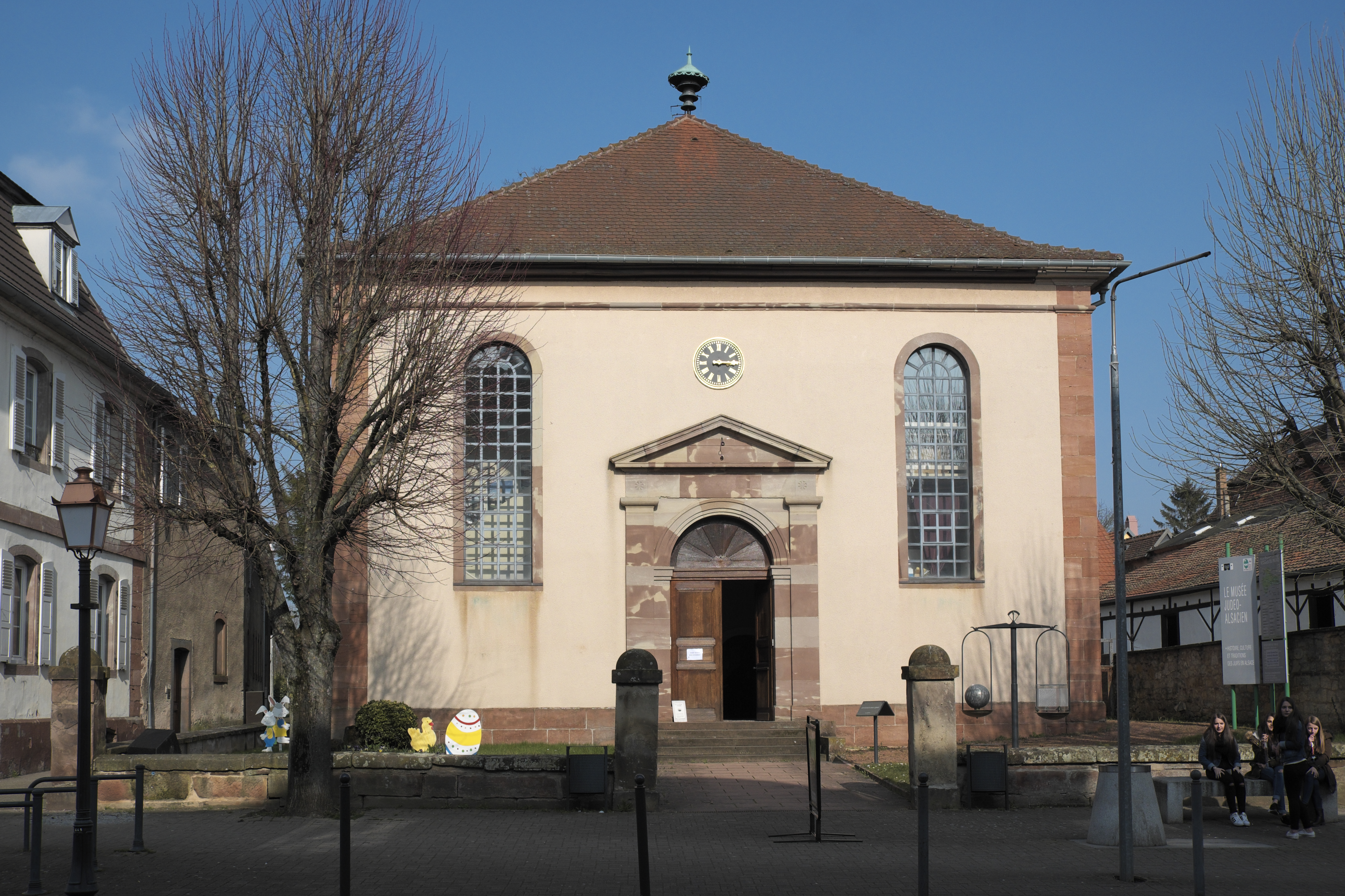
Musée judéo-alsacien de Bouxwiller (Bas-Rhin).
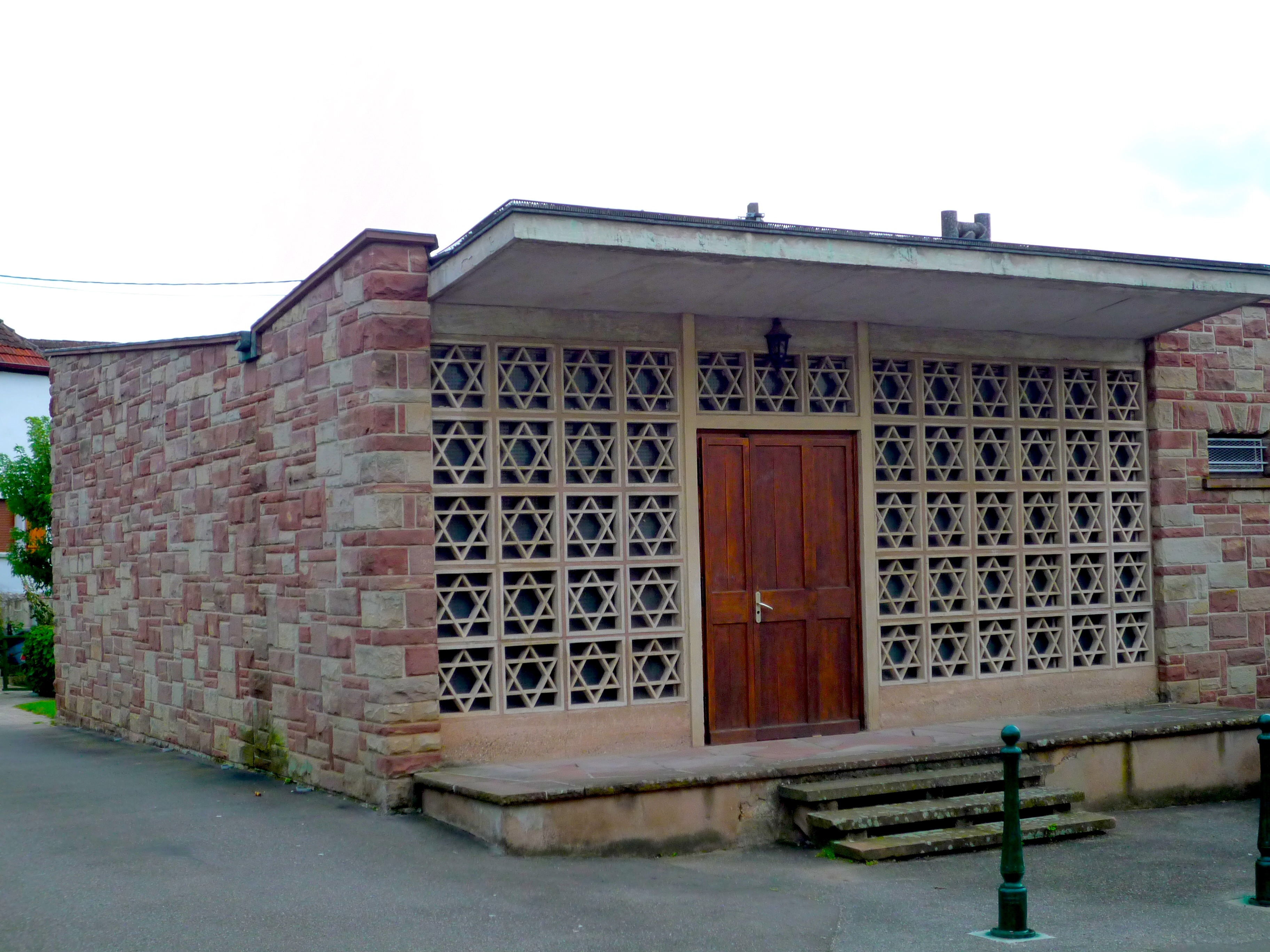
Wasselonne la synagogue construite en 1960.

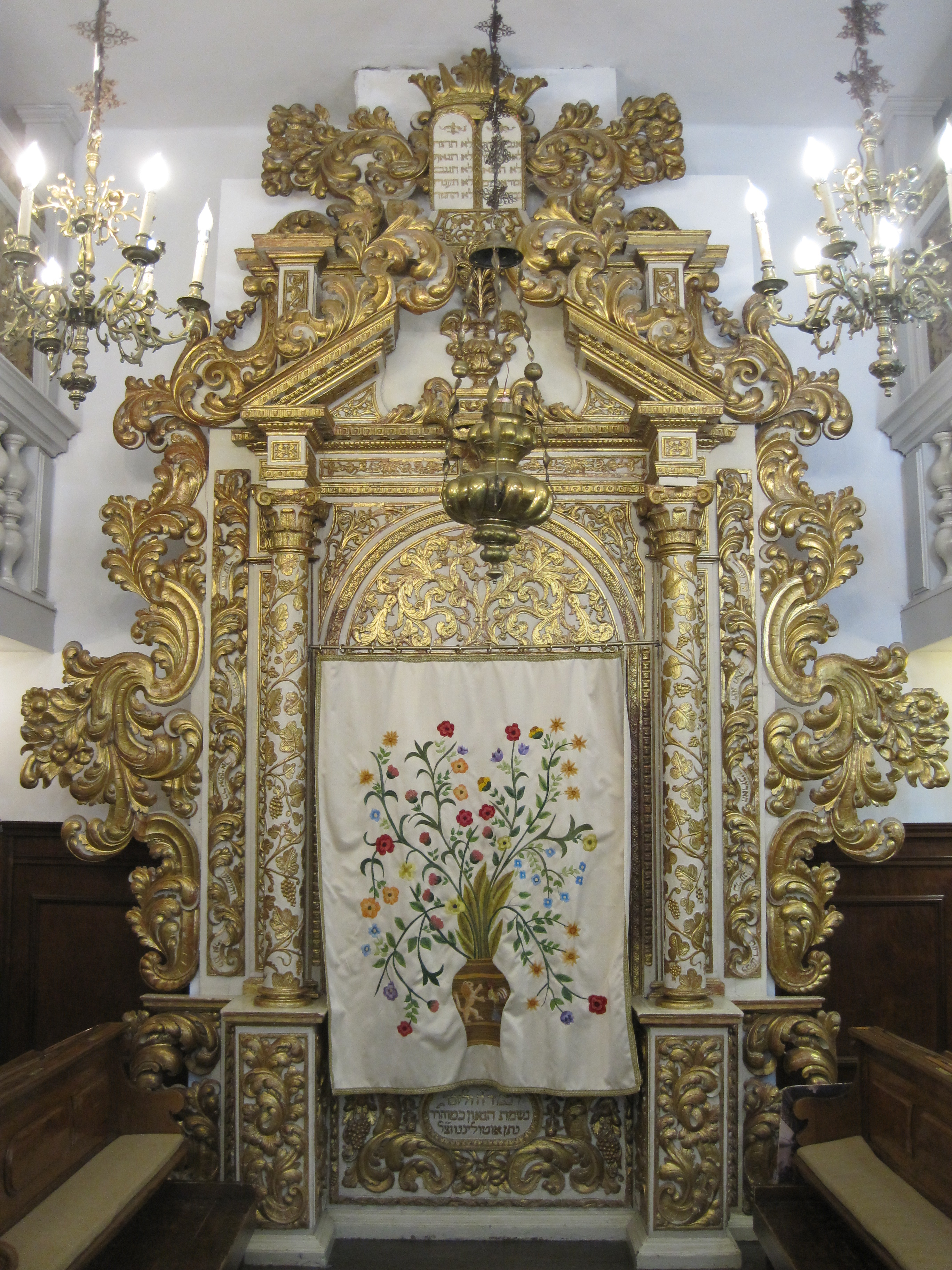
Arche de la synagogue de Conegliano (Italie puis Jérusalem), datant du début du XVIIe s.

En Angleterre, c'est la réédification de la Central Synagogue qui symbolise cette renaissance exactement le même jour, le 23 mars 1958.
En Allemagne, en l'absence de communauté juive importante, la reconstruction consiste surtout à élever des musées ou des centres de conférences. Mais peu à peu, avec la prospérité allemande, une communauté significative se reconstitue de par l'immigration de Juifs des pays de l'est. Ceci amènera à la restauration de synagogues comme la Nouvelle synagogue de Berlin en 1994 ou celle de la Rykkestrasse toujours à Berlin en 2007. Dans les années 2000, de nouvelles synagogues sont créées et à Bielefeld, la Synagogue Beit Tikwa est même installée dans une ancienne église en 2008.

#### Transfert en continuité
La synagogue vénitienne de style baroque construite en 1701 dans le ghetto de la ville de Conegliano Veneto en Italie, située à 50 kilomètres de Venise, ferme ses portes en 1918 et attendra 1951 pour être transférée en totalité en Israël par notamment le rabbin Menahem Emanuel Artom (he), le docteur Umberto Nahon (he) ou Moshe Hacohen Pirani puis restaurée avec soin et décorée à l'aide d'éléments issus d'autres synagogues italiennes. Installée à Jérusalem, la synagogue Conegliano est redevenue un lieu de culte selon le rite italien (« Noussakh Beneï Romi »). On peut aussi la visiter dans le cadre culturel du (it) Centre Nahon du judaïsme italien ouvert en 1982 rue Hillel, où elle figure l'élément central.

Les arches saintes antiques de quarante autres synagogues italiennes ont également été intégralement transportées en Israël.

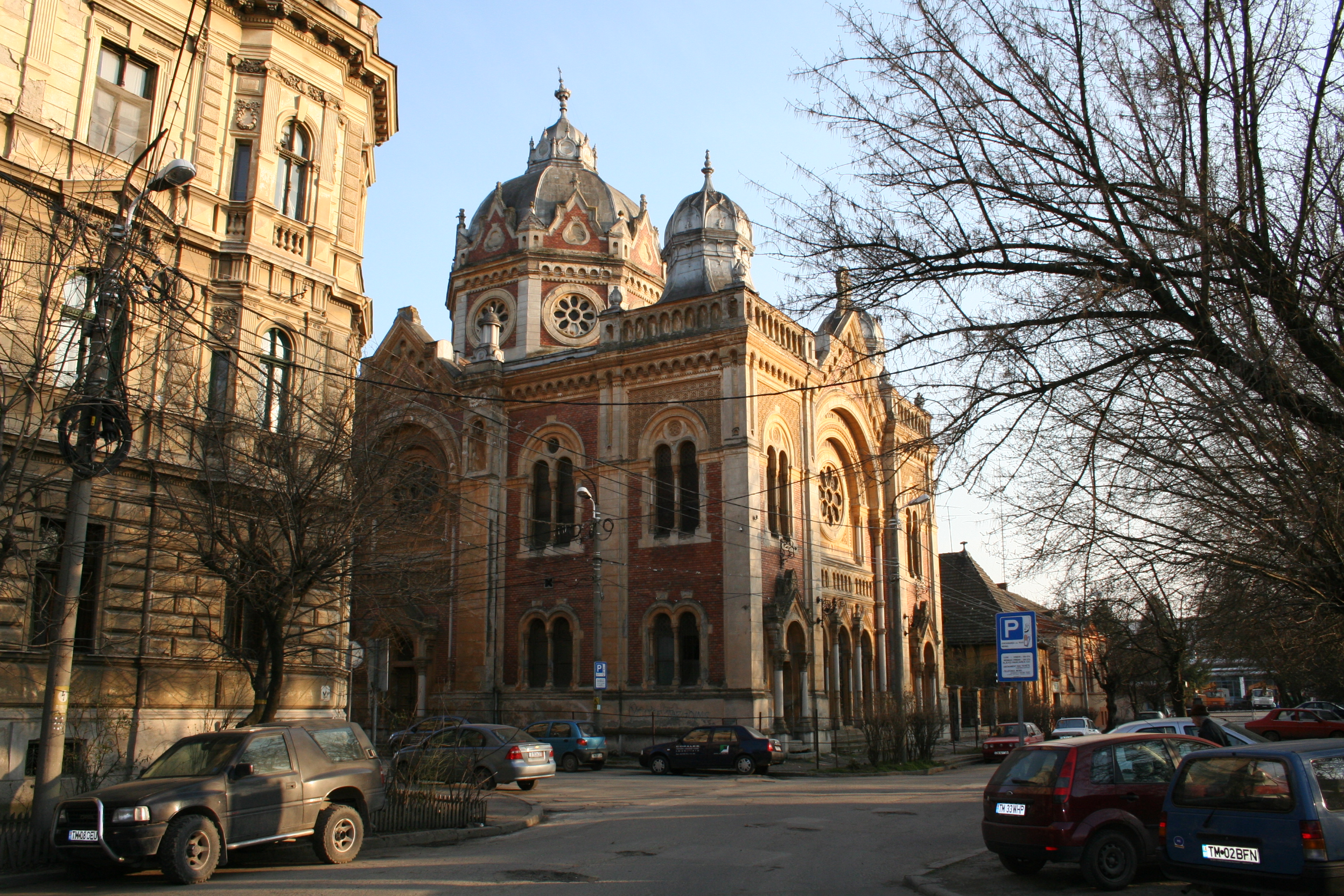
« Nouvelle synagogue » (1899) du quartier Fabric de Timișoara (Roumanie), devenue espace théâtral.

#### Reconversion temporaire
À Timisoara en Roumanie, la « Nouvelle synagogue (ro) » (1899) située dans le quartier Fabric de la ville, de style éclectique et néo-gothico-mauresque, est fermée en 1985 à cause du déclin de la population juive et du coût de ses dégradations, puis encore vandalisée plusieurs fois. Elle est reprise pour 35 ans par le Théâtre national de Timisoara (ro) qui s'engage à la restaurer afin de s'en servir comme salle de spectacle. Dans la même ville, la synagogue « Citadelle » pour les mêmes raisons suit le même sort en 2001 en devenant espace culturel municipal avec un prêt de 50 ans au Philharmonique.

### Le sort des synagogues séfarades
De 1948 à 1975, des centaines de milliers de Juifs séfarades qui depuis des générations et parfois depuis le premier exil il y a 2 500 ans avaient toujours vécu dans les pays aujourd'hui arabes doivent les quitter soit par suite de persécutions (comme en Irak), d'expulsions (comme en Égypte), d'insécurité et d'absence d'avenir (comme en Afrique du Nord) ou de guerre civile (comme au Liban). Ils vont s'établir en Israël et contribueront à l'édification des synagogues de ce pays. Ils choisissent aussi la France, principalement quand ils sont citoyens français comme en Algérie ou francophones dans les autres pays d'Afrique du nord. Ils choisissent également les Amériques, notamment le Québec ou le Brésil.

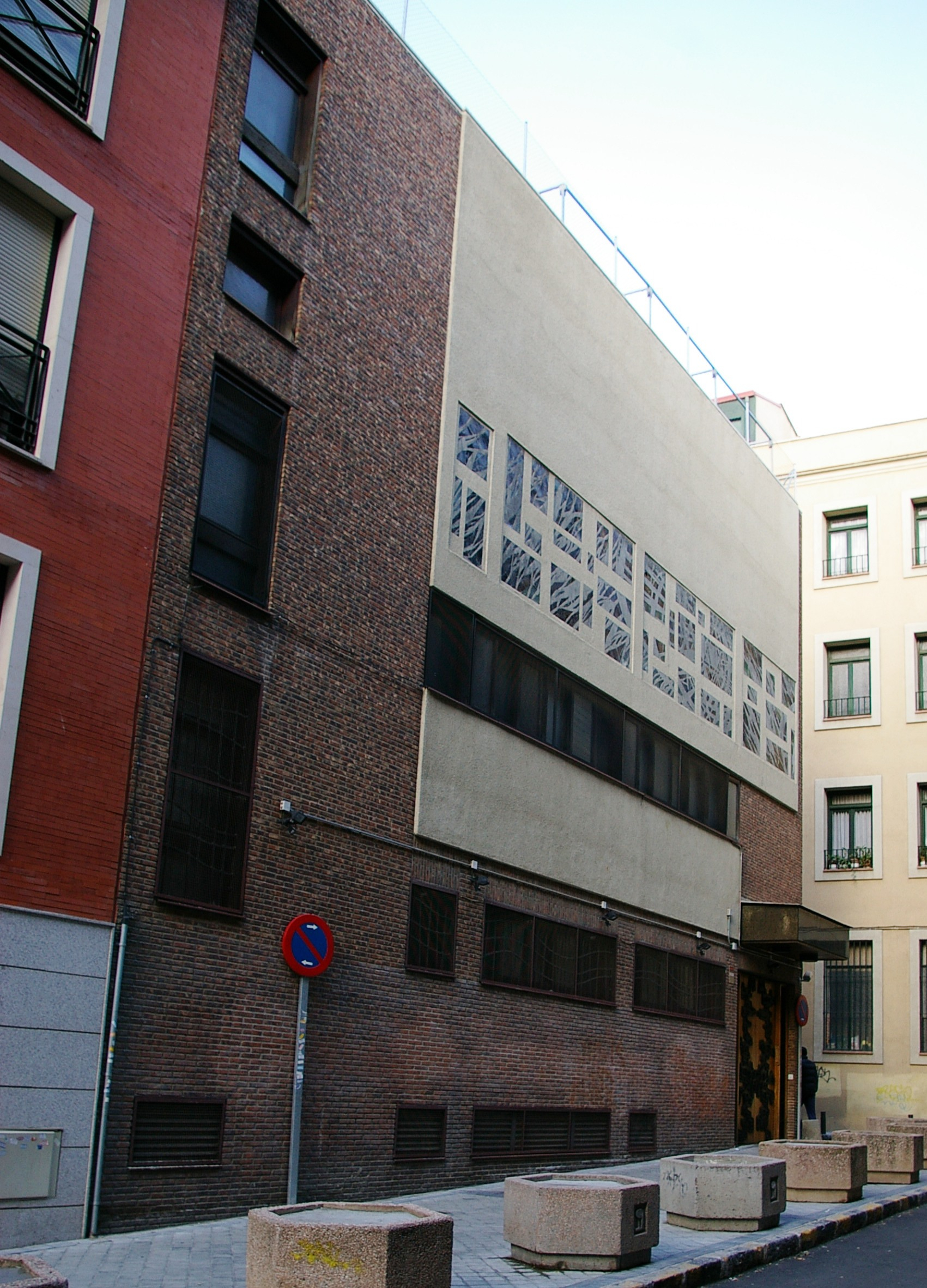
Synagogue de Madrid, encore très discrète

En France, le Consistoire lance dès les années 1950 l'opération des chantiers du Consistoire sous l'impulsion d'Alain de Rothschild. Les besoins sont énormes à partir de 1962 avec l'arrivée des rapatriés d'Algérie et les constructions, souvent plus fonctionnelles qu'esthétiques, se multiplient. À Paris, rue de la Roquette, à Villiers-le-Bel, Massy, Sarcelles et Fontainebleau des synagogues sont bâties avant 1965. Peu à peu, le modèle traditionnel dédié au culte cède la place aux centres communautaires où toutes les activités culturelles de la communauté juive peuvent se dérouler et particulièrement les réceptions familiales. En 1982, 36 nouvelles synagogues avaient été construites.
Beaucoup de Juifs sont connus comme des « Juifs de Kippour », car ils ne fréquentent la synagogue que ce jour de la fête la plus solennelle du calendrier juif. Les communautés juives transforment donc en synagogues d'un jour des salles paroissiales, communales ou de spectacle que leur prêtent ou leur louent les autorités ou les autres cultes. Il suffit pour cela d'y apporter une armoire avec un Sefer Torah et un pupitre pour le poser et la synagogue est prête.
L'émigration des Juifs séfarades d'Afrique du Nord ramène aussi des Juifs en Espagne où, pour la première fois depuis 1492, une synagogue est officiellement inaugurée à Madrid le 16 décembre 1968 (des oratoires avaient existé depuis 1917) alors même que la liberté religieuse n'y avait été autorisée qu'un an auparavant. 500 ans après l'expulsion des Juifs d'Espagne, le roi et la reine d'Espagne y participèrent à une cérémonie du souvenir le 31 mars 1992.
Parallèlement, les synagogues des pays arabes sont abandonnées et tombent en ruines telle la Synagogue Maghen Abraham de Beyrouth ou sont transformées en mosquées (comme souvent en Algérie) ou parfois en centres culturels. En Égypte, quelques synagogues fonctionnent encore, ainsi qu'au Maroc et en Tunisie où se sont maintenues de petites communautés juives.

### Les synagogues modernes en Amérique
En Amérique, les communautés juives font appel aux meilleurs architectes pour construire de remarquables bâtiments. Ainsi, Frank Lloyd Wright construit en 1955 ce qu'il appelle un « Sinaï transparent » avec la synagogue d'Elkins Park en verre et aluminium.
À Livingston (New Jersey), Peter Blake construit le temple Emanuel dont la forme évoquerait la tente d'assignation décrite dans la bible. Mais Dominique Jarrassé pense à un temple japonais !
À Montréal au Québec, l'architecte Roseanne Moss aidé du maître verrier David Ascalon construisent en 2003 une synagogue à l’architecture dépouillée dans laquelle les vitraux forment la figure géométrique d'une ménorah.

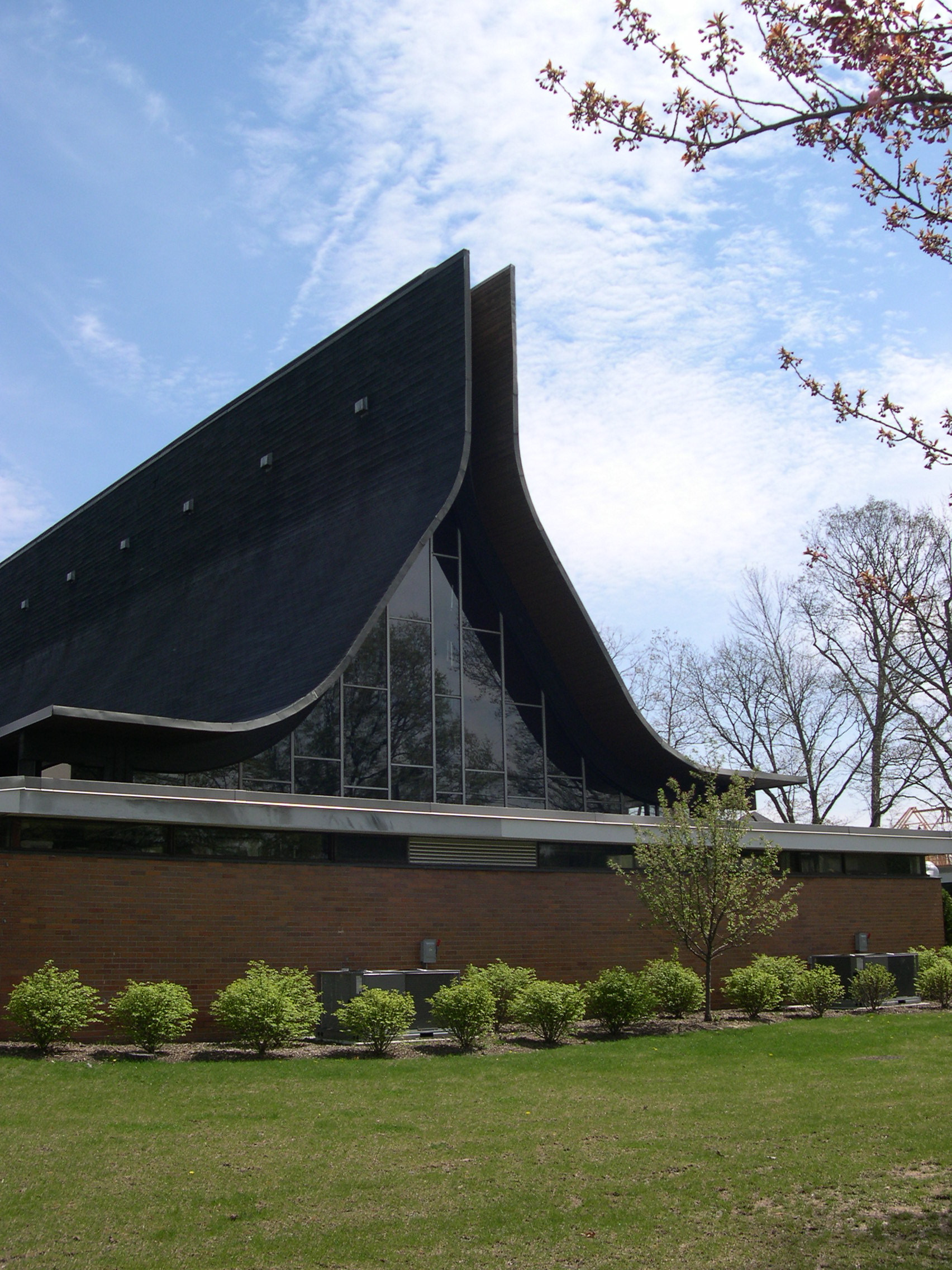
Temple Emanuel de Livingston (New Jersey).
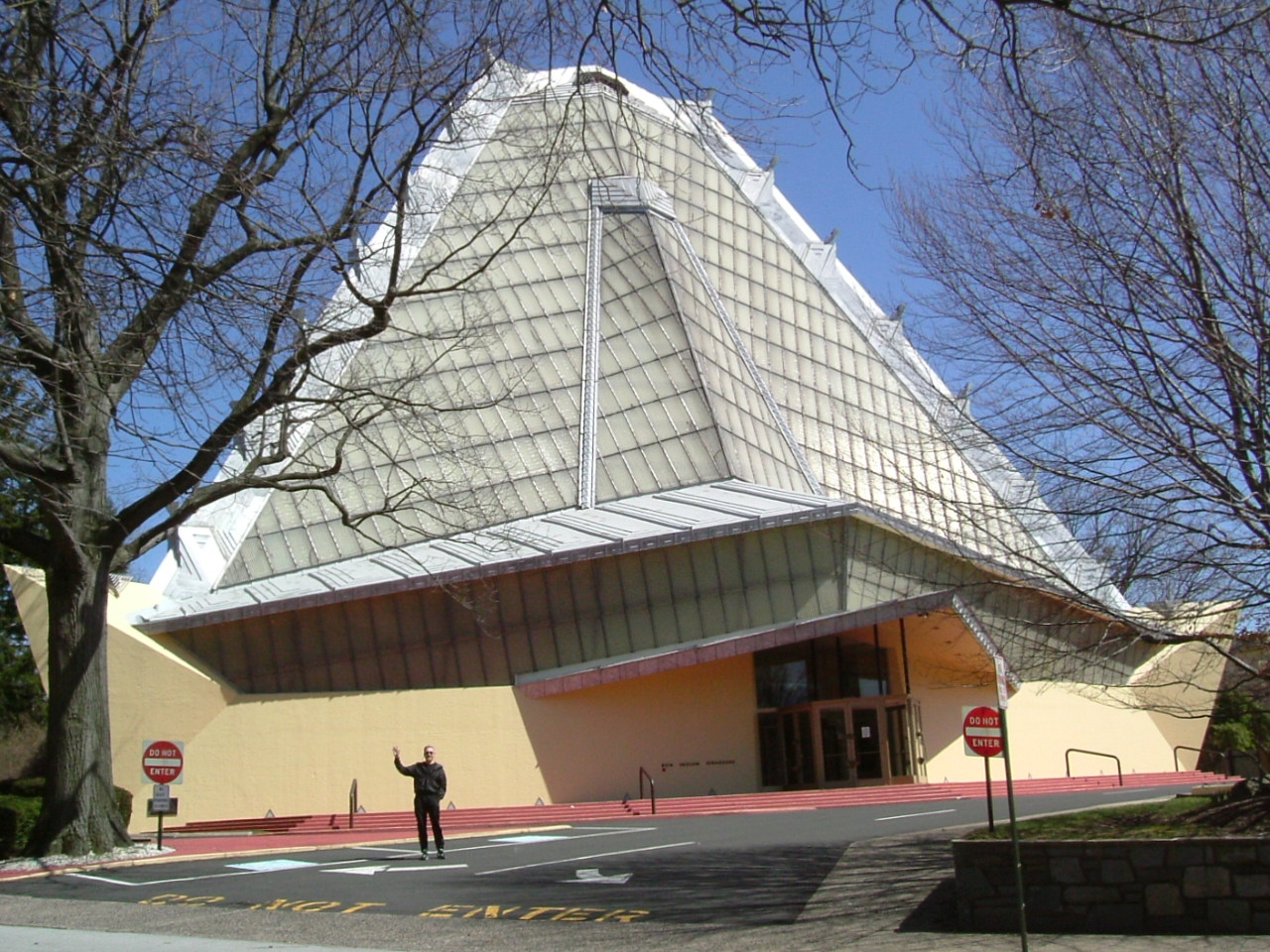
Synagogue d'Elkins Park.
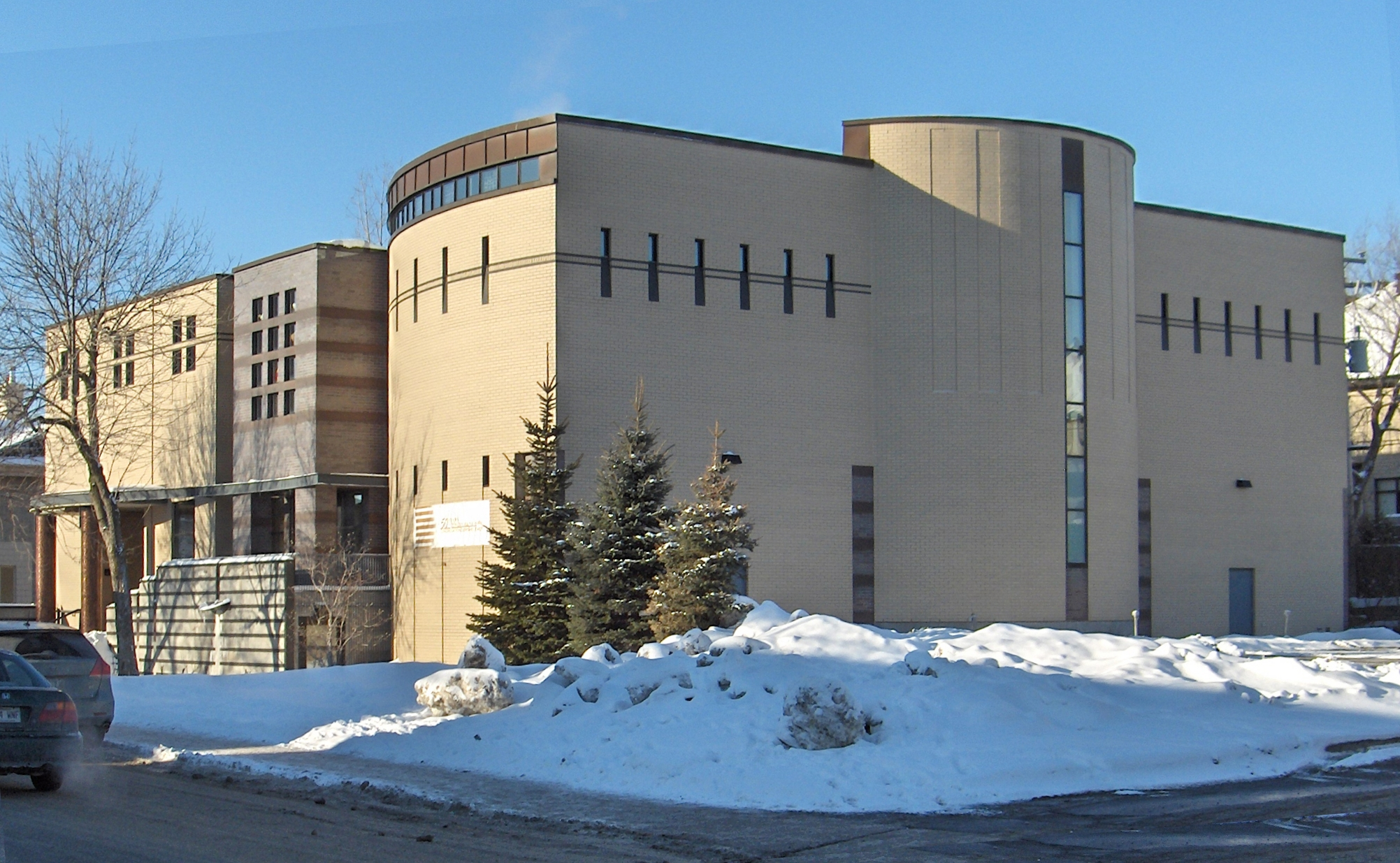
Synagogue reconstructionniste de Montréal.
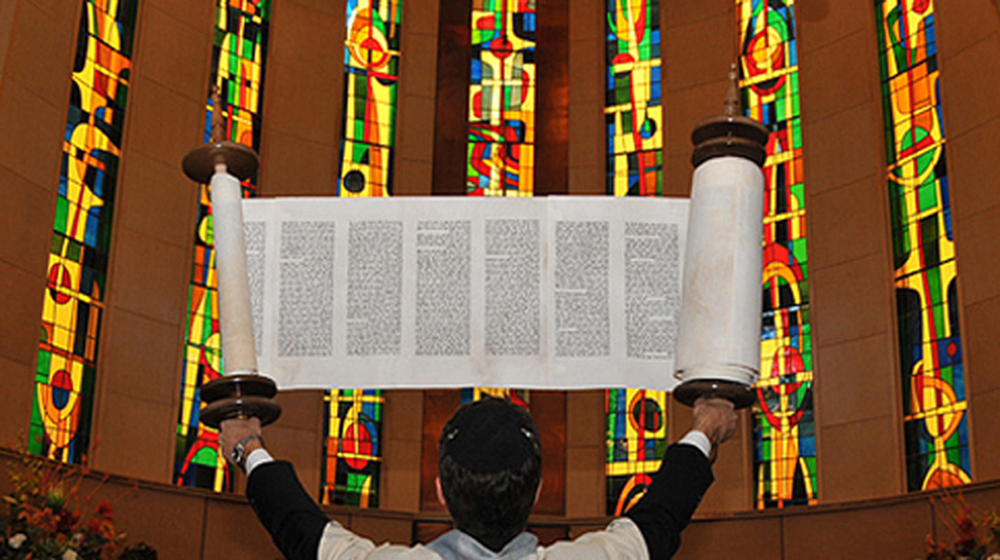
L'intérieur de la Synagogue reconstructionniste de Montréal.

### Les synagogues en Israël
Le 14 mai 1948, l'État d'Israël redevient indépendant pour la première fois depuis la tentative éphémère de Bar Kochba en 135. Pour la première fois depuis cette époque, les Juifs peuvent élever des synagogues dans un État juif. Même si beaucoup restent des shtiblekh, cela a des conséquences sur l'allure et le style des synagogues, bien que les premiers sionistes ne soient souvent guère religieux. Ils sont plutôt soucieux de construire des universités et c'est sur le campus de l'université de Jérusalem qu'est bâtie en 1957 une des plus originales synagogues d'Israël : la synagogue de Givat Ram, par Heinz Rau et David Reznik. La salle de prière est placée sous une coupole en béton blanc reposant sur de simples piliers.
En 1960, Marc Chagall orne la synagogue de l'hôpital Hadassah de Jérusalem de douze vitraux représentant les tribus d'Israël.
Les immigrants vers la Palestine d'avant la Seconde Guerre mondiale étaient souvent mus par une idéologie sioniste non religieuse. Après la guerre, les rescapés de la Shoah puis les centaines de milliers de Juifs réfugiés des pays arabes ne partagent pas nécessairement les idéaux sionistes. Mais ils sont souvent plus religieux et ils vont contribuer à l'édification de nouvelles synagogues en Israël.
Le Grand-Rabbinat d'Israël, établi à Jérusalem, inaugure la Grande Synagogue en 1982. Le bâtiment se veut évoquer le Temple tel qu'il est décrit dans la Bible.
La synagogue Cymbalista, élevée par le Suisse Mario Botta sur le campus de l'université de Tel-Aviv, porte le nom du mécène qui la fit construire. Elle est constituée de deux tours cylindriques, pouvant symboliser les rouleaux de la Torah, qui se dressent progressivement à partir d'un socle rectangulaire. Sa ressemblance avec la cathédrale d'Évry, conçue par le même architecte, est notable.
En 2000, la synagogue de Belz, aujourd'hui la plus grande du monde, est inaugurée à Jérusalem. Son nom évoque les Hassidim de la ville de Belz en Ukraine. La salle de prière peut accueillir jusqu'à 6 000 fidèles. Elle reprend beaucoup des fonctions de la synagogue traditionnelle avec des salles d'étude, des salles pour les kiddouch et autres réceptions et des chambres pour les voyageurs.

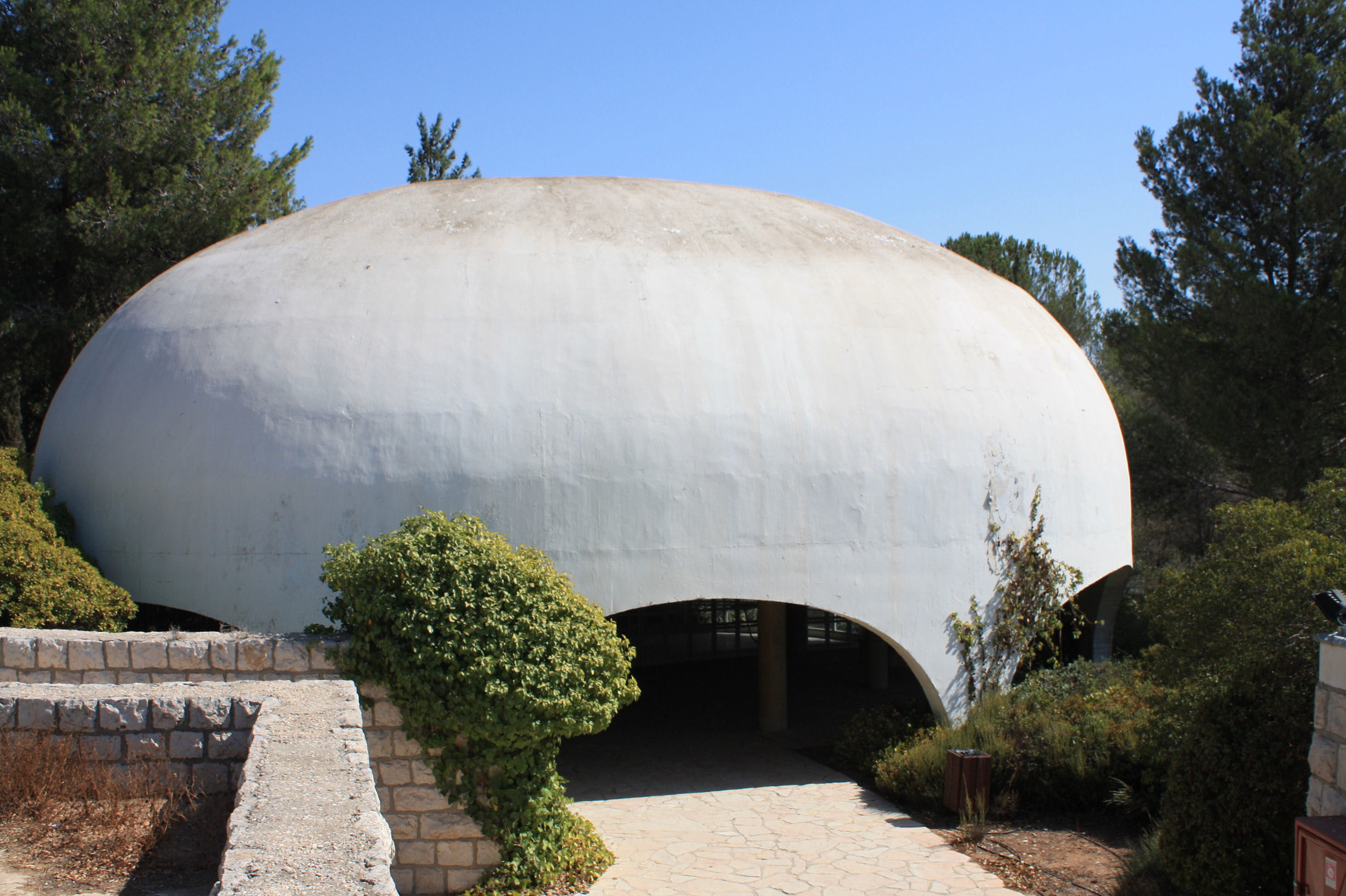
Synagogue de l'université de Jérusalem.
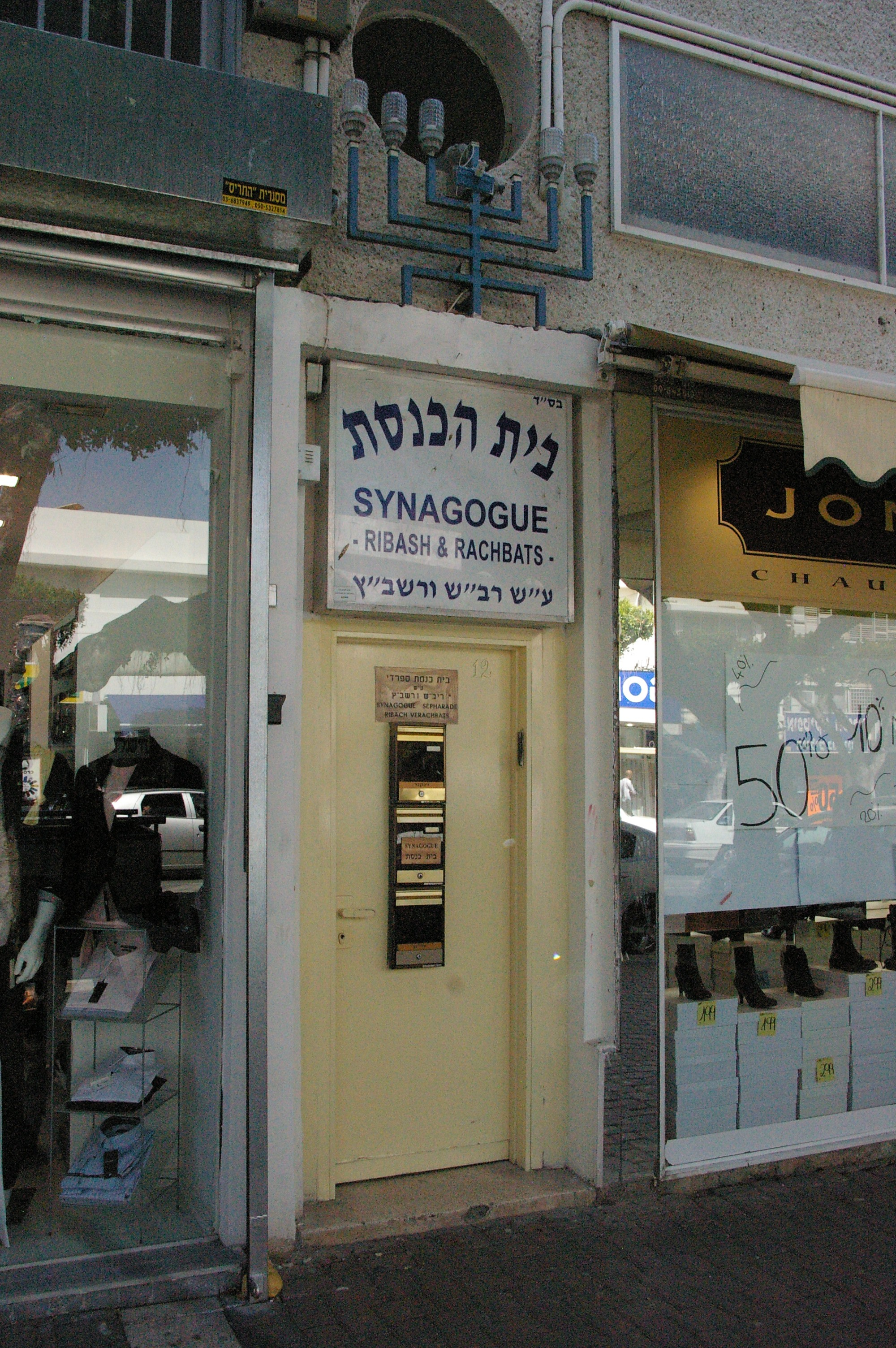
Discrète synagogue séfarade à Netanya installée entre deux magasins.
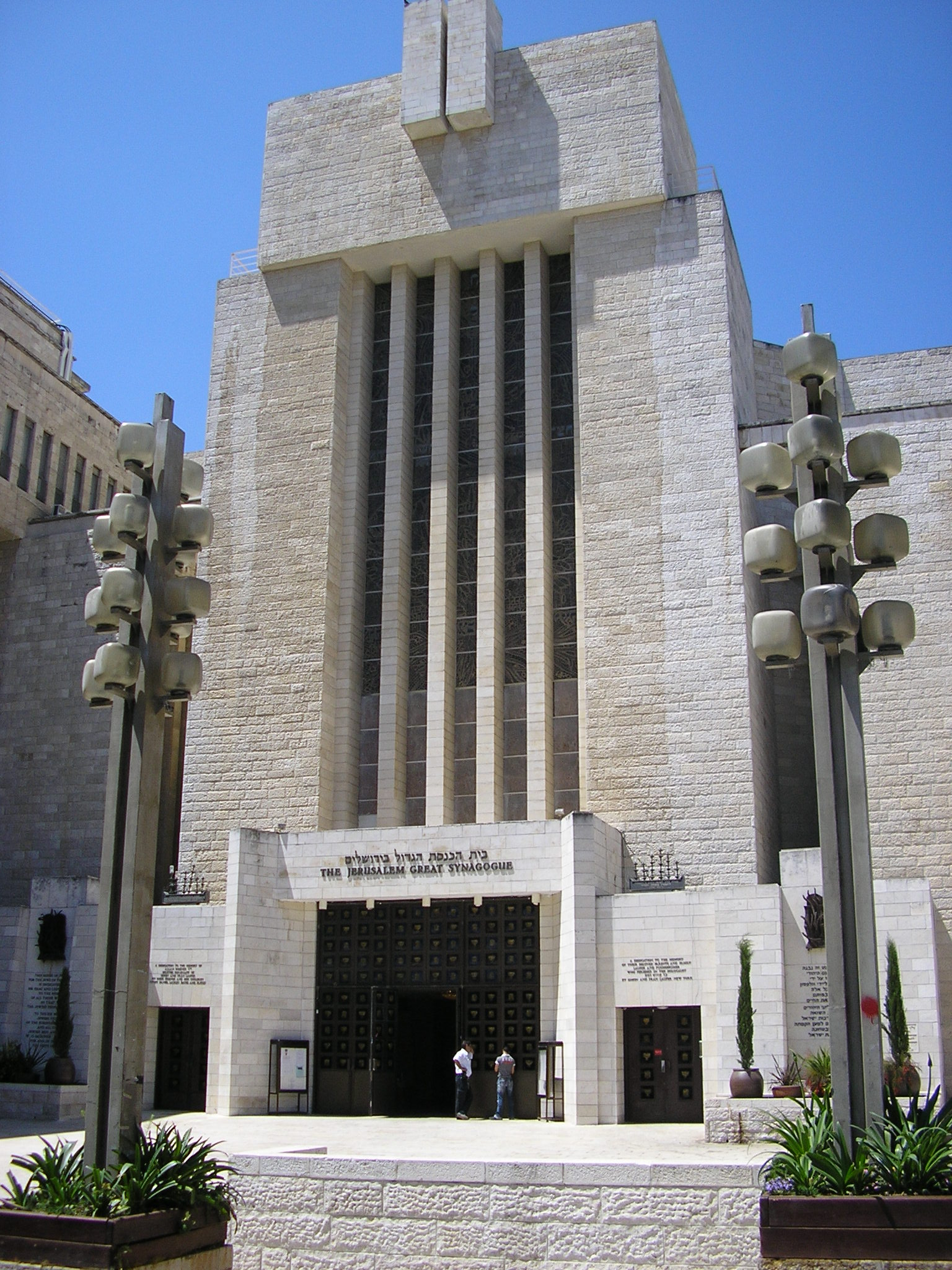
Grande synagogue de Jérusalem.
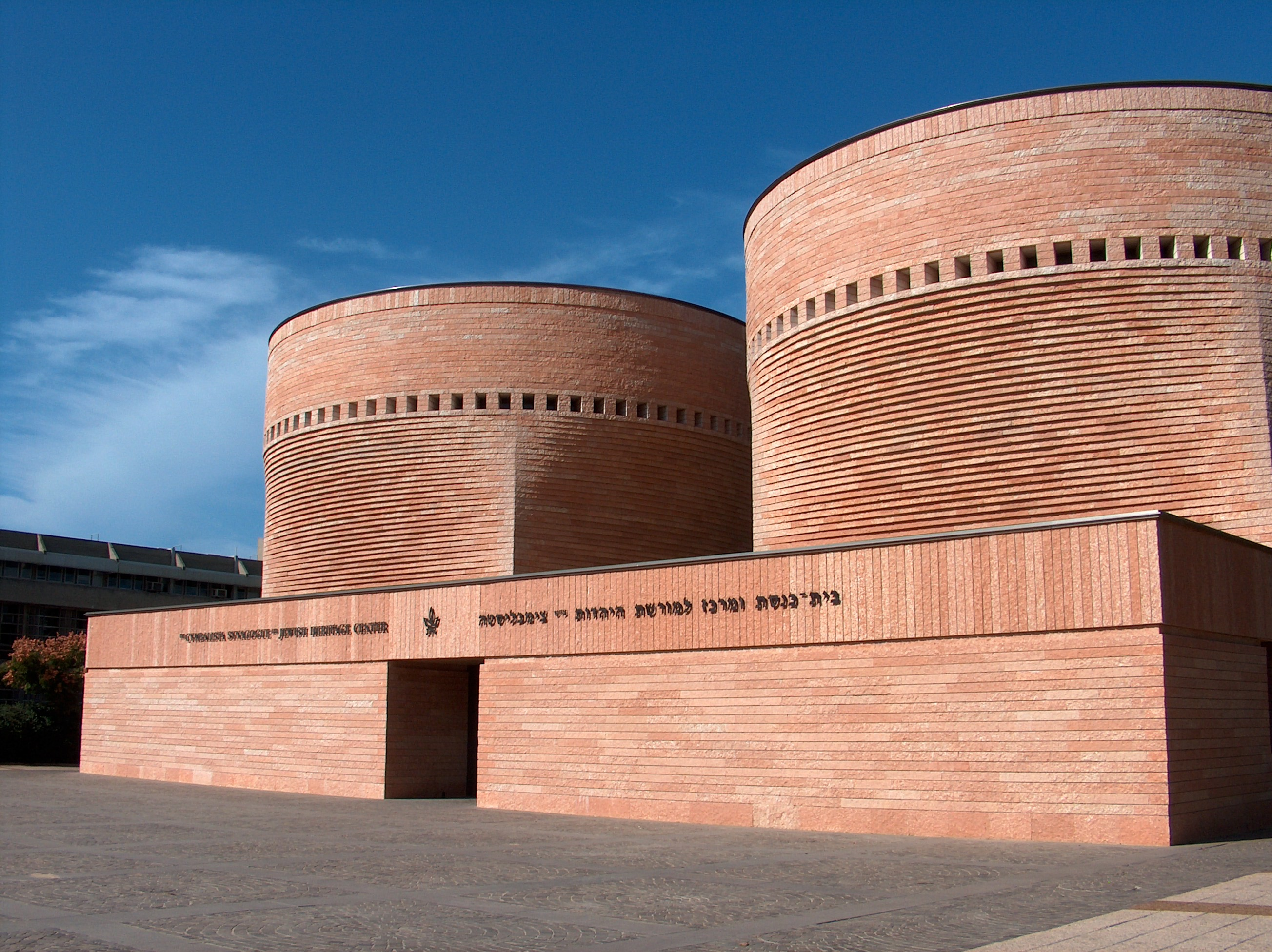
Synagogue Cymbalista de l'université de Tel-Aviv.
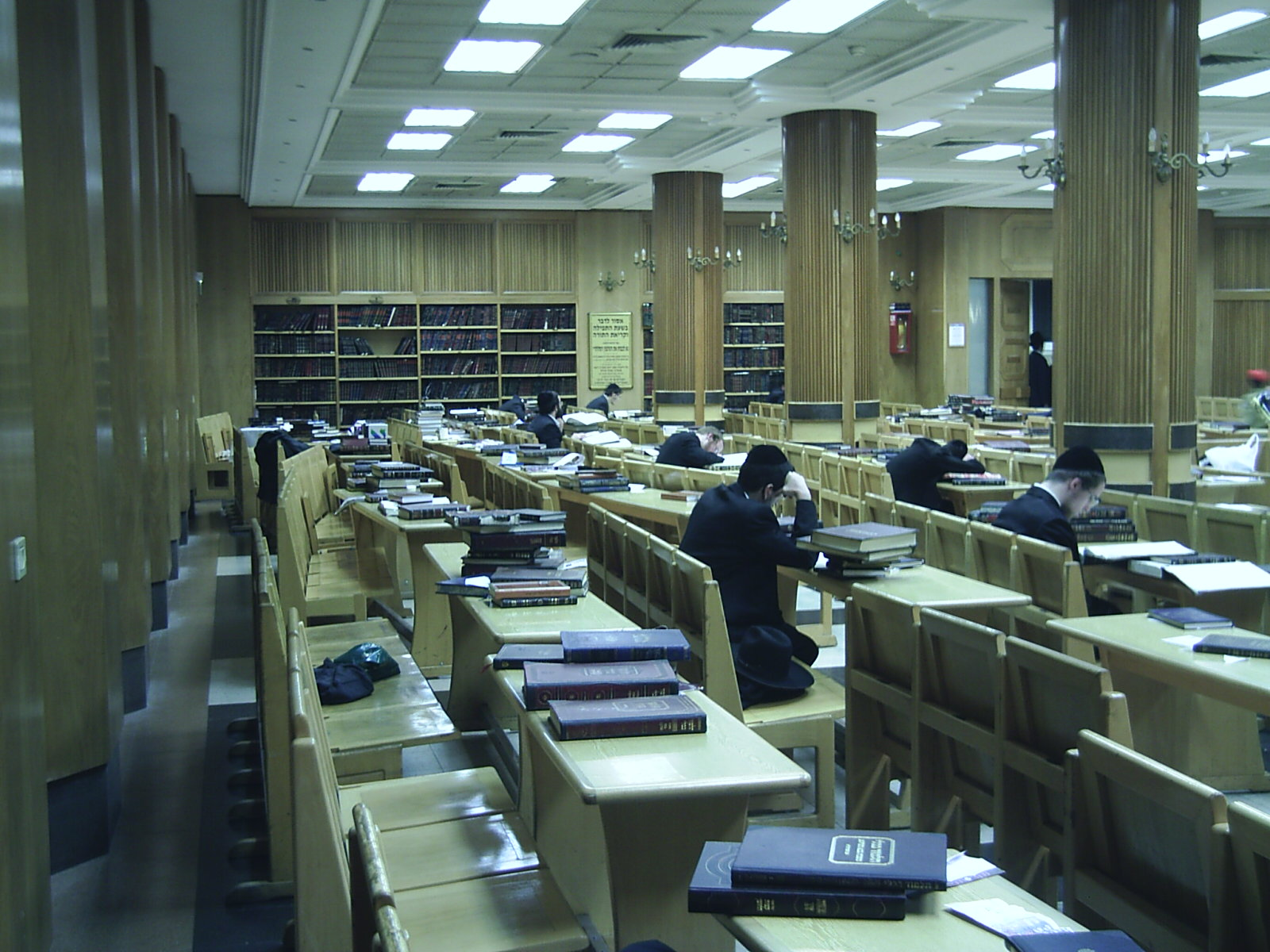
Salle d'étude de la synagogue de Belz.
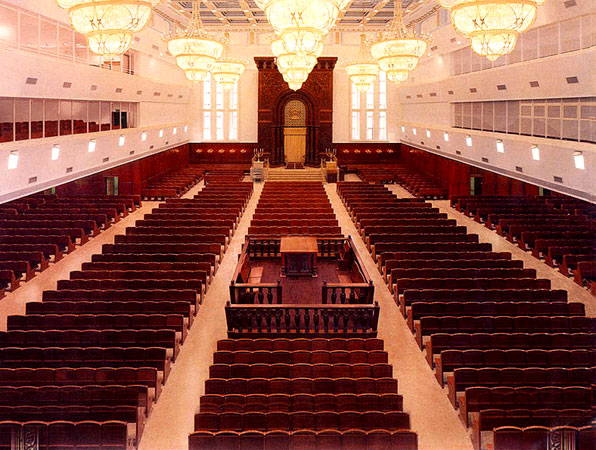
Intérieur de la Grande Synagogue de Belz.

### La violence et le terrorisme contre les synagogues
En 1958, le « Temple » d'Atlanta est visé par une bombe probablement posée par des sympathisants du Ku Klux Klan. En 1980, c'est devant la synagogue de la rue Copernic à Paris qu'une bombe tue quatre passants. La synagogue de Zarzis est détruite la même année par une émeute. En octobre 1981, c'est une synagogue d'Anvers qui est visée (3 morts, 100 blessés). En 1994, le centre communautaire de Buenos Aires est visé par un attentat qui fait 85 morts. Le 11 avril 2002, la synagogue de Djerba est touchée par un attentat d'Al-Qaïda qui tue une vingtaine de visiteurs et cette même synagogue a de nouveau été touchée le soir du 9 mai 2023 : un tireur a abattu deux membres des forces de l’ordre, ainsi que deux fidèles. Le 15 novembre 2003 à İstanbul, deux synagogues dont celle de « Neve Shalom » précédemment frappée par un attentat meurtrier en 1986 par des activistes palestiniens, sont la cible d'un double attentat qui fait une vingtaine de morts et attribué à des islamistes,. En septembre 2005, à la suite du désengagement israélien de la bande de Gaza, les synagogues laissées sur place sont brûlées par la foule. Du 26 au 28 novembre 2008, le centre communautaire Loubavitch est une des cibles des terroristes islamistes qui attaquent plusieurs bâtiments de Bombay (Attaques du 26 novembre) et y font plusieurs victimes dont le rabbin et sa femme.
La guerre de Gaza entraîne en France une recrudescence des actes antisémites. Le 5 janvier 2009, une voiture est lancée contre les grilles d'une synagogue de Toulouse puis incendiée. Le 11 janvier, 9 cocktails Molotov sont lancés contre une synagogue de Saint-Denis. Cette violence se retrouve aussi au Venezuela où la synagogue de Caracas est vandalisée le 31 janvier 2009.
En Israël, une attaque à la hache, aux couteau et pistolet par deux musulmans de Jérusalem Est dans une synagogue orthodoxe de Jérusalem Ouest a causé la mort de plusieurs fidèles juifs en novembre 2014. L'assaut meurtrier s'inscrivait dans le cadre des conflits relatifs au Mont du Temple-Esplanade des Mosquées.
Le samedi 27 octobre 2018, une fusillade a lieu à la synagogue « Tree of life » (« Arbre de vie ») de Pittsburgh en Pennsylvanie, où la communauté juive est installée depuis 150 ans, au moment où des fidèles sont rassemblés pour l'office du shabath, tuant et blessant plusieurs personnes. Le tireur de 46 ans, qui s'est rendu à la police, se nomme Robert Bowers et se revendique antisémite. Il a hurlé dans la synagogue « Tous les juifs doivent mourir ! », et sur son profil au sein d'un réseau social, il est écrit : « Les Juifs sont les enfants de Satan »,.
Pour se protéger, les communautés juives ont dû recourir aux méthodes de protection et de discrétion qui marquent les synagogues de nombreuses époques. En Europe, rares sont les synagogues qui affichent leurs heures de services religieux et aucune probablement n'est ouverte au public comme peuvent l'être les églises. Les barrières de sécurité ou les bornes de béton et les caméras de surveillance avec code à l'entrée sont habituelles, tout comme la présence de forces de police ou de volontaires entraînés, lors des services rassemblant de nombreux fidèles.

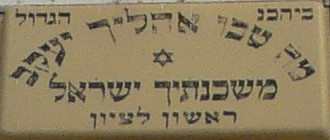
Inscription à l'entrée de la synagogue de Rishon le Zion : « Qu'elles sont belles tes tentes, ô Jacob ! Tes demeures, ô Israël ! » (Nombres 24,5).

## Lieux de culte multiconfessionnels

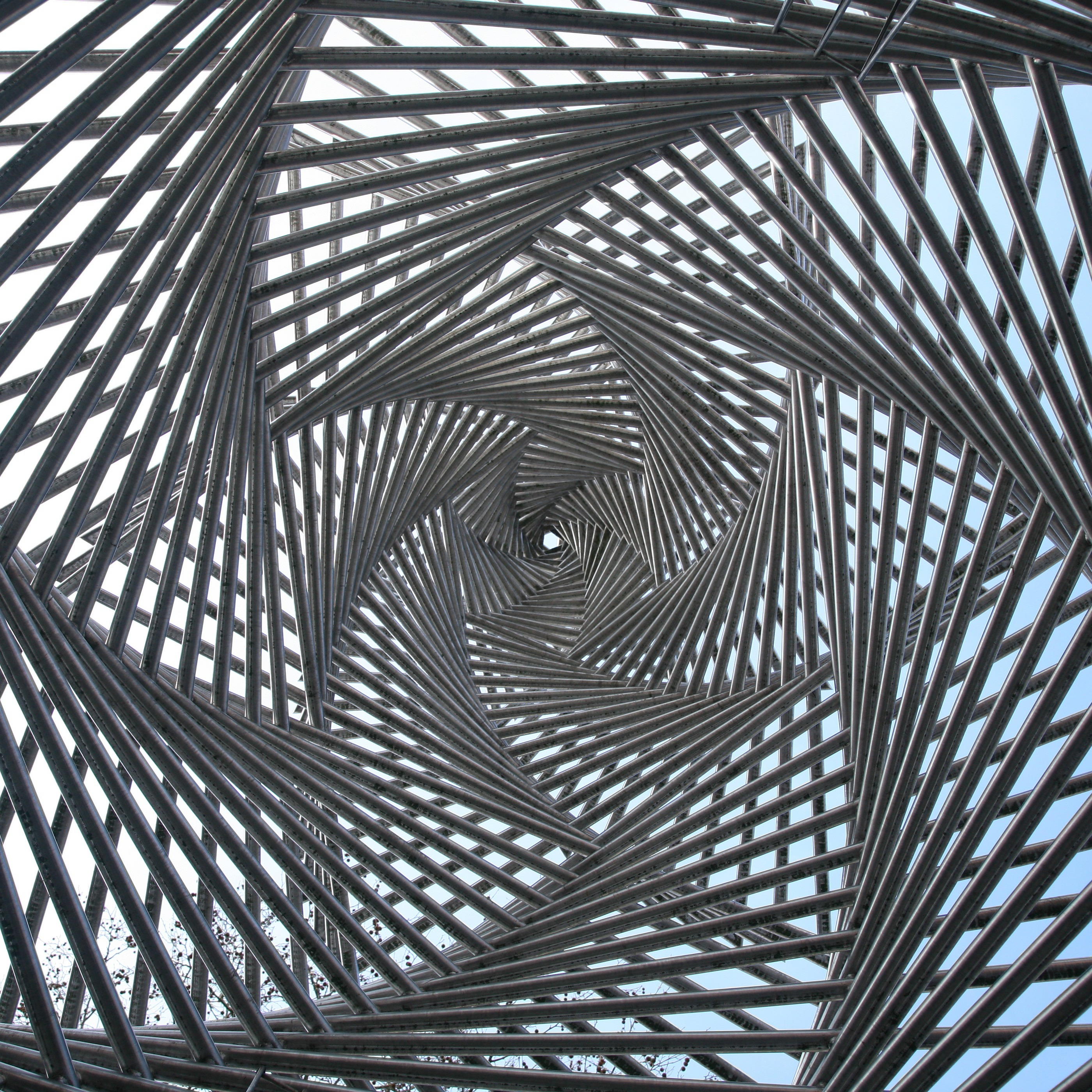
Mémorial de la Platz der Synagoge à Göttingen (Allemagne), vue d'en dessous.

Dans l'histoire, en fonction des changements de majorité dans la confession des habitants d'un territoire on a pu voir des lieux de culte changer de destination. De nos jours l'actuelle mosquée Jamme Masjid de Brick Lane, à Londres a fait office de temple protestant, au temps des huguenots, avant de se transformer en synagogue, puis en mosquée récemment[réf. nécessaire].
Dans certains lieux particuliers, comme les aéroports, les hôpitaux ou bien les prisons on peut trouver des lieux de recueillement multiconfessionnels.
Une autre catégorie de lieux de culte se développe également intégrant dès la construction de l'édifice le caractère multiconfessionnel comme le Temple de Moncton au Canada ou le projet "friday, saturday, sunday" des architectes britanniques Leon, Lloyd et Saleem, le projet "Tri Faith" à Omaha (Nebraska, USA) ou le projet "House of One" à Berlin.

#### Les principaux musées traitant des synagogues
- (en) Les synagogues autour du monde sur le site du Musée de la Diaspora (Tel-Aviv)
- Musée d'art et d'histoire du judaïsme (Paris)
- Musée judéo-alsacien de Bouxwiller (Bas-Rhin)
- Musée juif de Prague
- (en) Musée juif d'Amsterdam